# 南非
30°S 25°E / 30°S 25°E
南非共和國（南非語： [rɛpɵˈblik fan səitˈafrikɑː]），通稱南非（南非語： [səitˈafrikɑː] ⓘ），是位於非洲南端、南大西洋與南印度洋交會處的共和國。南非國土面積超過122萬平方公里，為世界第24大的國家，在南部沿著南大西洋與南印度洋延伸的海岸線長達2,798公里。南非西部毗鄰纳米比亚、北部接壤波札那及辛巴威、東北部鄰接莫桑比克及史瓦帝尼。至於“國中國”莱索托則在南非境內形成一個內飛地。此外，南非是世界上唯一擁有三首都的國家：行政首都（中央政府所在地）為比勒陀利亞、立法首都（國會所在地）為開普敦、司法首都（最高法院所在地）為布隆方丹。不過，由於每個國家的大使館均設在行政首都比勒陀利亞，因此國際社會公認其為南非的首都。至於南非最大的城市與經濟、文化中心則為約翰內斯堡，其亦是撒哈拉沙漠以南非洲第二大城市以及非洲第三大城市。南非是非洲以至世界上種族及文化最多元化的國家之一，擁有超過6,060萬人口，歐洲移民、印度人及有色人的數量與比例都是非洲國家中最多的。
多元的種族與種族鬥爭一直是南非歷史及政治的重要組成部分，佔南非人口少數的白人與佔多數的黑人之間的種族衝突一直主宰著近代南非政治、社會、文化等各方面。早在荷蘭統治時，荷裔的白人移民阿非利卡人就已透過非正式立法來試圖維持歐洲移民的少數統治，且與處於不利地位的黑人展開漫長而激烈的鬥爭。在1948年大選後，國民黨開始執政，阿非利卡人更為自己的種族發展而建立了一套種族隔離制度。在1948年至1990年代初的種族隔離時期中，南非的種族衝突與鬥爭達到頂峰。雖然種族隔離時期的大部分白人都支持種族隔離制度，但仍有20%白人並不支持種族隔離制度，而外來的壓力則是最終使種族隔離結束的重要因素之一。從1990年起，南非逐漸廢除種族隔離制度，但政治制度的巨大變化卻是以相對和平的方式來實現的。此外，南非是在非洲以至其他發展中國家中，少數沒有發生政變的幾個國家之一。1993年的多黨談判會議促使新的南非政府制定與實施擁有堅實人權保護的憲法。
現今的南非被譽為“彩虹之國”，這個名稱最初是由開普敦聖公會的前任大主教德斯蒙德·杜圖構思，後來由時任南非總統納爾遜·曼德拉所推廣，象徵南非終止種族隔離思想帶來的分離以及新發現的文化多樣性，期許不同種族的人們都可以共同生活在這個美麗的和平國度之中。南非是首個、也是目前唯一自行發展核武器後自願摧毀核武器的國家。
南非是世界第33大經濟體，為非洲經濟規模最大、最發達的國家之一，並擁有全非洲最高的發展水準以及最為現代化的基礎設施，更加是非洲唯一掌握人造衛星操作技術的國家。至於南非發展較其他非洲國家良好的另一重要因素則為其擁有非洲以至世界上最豐富的礦產資源，特别是金礦與鑽石。長久以來，南非是一個中等強國及非洲地域大國，亦是聯合國、世行集團、世貿組織、國際貨幣組織、英聯邦、南同盟、南共體、環印聯盟創始國，不結盟運動、金磚五國、二十國集團成員國。近年南非經濟增長呈現放緩跡象，不過其後经济状況有所好轉。現時，南非的科研能力、工業基礎、製造業技術等均位居非洲前茅，且遠遠拋離其他非洲國家，這主要是奠基於南非從1942年到1982年的40年間經濟的持續高增長。世界銀行將南非劃分為中高收入經濟體及新興工業化國家。2022年，南非的人均國內生產總值依國際匯率可兌換成6,979美元，按購買力平價來計算的人均國內生產總值可兌換成15,361美元。而人均國民收入達6,080美元左右，亦維持在中等水準。至於人類發展指數則處於高水平行列。

## 國名
“南非”這個名稱來自南非處於非洲南端的地理位置。從1910年南非聯邦成立後，“South Africa”（南非）就開始作為南非的英語簡稱，反映南非的統一是源自四個英國殖民地。自1961年以來，南非正式的英語官方名稱一直是“Republic of South Africa”（南非共和國）。在荷蘭語作為南非官方語言的時代，其荷蘭語國名為“Republiek van Zuid-Afrika”（南非共和國）；1983年，南非語完全取代荷蘭語官方語言的地位，其南非語國名為“Republiek van Suid-Afrika”（南非共和國）。從1994年起，南非的11種官方語言中都有正式的官方名稱。
“Mzansi”源自科薩語，意為“南方”，是南非的俗名，至於一些泛非主義政黨則更喜歡使用“阿扎尼亞”這個詞語。

## 歷史

### 史前考古學

各族群的人口在不同時期陸續遷移到南非，形成了現今的“彩虹之國”

南非擁有一些世界上最古老的考古與人類化石遺址。考古學家已經從豪登省的一系列洞穴中回收大量化石及遺骸。聯合國教科文組織將該地區列為南非世界遺產之一，稱為“人類的搖籃”。列入世界遺產的範圍包括世上發現最多人類化石地點之一的斯泰克方丹、斯瓦特克朗斯、克羅姆德拉伊保護區的貢多林洞穴、庫珀洞穴以及馬拉帕。1924年，雷蒙德·達特在西北省的一個小鎮塔翁附近發現首顆人類化石——陶格孩童。後來，考古學家在林波波省的馬卡潘斯蓋、自由邦省的科尼利亞與弗洛里斯巴德遺址、夸祖魯-納塔爾省的邊境洞穴、東開普省的克萊西斯河洞穴，以及西開普省的品尼高點、先民堡與酒窖洞穴發掘了更多人類遺體。
這些發現表明，南非在約300萬年之前就已經存在包括非洲南猿等的各種原始人類物種。其餘的物種包括南方古猿、匠人、直立人、羅德西亞人、弗洛里斯巴德頭骨、納萊迪人以及現代人。當中現代人至少有17萬年的時間居住在非洲南部。
研究人員在法爾河河谷內找到各種以卵石所製造的工具。
從大約公元前500年起，桑人在非洲南部建立了包括狩獵採集等以畜牧業為主導的經濟活動。牲畜給桑人群體帶來個人財產及社會歸屬的意識。隨著桑人社會結構的鞏固與擴張，桑人酋長的地位亦因而得到發展。這些桑人中的牧民被稱為“科伊科伊人”（意為「一般人」），至於當中的定居者則稱作“布須曼人”（意為「叢林人」）。經過長期通婚與混血後，這兩個族群形成了科伊桑人。該時期的科伊科伊人沿著南非的海岸發展起來，而較小規模的桑人則繼續於南非內陸定居。

### 班圖人擴張

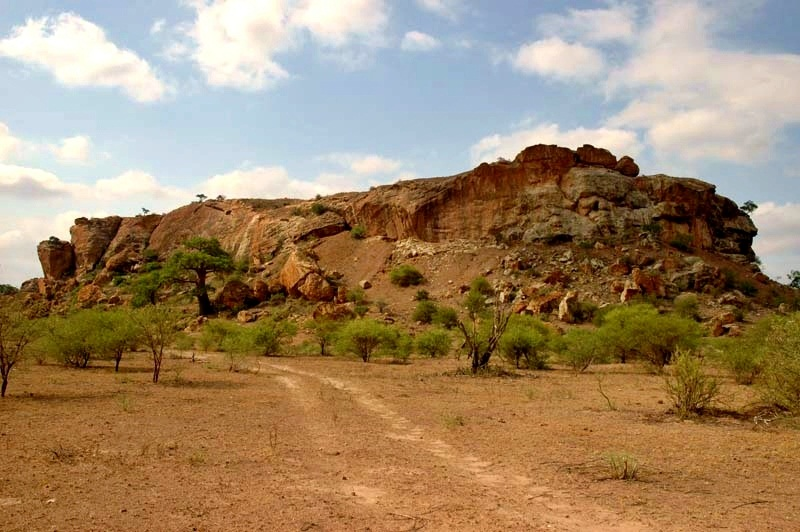
馬蓬古布韋山，馬蓬古布韋王國前首都的遺址

在大約2,500年之前，班圖人開始由尼日爾河三角洲向南非移民。由於在南非的桑人與說班圖語的人都沒有自己的書寫系統，所以這個時期的歷史只能從考古文物中探尋。
到公元前1200年左右，通向非洲北部的貿易網開始形成。此外，各宗教的領導人在該時期開始出現，其角色超越了通常意義上的國王或皇后。宗教領袖一般為社區的精英成員，且自稱擁有預測未來等某種超自然能力。
公元4世紀或5世紀時，林波波河以南（即今南非與博茨瓦納及津巴布韋的北部邊界）就已經出現使用鐵器的班圖農民與牧民的定居點。這些班圖人慢慢向南移動，期間征服並吸收了說科伊桑語的科伊科伊人與桑人。隨著班圖人持續地小規模遷移至南非，他們逐漸與本地的科伊桑人雜居，這點已在南非一些洞穴岩畫上得以證實。包括科薩語及祖魯語在內的某些南部班圖語言均吸收了不少較早期科伊桑語的輔音。此外，考古學家亦在班圖人的定居點裡發現許多科伊桑人的文物。據信，夸祖魯-納塔爾省於1050年左右就已經出現最早的煉鐵作坊。在林波波河最南端的一批人為科薩人，其語言包含早期科伊桑語的部分特徵。後來，科薩人到達位於現今東開普省的大魚河。由於班圖人在人口及文化方面（鐵器時代文明）均佔據優勢，他們於遷徙過程中逐漸替代或吸收了當地原住民。在普馬蘭加省發現了幾個石圈及石頭排列。
通過與來往印度洋，南到現今莫桑比克的穆斯林商人貿易，南非成為了商業中心。當中，交易商品包括由本地生產的黃金、象牙，以及產自遙遠的中國的瓷器、玻璃球等。

### 與葡萄牙人接觸

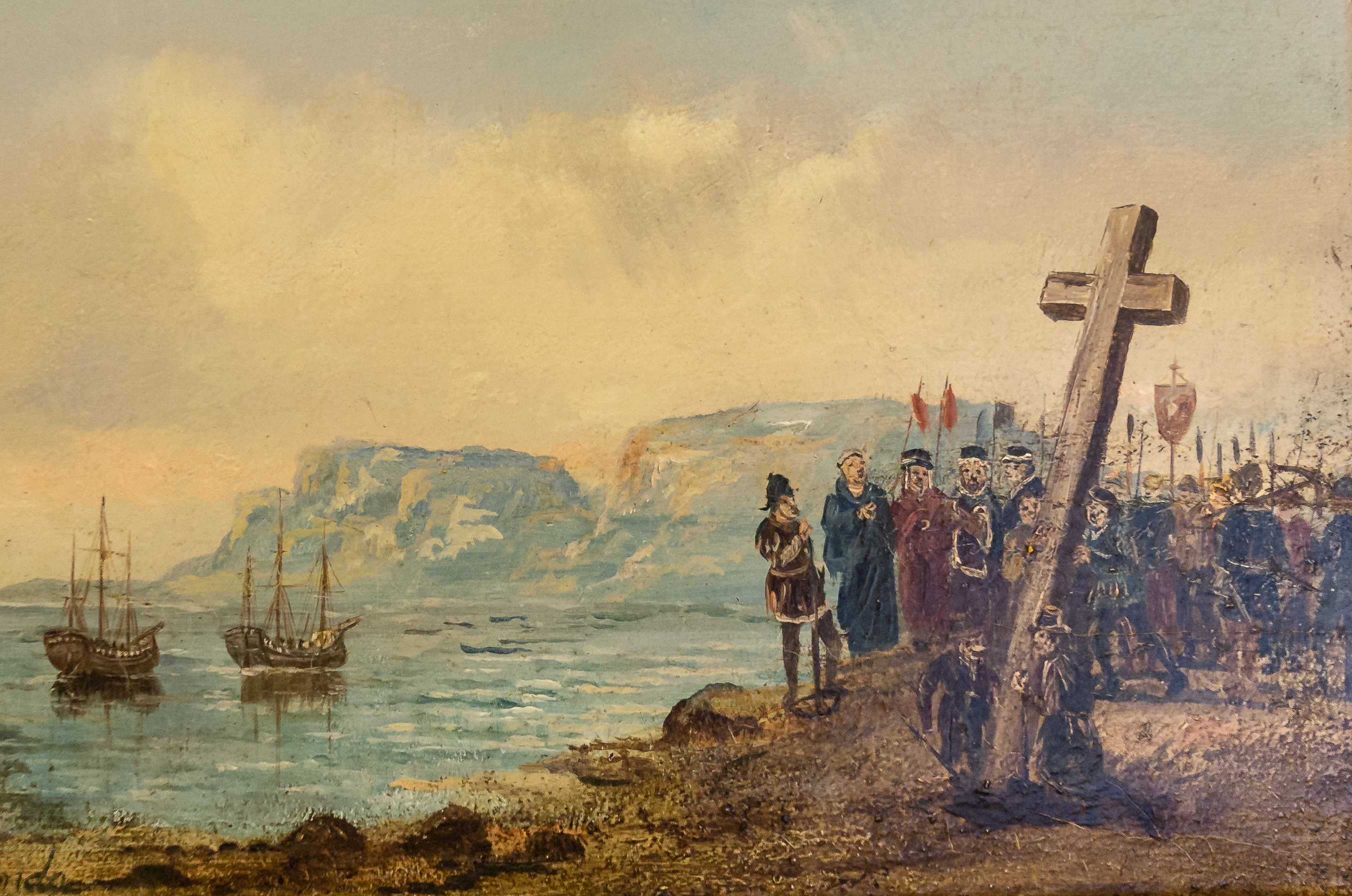
葡萄牙探險家巴爾托洛梅烏·迪亞士是首位成功繞過好望角海峽的人，並在開普角種下十字架

在與歐洲人接觸時，佔主導地位的民族是在約公元1000年前，從非洲其他地區遷徙至南非的班圖語系民族。南非歷史上兩個主要的群體是科薩族及祖魯族。
1487年，葡萄牙探險家巴爾托洛梅烏·迪亞士率領歐洲人首次登陸非洲南部。12月4日，迪亞士在鯨灣港登陸（位於今納米比亞），超越了葡萄牙航海家迪奧戈·康於1485年所到達的非洲南部最遠點（鯨灣港以北的克羅斯角），其後他繼續沿著非洲南部的西海岸前進。1488年1月8日後，由於風暴將迪亞士的船隊向南推去，遠離了非洲海岸線，因此他並沒有看到非洲的最南端。5月，迪亞士到達非洲東部海岸，他稱之為“因凡特河”（Rio do Infante，可能是現今的格魯特河）。在回程時，迪亞士看到一個海角，且將其命名為“風暴角”（Cabo das Tormentas）。返回葡萄牙後，葡萄牙國王若昂二世將該海角改稱“好望角”（Cabo da Boa Esperança），因為其為歐洲通往亞洲的海路必經之地，並使葡萄牙從中得到豐厚的財富。後來，路易·德賈梅士在葡萄牙史詩《盧濟塔尼亞人之歌》中歌頌迪亞士的航海偉績及壯舉。
隨著葡萄牙人開啟在非洲的探索、貿易及統治，南非經歷了兩段主要殖民時期：分別是荷葡戰爭之後由荷蘭東印度公司於1652年建立的荷蘭殖民地時期，以及英國在1795年佔領荷屬好望角殖民地（或稱荷屬開普殖民地）後開始的英國殖民地時期。

### 荷蘭殖民化

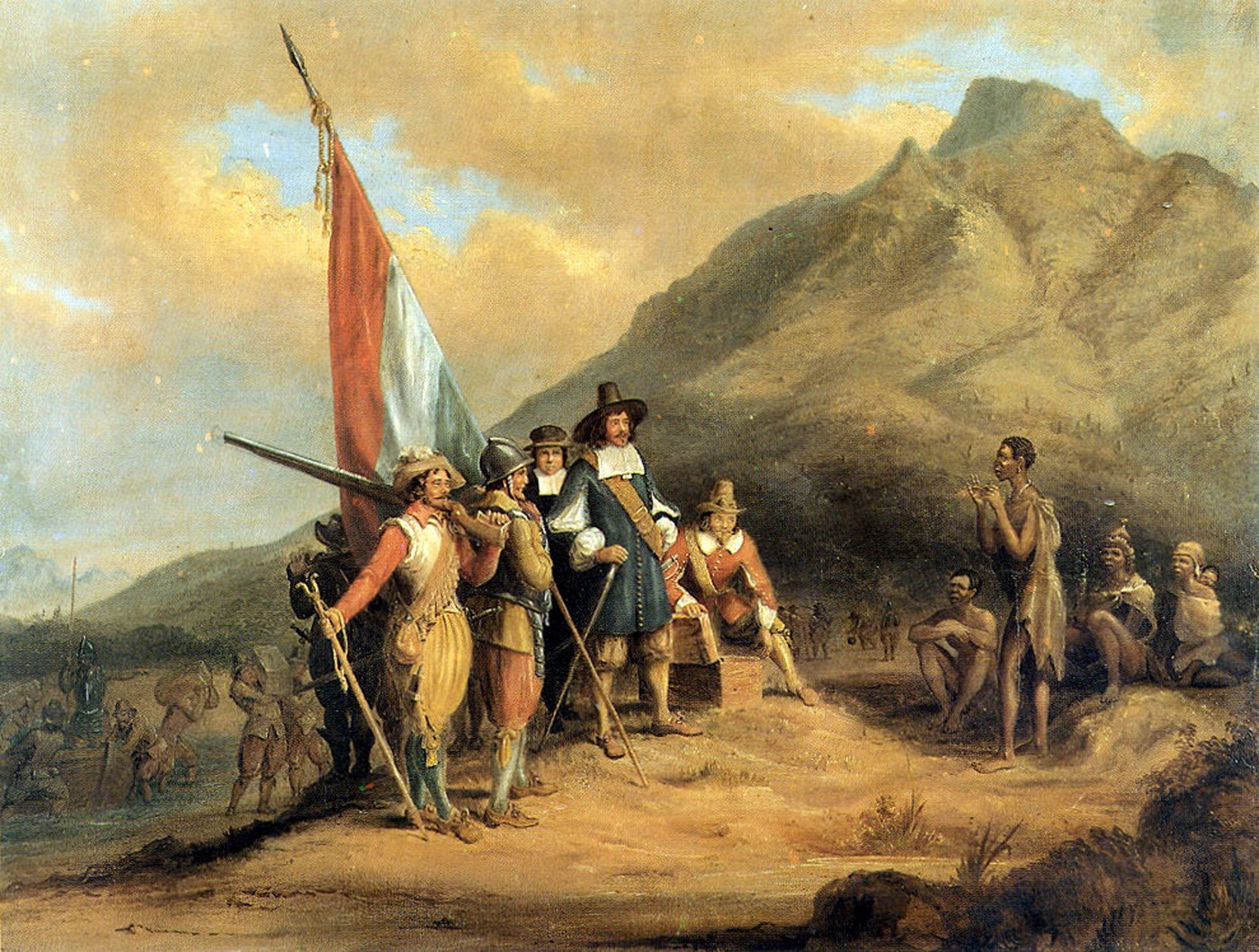
查爾斯·戴維森·貝爾在19世紀的油畫。畫中描繪揚·范里貝克於1652年抵達桌灣，並建立了歐洲人在南非的首個定居點

到了17世紀初，葡萄牙的海上力量開始衰落，英國與荷蘭的商人都爭相推翻里斯本的力量，因為葡萄牙透過利用壟斷香料的貿易來獲得豐厚的財富。早在1601年的時候，英國東印度公司的代表已經在開普敦尋求供應，但後來又改為贊成以阿森松島及聖赫勒拿島作為替代港口。1647年，荷蘭東印度公司的兩名員工在開普敦遇難幾個月，之後便引起了荷蘭人對開普敦的興趣。透過從當地人手上獲得的淡水及肉類，水手們得以生存下去。他們又在開普敦肥沃的土地上播種蔬菜，但由於當地的科伊科伊人不是從事農業的民族，因此東印度公司須從荷蘭引入農民來進行農業活動。在返回荷蘭後，東印度公司讚賞開普敦有作為荷蘭的“倉庫與花園”的潛力，以便船隻通過開普敦來作長途航行到達亞洲並進行貿易。
1652年4月6日，在發現開普航線一個半世紀後，揚·范里貝克代表荷蘭東印度公司在好望角附近的開普敦登陸，並建立了一個為遠航亞洲而途經開普敦的船隻所提供補給的中途站，包括駐紮點、菜園及果園。不少東印度公司僱員均會於服務合同結束後留在荷屬開普殖民地境內，最終使開普敦成為擁有大量“自由人”（Vrijlieden）的地區。荷蘭商人還從印度尼西亞、馬達加斯加及東部非洲等地向數不清的殖民地輸入了數千名奴隸。後來，南非最早的一些混合種族社區是由弗里吉布格人、他們的奴隸以及各原住民族群之間結合而形成的。這促使一個新的種族群體——開普有色人種開始發展起來，當中大多數人都採用荷蘭語與基督教作為他們的語言及宗教。
荷蘭殖民者向東擴張，並與西南方的科薩人移民部落爭奪在大魚河附近放牧牲畜所需的牧場，因而引發了一系列戰爭。在邊境地區生活的弗里吉布格農民被稱作布爾人，至於當中以半游牧方式生活的人則稱為游牧布爾人。布爾人成立了一些名為“突擊隊”的鬆散民兵組織，又與科伊桑人合作，組成聯盟擊退科薩人的襲擊。雙方發起血腥但不明確的攻勢，而伴隨著牲畜失竊的零星暴力行為在該幾十年間一直很常見。

### 英國殖民化

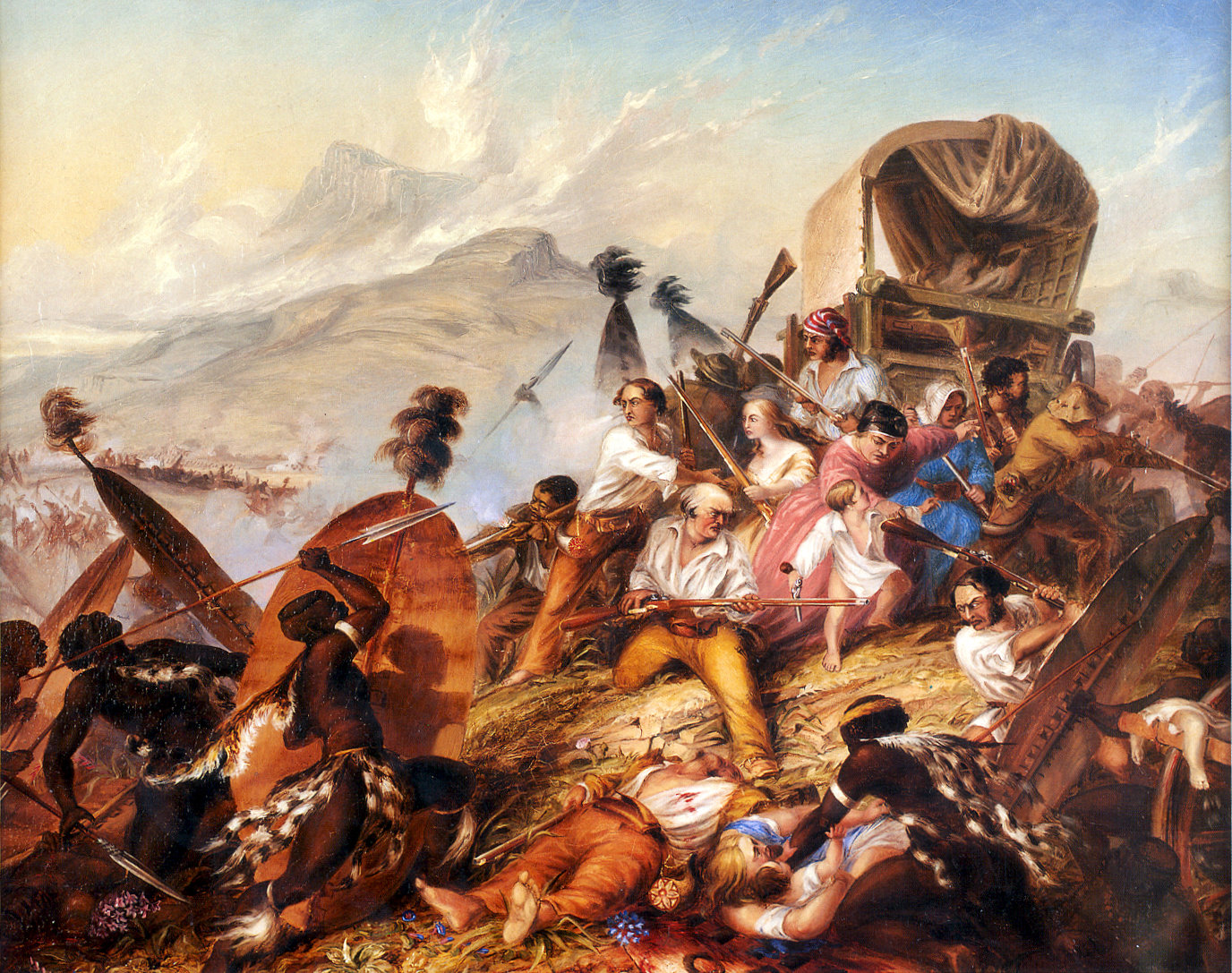
1838年2月，一個祖魯人對布爾人的營地進行襲擊

由於法國入侵低地國家，英國在1795年至1803年間佔領了開普敦，以防止其落入法國的控制之下。1803年，開普敦短暫回歸巴達維亞共和國統治。但到了1806年，英國人又再次佔領開普敦。在1806年開普敦投降的條款中，最為重要的是允許荷蘭人保留他們一直於當地所享有的權利與特權。拿破崙戰爭結束後，荷屬開普殖民地正式割讓給英國，成為大英帝國治下的開普殖民地。英國人於1818年左右開始移民南非，隨後1820年定居者的到來標誌著移民潮的高峰。出於各種原因，新殖民者解決並增加了歐洲人勞動力的規模，又加強了邊境地區的防禦，以阻止科薩人入侵。
在19世紀的首20年，祖魯王國在其國王恰卡的領導下擴大了領土。恰卡所發動的戰爭間接導致“碾壓”（Mfecane），造成100萬至200萬人死亡，並在1820年代初期消滅了內陸高原的人口。祖魯人的其中一個分支——瑪塔貝爾人創建了一個更大的帝國，包括大部分高地草原在內的土地都處於國王姆齊利卡齊的控制之下。
到了19世紀初期，荷蘭殖民者後裔（即阿非利卡人）不滿在開普殖民地受到英國控制，於是多數人都離開了當地。那些阿非利卡人遷移至未來的納塔爾、奧蘭治及德蘭士瓦地區，並創立了幾個布爾共和國——包括南非共和國（即德蘭士瓦共和國，位於今豪登省、林波波省、普馬蘭加省及西北省）、奧蘭治自由邦（位於今自由邦省）以及納塔利亞共和國（位於今夸祖魯-納塔爾省）。
1867年在金伯利發現的鑽石以及1886年2月在約翰內斯堡發現的黃金促使礦產革命開始，並加速了南非的經濟增長與移民數量。英國加強了對原住民的控制力度。爭奪並控制這些重要經濟資源是影響歐洲人與原住民間，以及布爾人與英國人之間關係的因素之一。
1879年，大英帝國與祖魯王國之間發生戰爭。卡那封伯爵在加拿大成功建立聯邦體制後，他認為類似的政治努力加上軍事行動可能會在南非的非洲王國、部落地區及布爾共和國中取得成功。1874年，英國派遣亨利·巴特爾·弗里爾爵士前往南非擔任高級專員，並準備將這些計劃付諸實施，但障礙的其中之一是獨立國家南非共和國與祖魯王國及其軍隊的存在。祖魯王國一度在伊散德爾瓦納戰役中成功擊敗了英國人，不過最終仍戰敗滅亡，原領土被併入到納塔爾殖民地當中。

#### 布爾戰爭

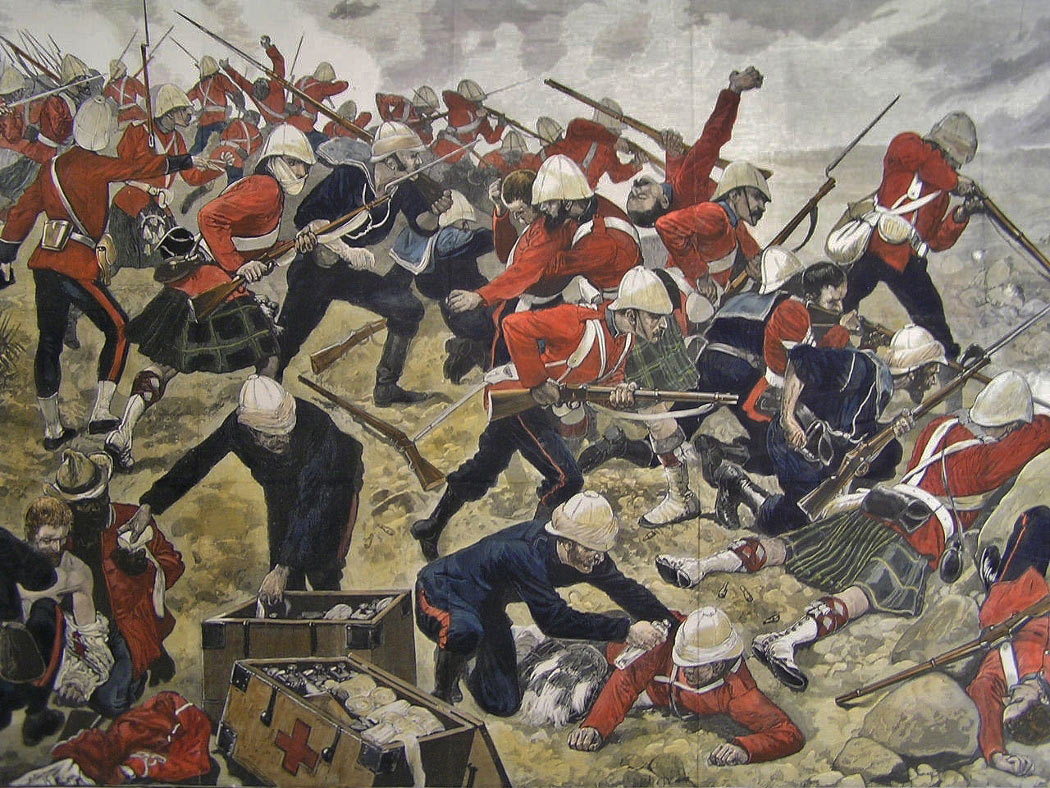
馬朱巴山戰役是第一次布爾戰爭期間的最後一場決定性戰役，經過兩個小時的戰鬥後，布爾人擊退了英國人

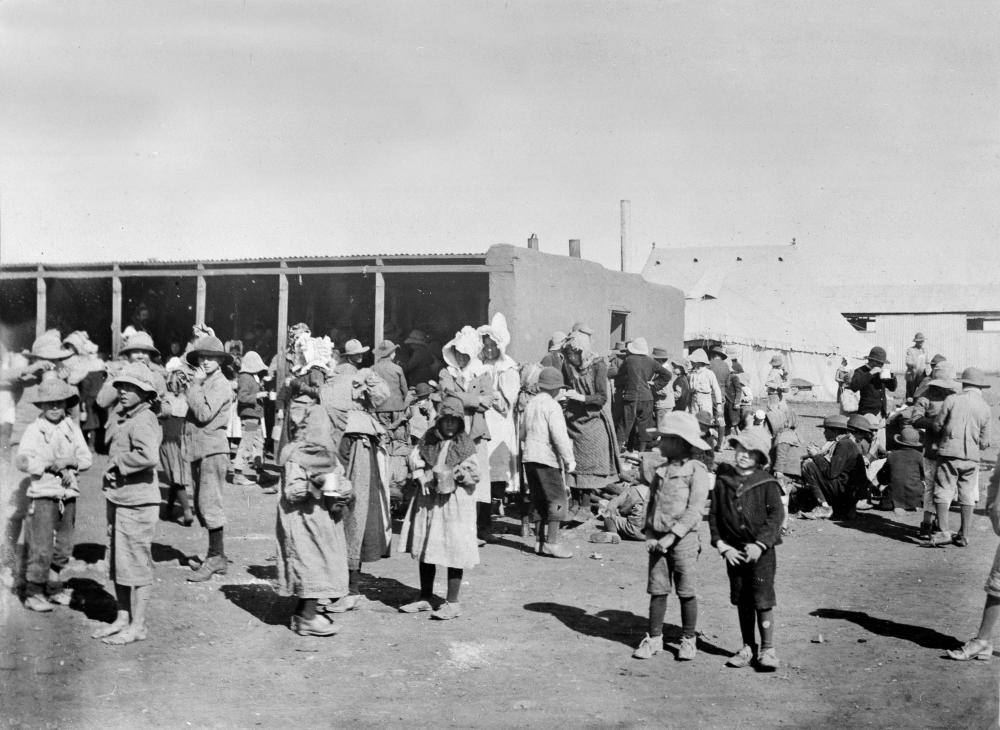
在第二次布爾戰爭期間，第二次布爾戰爭集中營內的布爾婦女與兒童

在第一次布爾戰爭期間，布爾共和國採取了游擊戰，這種戰術非常適合當地的情況，因此成功抵制英國的入侵。而在第二次布爾戰爭中，英國得到更多部隊、新的經驗及戰略，令布爾人逐漸失去優勢。雖然英國因為消耗戰而承受了慘重的傷亡，但最終依然在戰爭中取得勝利，並根據《弗里尼欣和約》吞併德蘭士瓦共和國及奧蘭治自由邦。
從19世紀末開始，南非的城市人口迅速增長。戰爭結束後，布爾農民從德蘭士瓦共和國及奧蘭治自由邦前領土逃離到城市，成為城市白人中的貧窮階層。

#### 自治領與獨立
在南非國內，阿非利卡人的反英政策著重於爭取南非獨立。在荷蘭與英國殖民時期，儘管有一些立法控制了本地黑人的定居與流動，例如南非的《1879年原住民地位法》及《通行證法》制度，但此時南非的種族隔離主要是透過非正式立法形式來推行的。
1908年10月，開普殖民地、納塔爾殖民地、德蘭士瓦殖民地以及奧蘭治河殖民地四個英國殖民地的代表齊集在德班商討建立統一的南非聯邦，並成為英國的自治領。不過，各個代表卻為了合併後的首都應設在哪裡而爭吵不休，因為每個殖民地都希望將首都設在自己的地區。最終，各殖民地達成一個照顧各方利益的妥協方案：把比勒陀利亞、開普敦及布隆方丹分別設為南非聯邦的行政首都、立法首都與司法首都，至於德班則定為南非聯邦貨物進出口的主要對外通商口岸，獲得實際的經濟特權。在第二次布爾戰爭結束後八年，經過四年的談判之後，英國國會通過了《1909年南非法案》，於1910年5月31日成立南非聯邦，並獲得名義上的獨立。聯邦包括了開普殖民地、納塔爾殖民地、德蘭士瓦殖民地及奧蘭治河殖民地。
南非的《1913年原住民土地法》嚴格限制黑人原住民對土地的所有權。在那個時段，黑人只控制了南非土地的7%。後來，政府略有增加為原住民保留的土地數量。
在第一次世界大戰後，南非聯邦在國際聯盟委任下開始對前德屬西南非進行託管。儘管西南非在法律上從未正式併入南非，但在事實上已經成為南非的省份之一。
1931年，英國通過《西敏法令》，雖然英國皇室依然保留了在其他自治領的國家元首地位，但英國國會及英國政府從此不會再干涉自治領的內部事務，因此亦取消了英國政府對南非的最後權力。1934年，國民黨與南非黨合併成為統一黨，嘗試尋求阿非利卡人與英裔白人之間的和解，但兩黨的強硬派最終於1939年退出統一黨。1939年，南非作為英國的盟友而參與第二次世界大戰，但此舉卻引起國民黨全國支持者的強烈反對，他們認為南非如果不是站在納粹德國的一方的話，就無必要為了前敵人英國參戰。部分親納粹的國民黨支持者更希望南非與納粹德國合作，從而擺脫英國的控制。

#### 種族隔離的開始

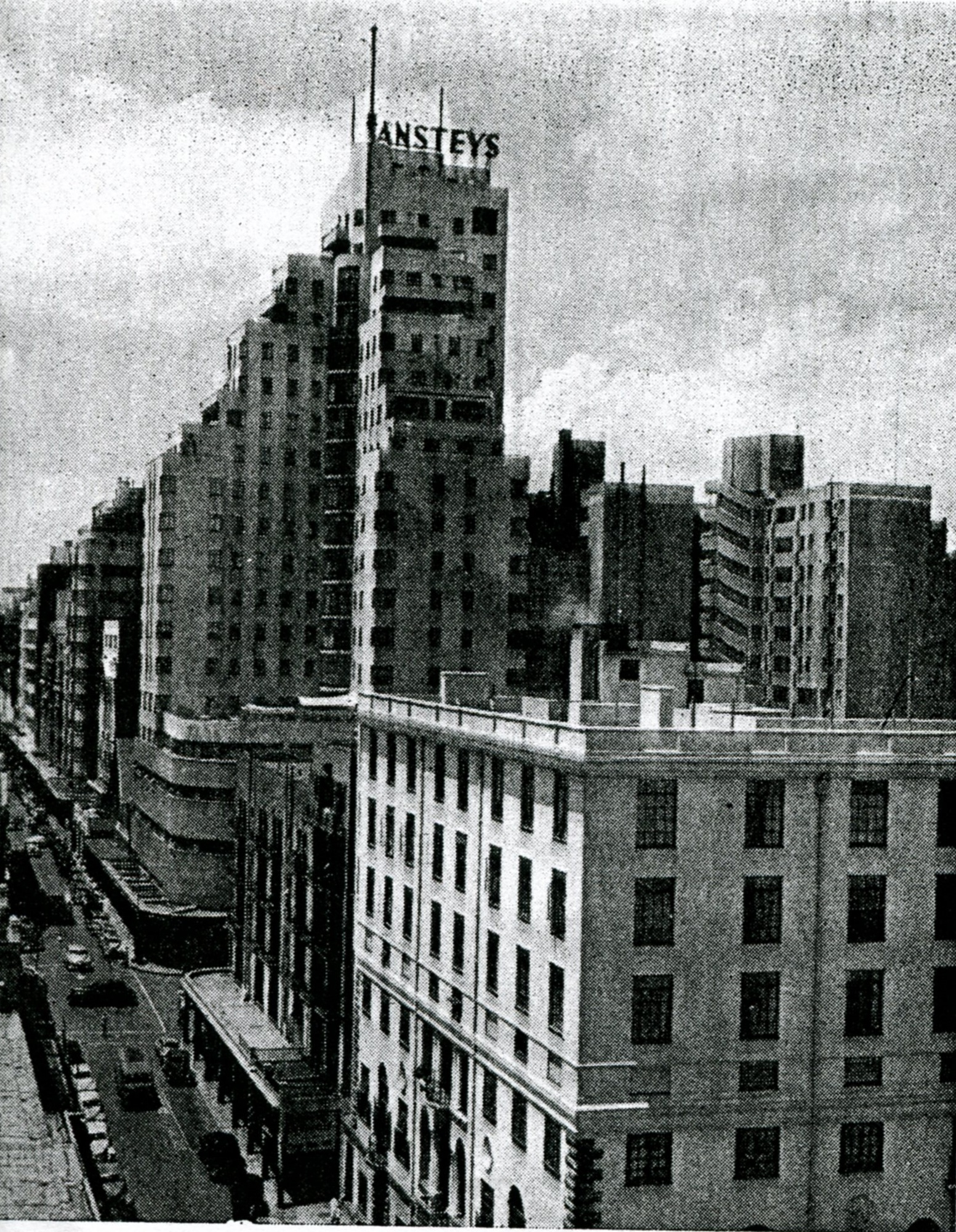
二戰後南非經濟穩健發展，圖為1956年的約翰內斯堡

南非本土及西南非（今納米比亞）的班圖斯坦分佈圖

1948年，丹尼爾·馬蘭領導下的國民黨在大選中勝出，開始單獨執政。馬蘭任內加強了在荷蘭與英國殖民統治下開始的種族隔離，並制定嚴格的種族隔離政策。馬蘭政府以加拿大的《印第安法》為框架，將所有民族分為白人、有色人、印度人及黑人四個種族，各種族分別住在不同的區域中，並為每個種族制定各自的權利與限制。白人雖為少數（不多於20%），但卻控制了大多數黑人。合法與制度化的隔離稱為南非種族隔離。南非白人在經濟穩健發展下享有可與西方國家相匹敵的生活水準，而南非黑人相比起其他非洲國家的黑人而言也享有全非洲最高的生活水準。但與白人相比，佔人口多數的黑人在收入、教育、醫療衛生、住房、預期壽命以及其他公共服務等各方面均始終處於不利地位。1954年，馬蘭退休，由約翰內斯·格哈杜斯·斯揣敦出任總理，標誌著國民黨黨內較偏激的德蘭士瓦派對較溫和的開普派的勝利。斯揣敦任內推行比馬蘭政府更加嚴格的種族隔離政策。1955年，以非洲人國民大會為首的國會聯盟發表《自由憲章》，要求南非結束隔離狀態，並建立一個非種族主義的社會。1958年，斯揣敦在任內去世，由亨德里克·弗倫施·維沃爾德繼任總理。維沃爾德任內以立法方式，逐步建立黑人與白人之間的隔離政策。

### 共和國

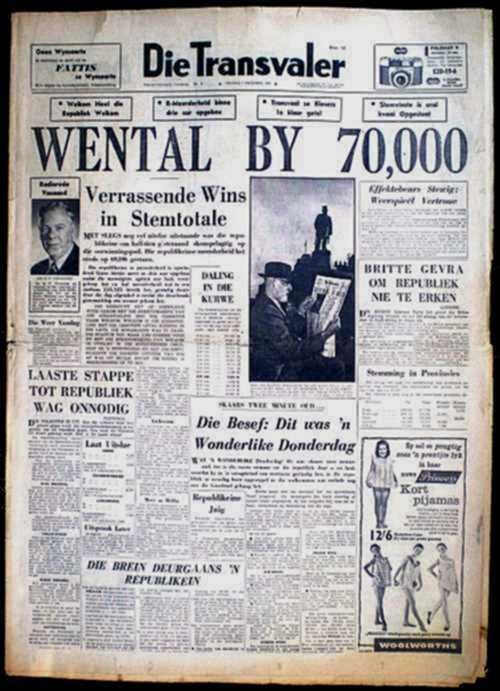
1960年10月5日《德蘭士瓦人報》（Die Transvaler）的頭版，宣告共和制以70,000票之差勝出

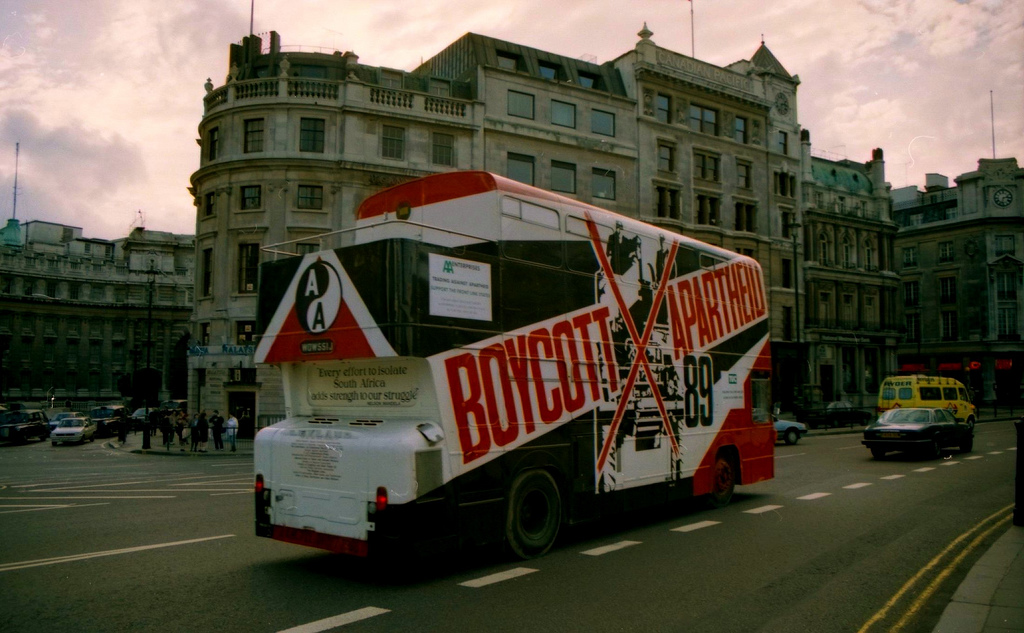
1989年的倫敦，一輛印有“抵制種族隔離制度”的巴士

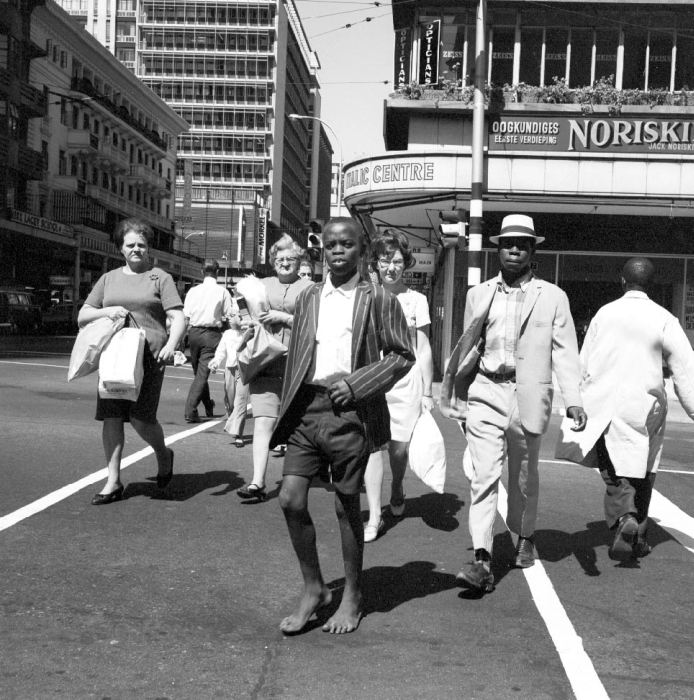
1970年的約翰內斯堡

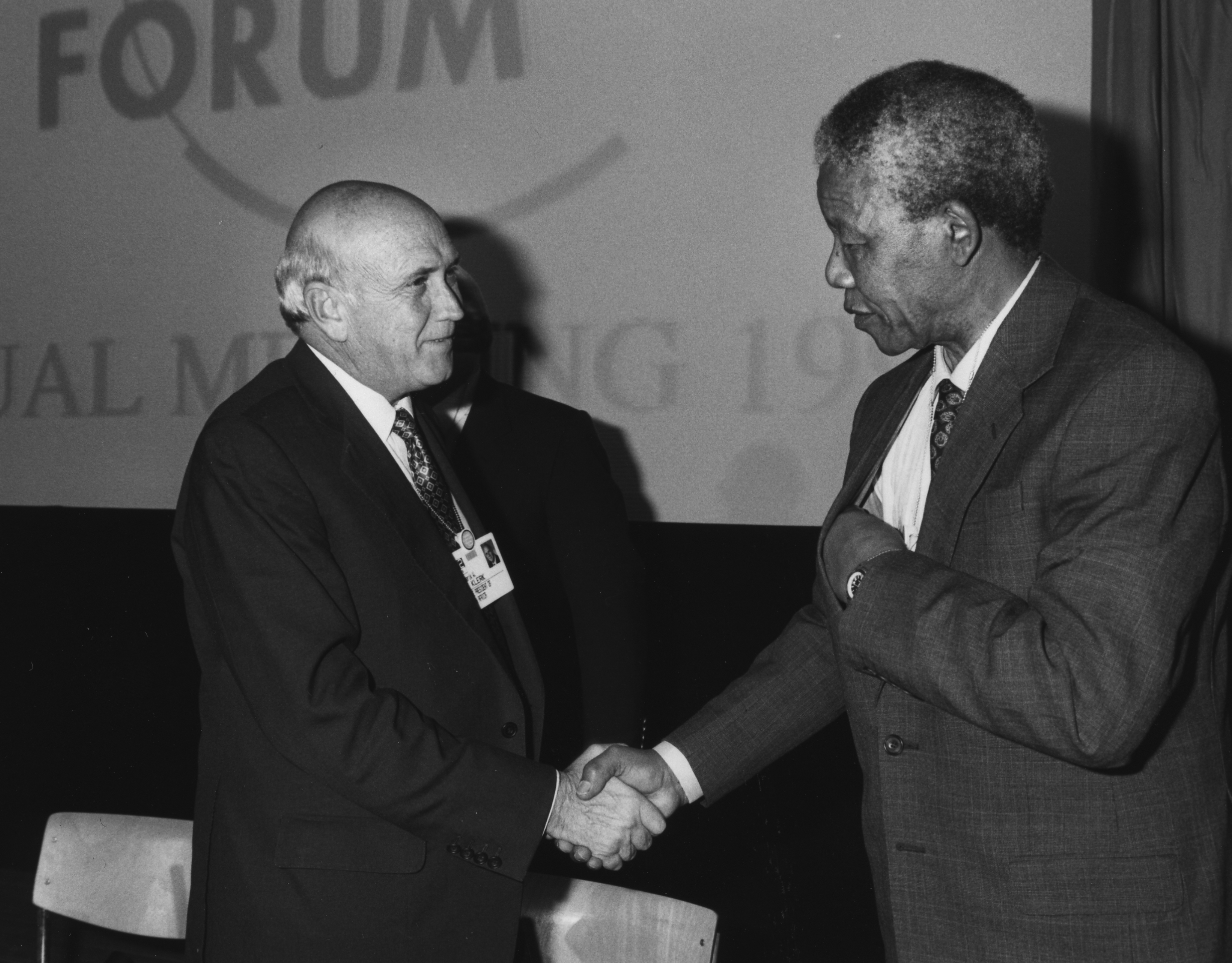
1992年1月，弗雷德里克·威廉·德克勒克與納爾遜·曼德拉於世界經濟論壇年會上握手

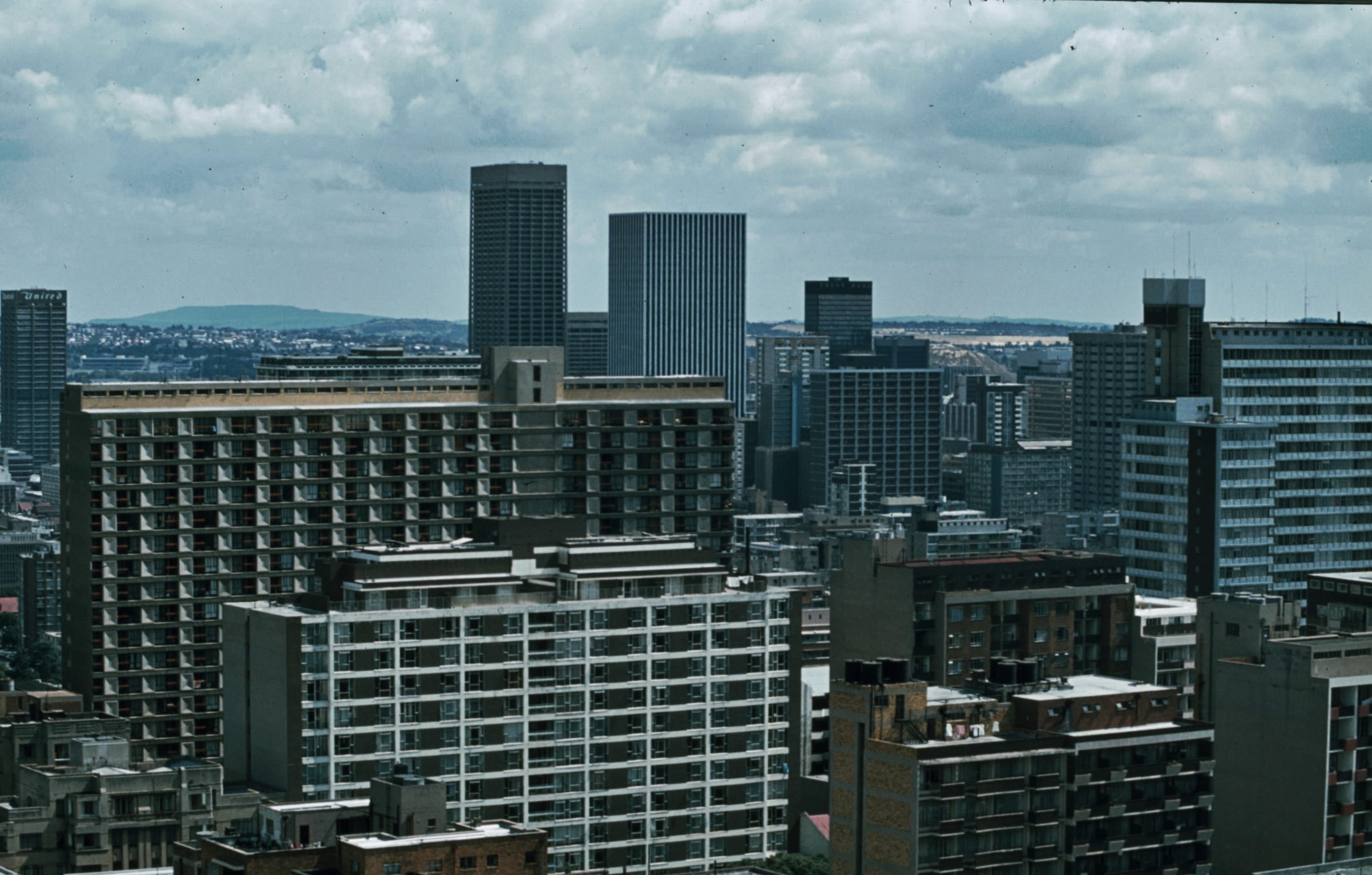
1980年的約翰內斯堡，可見高樓大廈林立，亦反映了當時南非經濟的持續高增長

1960年代開始，南非的種族隔離政策變得越來越具爭議性，於是一些國家開始抵制南非政府與其商業，以示反對南非的種族隔離制度。不過，這些措施對南非經濟只有很少影響，而實行種族隔離的南非更一度出現了令人刮目相看的“經濟奇蹟”。從1942年到1982年的40年間，南非經濟持續高增長，平均每7.3年至7.4年國內生產總值就可翻一番。在1960年代至1970年代，南非經濟的增長速度更可與當時世界上經濟發展最快的日本的增長速度相匹敵，堪稱為“非洲經濟巨人”。直到1980年代，抵制行動大規模擴展至國際制裁及外國投資者撤資，尤其是當美國在內的主要西方國家從1984年中開始加入經濟制裁後，南非經濟才真正受到影響。
在1960年至1963年，政府將350萬非白人（主要是黑人）的南非人驅離他們原本的家園，並搬遷到班圖斯坦中，這是近代史上最大型的驅離行動之一。當時，南非政府計劃將黑人搬遷到班圖斯坦之後，再把這些地區逐出南非，從而迫使其獨立。這樣的分化政策在1970年開始達到高峰，政府廢除非白人的部分政治權利，甚至開始剝奪黑人的南非公民身份。在法律上，他們成為地方分權的10個班圖斯坦中的「公民」，將其政治權利限制在他們所屬的班圖斯坦內，其中特蘭斯凱、博普塔茨瓦纳、文達及西斯凱成為名義上的獨立國家。
由阿非利卡人支配的國民黨是明確的共和主義者，認為由英國君主伊莉莎白二世擔任南非國家元首是“英帝國主義的餘孽”。1960年10月5日，南非舉行公民投票，多數白人選民贊成南非成為共和國，但在英裔白人佔多數的納塔爾省則以反對票為多。最終，南非以52.29%的得票通過成為共和國。1961年5月31日，南非正式改制成為共和國。在部分英聯邦國家的壓力下，南非在成為共和國的同時亦退出了英聯邦，直至1994年才重新加入。共和國的成立剝奪了伊莉莎白二世的南非君主稱號，至於末任南非總督查爾斯·羅伯茨·斯瓦爾特則成為首任國家總統。作為對威斯敏斯特體系的讓步，國家總統職位仍是由議會任命，而且只屬禮儀性職務，實權依然在總理手上。1966年，維沃爾德在開普敦遭到刺殺身亡，由巴爾薩澤·約翰內斯·沃斯特繼任總理。沃斯特任內聲明堅持種族隔離，但他的政策實際上較前任總理略為開明，沃斯特表示願意與鄰國黑人領導人合作來試圖和平解決羅得西亞與西南非的衝突。
在1970年代後期，沃斯特政府發起核武器發展計劃。在接下來的10年內，南非生產了6種可交付的核武器。
1978年，沃斯特宣佈辭職，由彼得·威廉·波塔接任總理。在一定程度上，波塔任內的種族隔離政策比他的前任較為寬鬆：他將過去禁止的種族間的婚姻合法化；取消禁止建立跨種族黨派的憲法規定；又把禁止非白人在部分白人地區居住的法令放寬。1983年，波塔提議新的《憲法法案》：新憲法將取消總理的職務；鞏固且大大提升了國家總統的權力，使國家總統只須對議會負責；並為有色人與印度人帶來有限的政治權利。其後，新憲法在公投中獲多數白人選民贊成而通過。1984年，總理職務正式取消，波塔轉為擔任國家總統職務。
然而，在向黑人給予政治權利、結束白人統治等核心問題上，波塔毫不讓步。儘管南非國內外都有反對的聲音，但波塔政府仍然繼續透過立法形式來實行種族隔離制度。波塔下令安全部隊鎮壓國內的異見人士，暴力事件亦變得普遍，非國大、阿扎尼亞人民組織以及阿扎尼亞泛非主義者大會等反種族隔離組織採用游擊戰與城市破壞行動的方式來對抗政府。偶爾，這三個對立的抵抗運動也會為了爭奪南非國內的影響力而發生衝突。

#### 種族隔離的結束
曼戈蘇圖·布特萊齊和哈里·施瓦茨於1974年簽署的《馬赫拉巴蒂尼信仰宣言》強調了和平過渡權力及人人平等的原則，是南非黑人與白人政治領導人首項達成的此類協議。1989年，波塔宣佈辭職，由弗雷德里克·威廉·德克勒克接任國家總統。

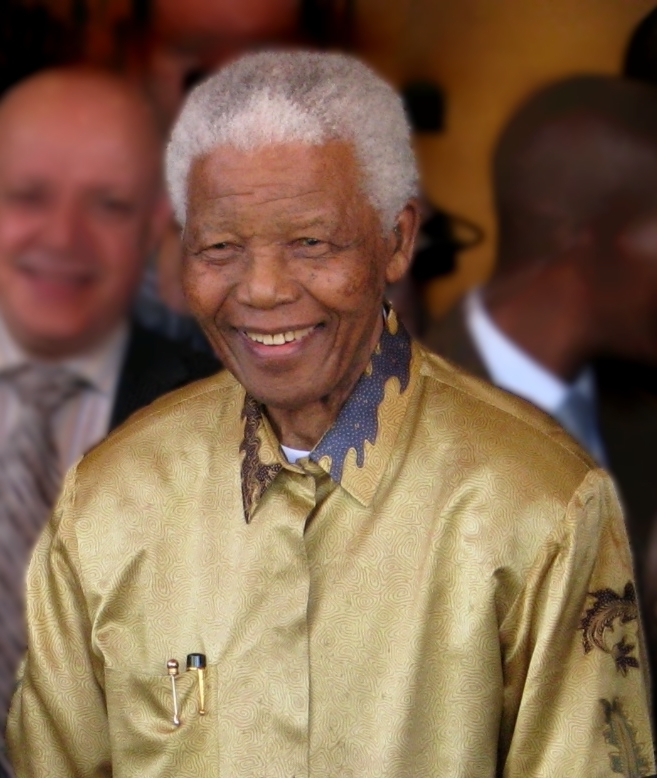
納爾遜·曼德拉，是南非歷史上首位黑人總統

1990年，德克勒克政府宣佈解除對非洲人國民大會（非國大）及其他反種族隔離組織的禁令，邁出摒棄歧視的第一步。德克勒克任內以民主改革的方式與非國大協商，同時促進南非共產黨及非國大的合法化，而政府亦釋放了先後在羅本島、波爾斯穆爾及維克托·韋斯特三個監獄服刑共27年的納爾遜·曼德拉。接下來是進行談判的過程，再經過多數白人選民公投的批准後，政府廢除了種族隔離立法。隨著國際社會壓力增大及逐漸實現種族平等，南非同意讓其統治近75年的西南非獨立。1990年2月9日，納米比亞制訂了其憲法。3月21日，納米比亞正式宣佈從南非統治下獨立。同年，南非亦宣佈摧毀其核武庫，並於1991年加入《不擴散核武器條約》。1993年，時任國家總統德克勒克與曼德拉就政策及政府的過渡進行了雙邊討論。1994年3月1日，南非將鯨灣港與企鵝群島移交給納米比亞。4月，南非舉行首次不分種族的選舉，曼德拉領導的非國大以壓倒多數獲勝。自1994年以來，非國大一直執政。除此之外，南非亦重新加入了英聯邦，並成為南部非洲發展共同體的成員。

#### 後種族隔離時期

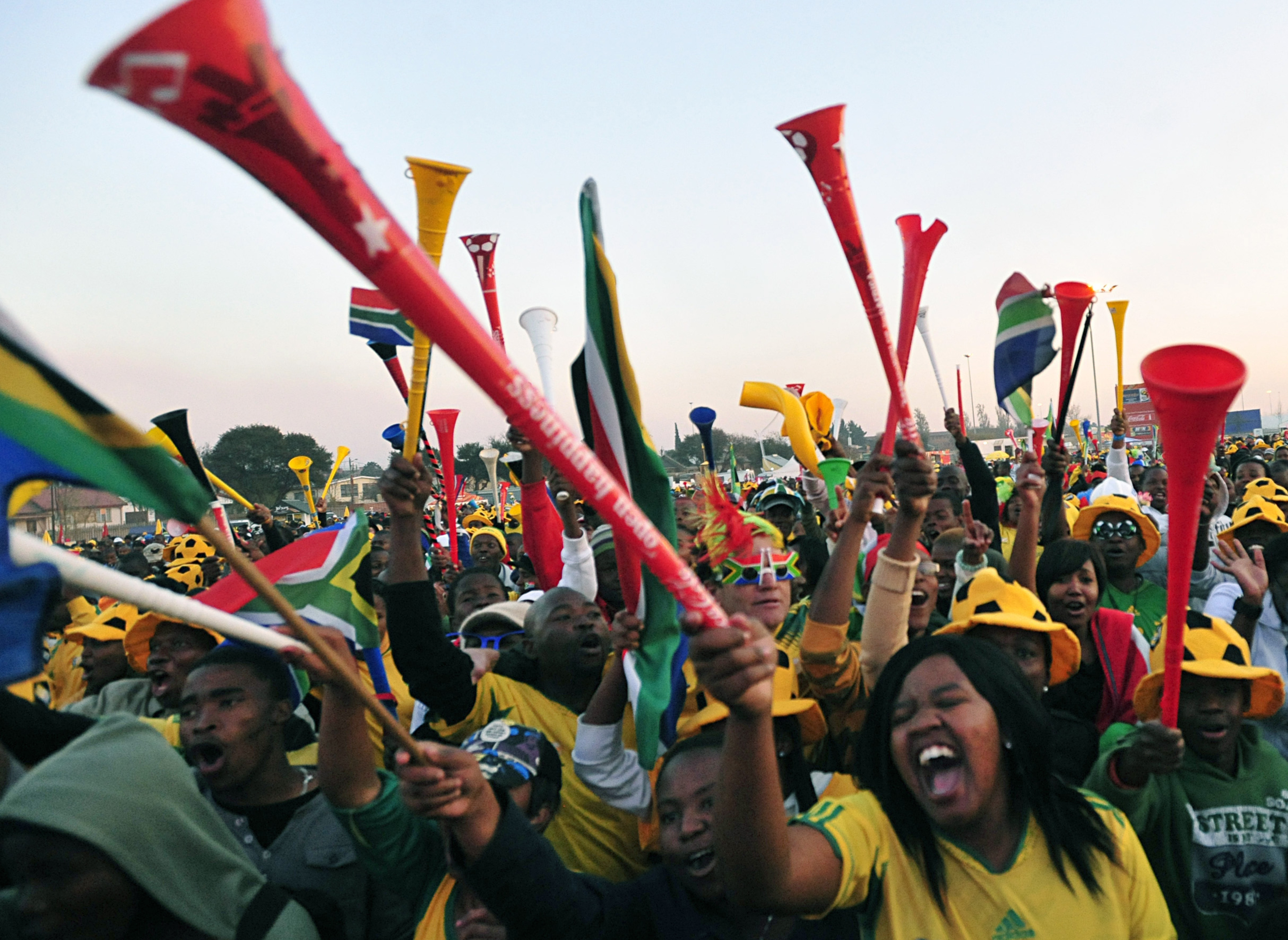
在約翰內斯堡郊區的索維托，球迷們一邊吹著嗚嗚祖拉觀看2010年國際足協世界盃

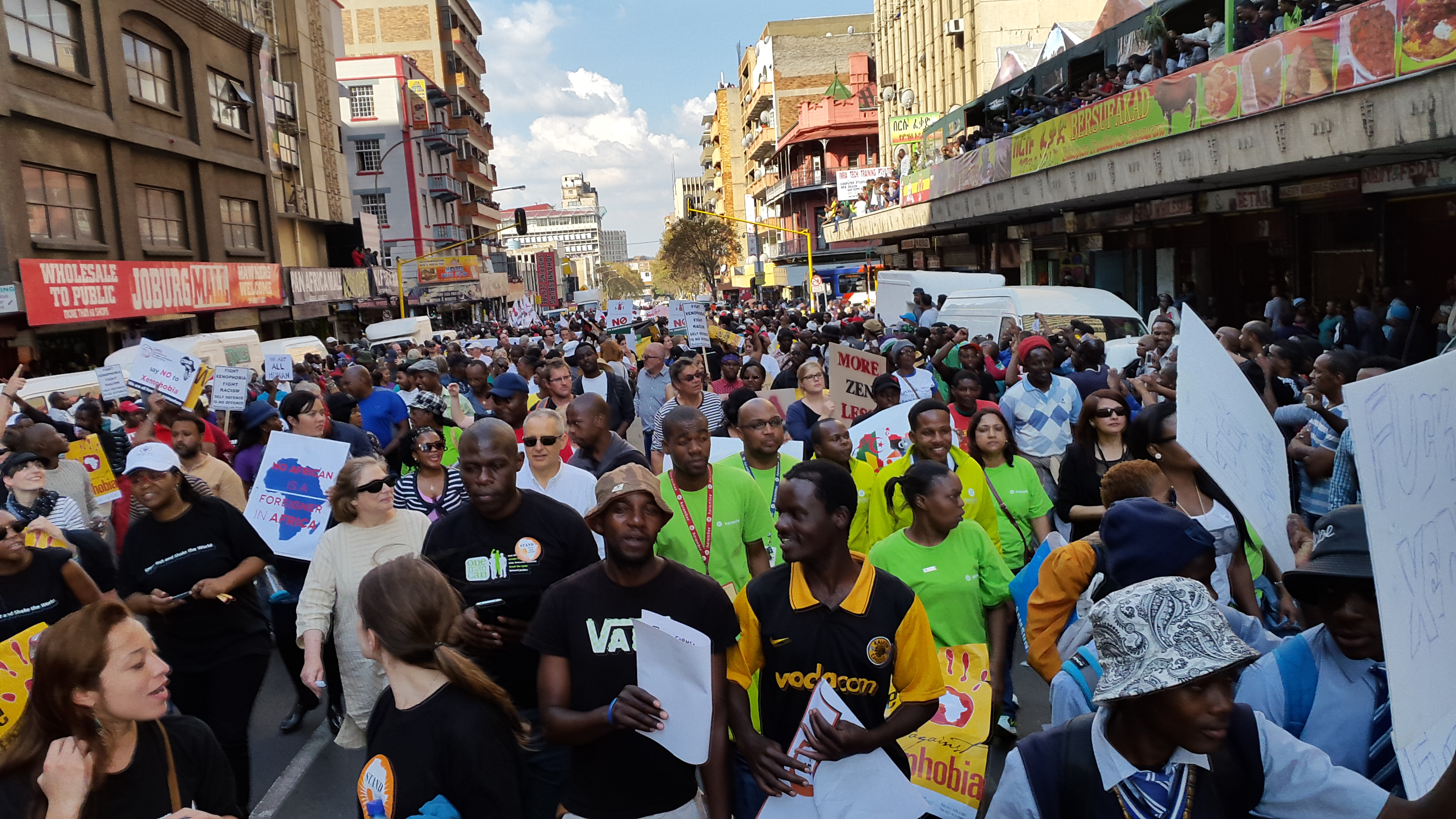
2015年4月23日，在約翰尼斯堡舉行的反對排外騷亂遊行

在南非後種族隔離時期，由於面臨許多變化，南非失業率一直居高不下。雖然有許多黑人已經上升到中上階層，但黑人的整體失業率仍然在1994年至2003年間惡化，至於種族隔離結束前罕見的貧窮白人則有所增加。此外，現任政府一直在努力實現貨幣與財政紀律，以確保財富再分配及經濟增長。自從1994年非國大領導的政府上台以來，南非在聯合國的人類發展指數中的名次一直下降，直到1990年代中期才重新穩步上升。有些可能歸因於愛滋病與病毒在南非的大流行，以及政府早年未能採取政策來解決這個問題。
2008年5月，南非的排外騷亂造成至少60人死亡。住房權利與驅逐中心估計，超過10萬人因而被趕出家園。雖然騷亂針對的目標主要是尋求庇護的移民及難民，但有三分之一的受害者是南非公民。在2006年的一項調查中，南非移民項目認為，南非人比世界其他地方的人更反對移民。聯合國難民署在2008年的報告指出，在南非申請庇護的難民已經超過200,000人，幾乎是前一年的四倍。這些人主要來自津巴布韋，但也有許多人來自布隆迪、剛果民主共和國、盧旺達、厄立特里亞、埃塞俄比亞以及索馬里。就業、商業機會、公共服務及住房的競爭導致難民與收容社區之間出現緊張局勢。儘管排外心理仍然是一個問題，但最近的暴力行為已經沒有最初的恐懼那麼普遍。儘管如此，隨著南非繼續努力解決種族問題，所提出的解決方案之一就是通過立法，例如有待立法的《仇恨犯罪與仇恨言論法案》，以維護南非對種族主義的禁令以及對平等的承諾。
2024年大選，一直單獨執政的非國大仍贏得最多議席，但全國得票率首次跌至50%以下，是南非結束種族隔離30年以來首次。其後，總統拉馬福薩宣布與原最大反對黨民主聯盟，以及因卡塔自由黨與愛國聯盟達成協議，組成民族團結政府，是自納爾遜·曼德拉內閣以來的首個大聯合政府。

## 地理

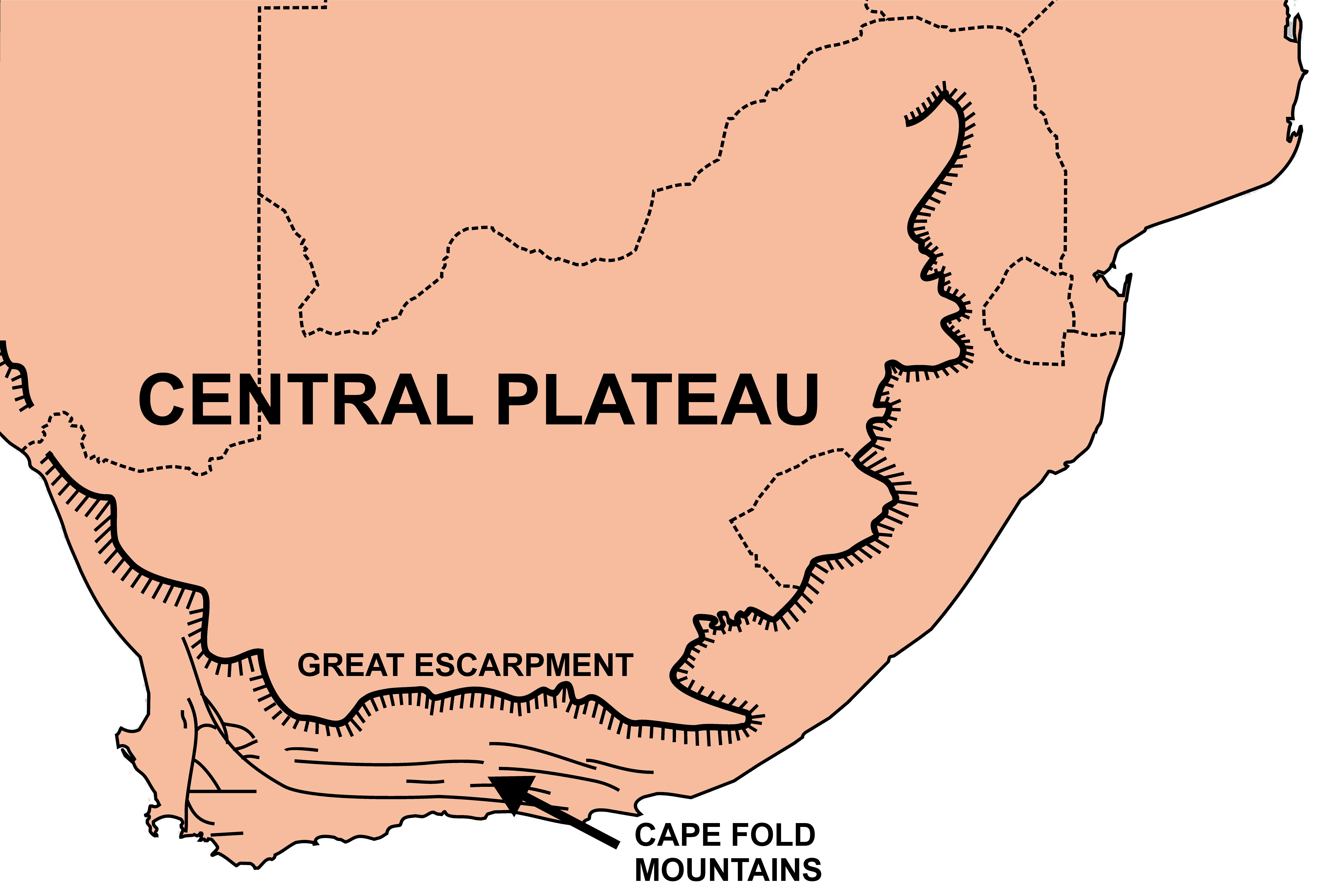
地圖顯示了南非主要的地形特徵：由大陡崖組成的中部高原邊界與南非西南角的開普褶皺帶

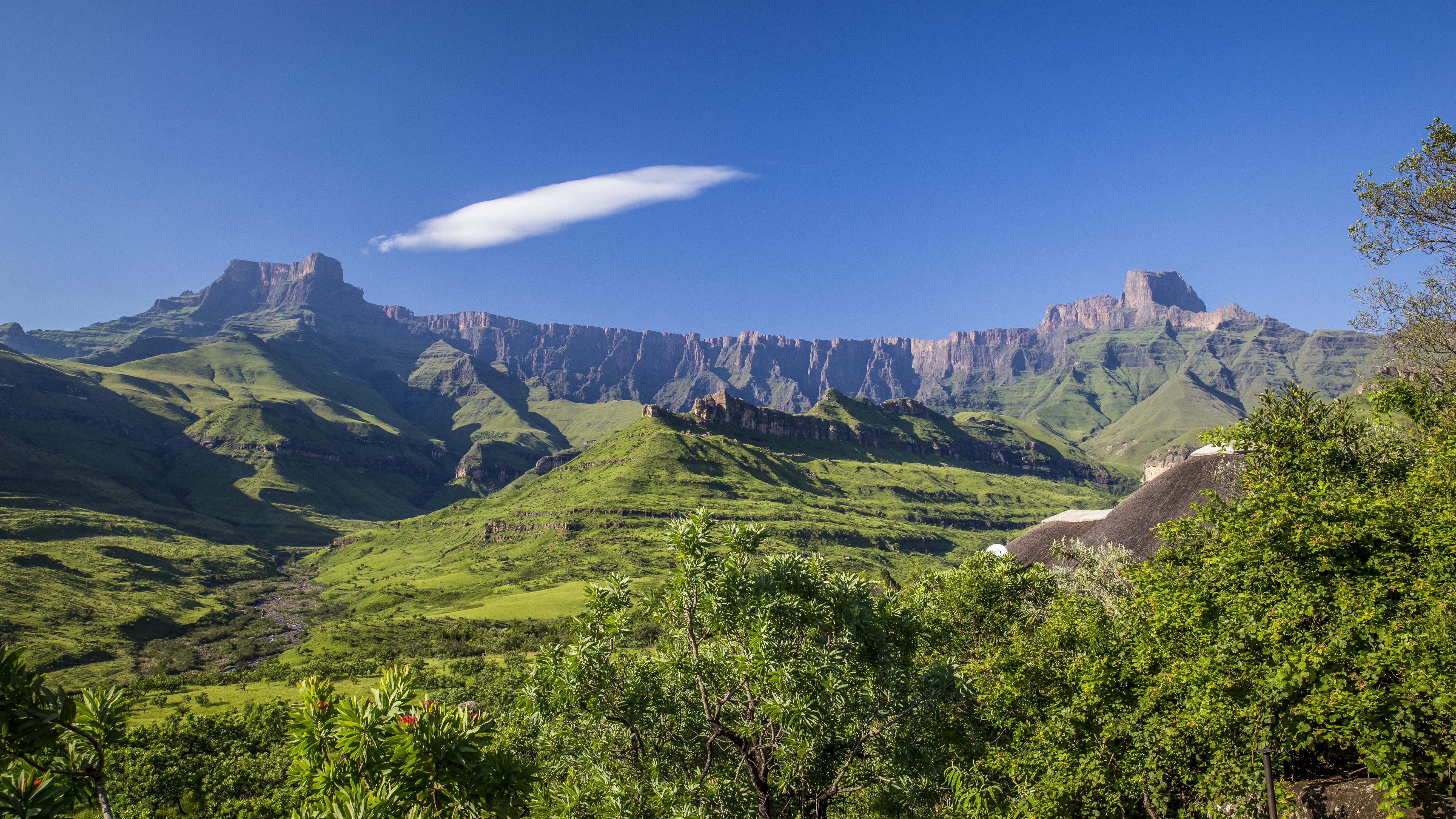
德拉肯斯堡是大陡崖的東部與最高部分，環繞著非洲南部中央高原的東、南及西部邊界

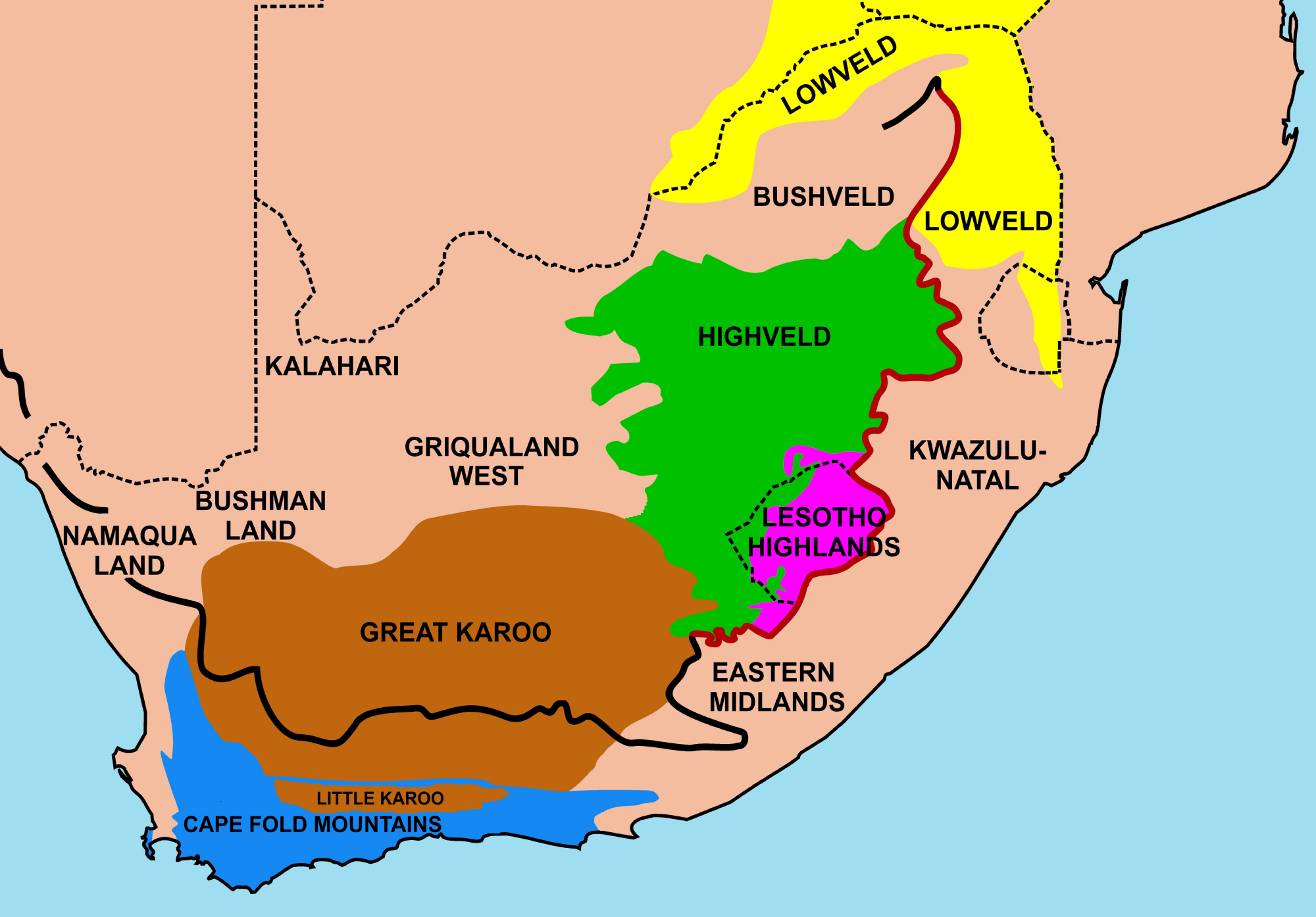
地圖顯示了南非重要的地理區域。黑色粗線是由大陡崖組成的中央高原邊界，陡崖的最高點達3,000米以上。東邊的紅線則為德拉肯斯堡山脈，該山脈構成夸祖魯-納塔爾省與萊索托間的邊界。除了陡崖及其一系列山脈形成清晰的分界線外，其餘標明的區域都沒有明確的分界線。當中一些已知的區域有著色，其他區域就只以它們的名稱表示

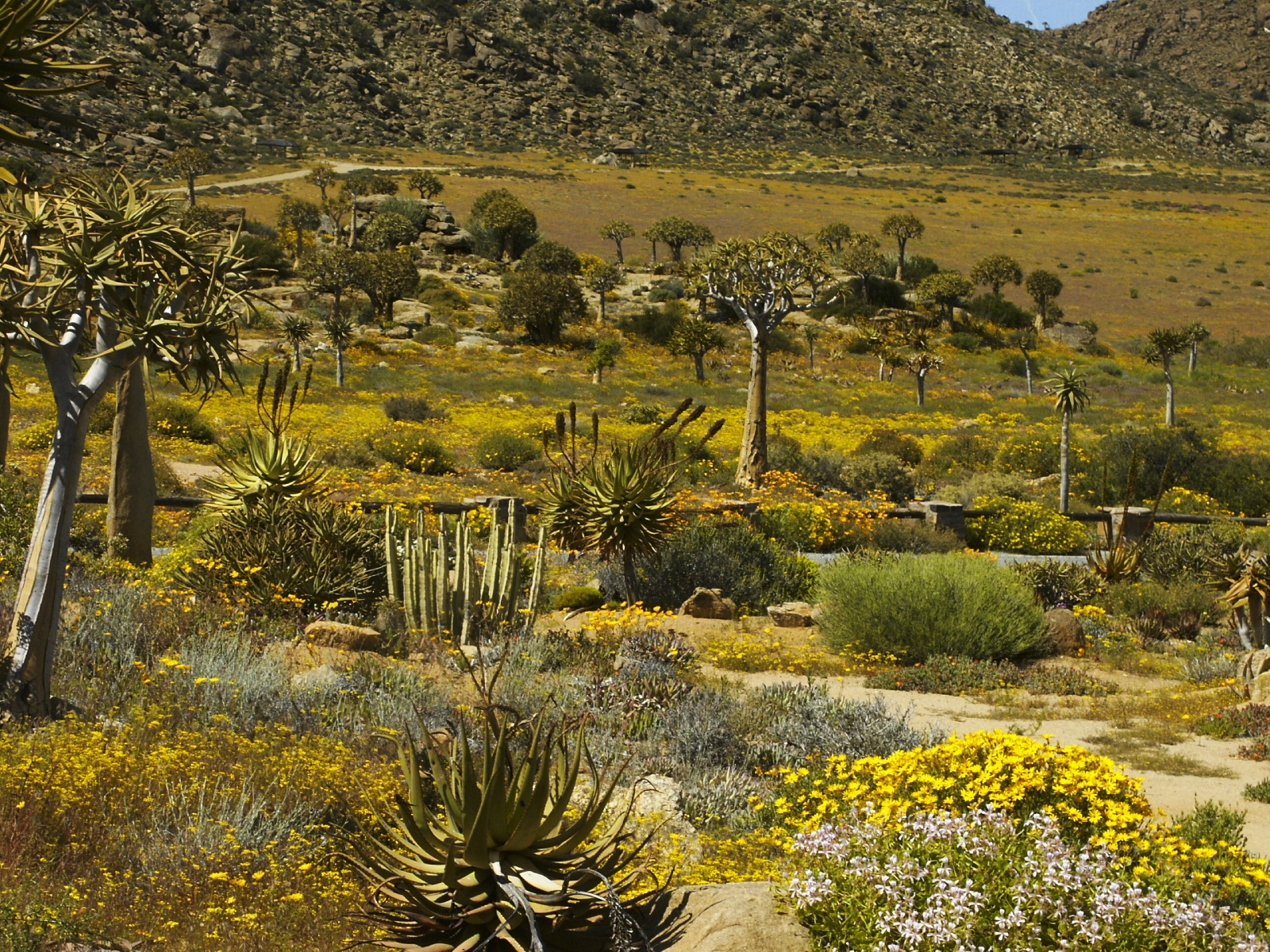
納馬夸蘭春季的花朵

南非位於非洲最南端，海岸線沿著南大西洋與南印度洋兩個大洋延伸超過2,500公里（1,553英里），而國土面積則達1,219,912平方公里（471,011平方英里）。根據《聯合國人口年鑑》，南非是世界上第24大的國家。南非的面積與哥倫比亞差不多大，相當於法國的兩倍、日本的三倍、意大利的四倍或英國的五倍。
位於德拉肯斯堡的馬法迪高達海拔3,450米（11,320英尺），是南非最高峰。南非位於緯度範圍南緯22度至南緯35度，以及經度範圍東經16度至東經33度之間。
南非內陸的大部分地區幾乎都由廣闊平坦的高原組成，在海拔1,000米至2,100米（3,300英尺至6,900英尺）之間。東部地勢最高，西部與北部平緩傾斜，至於南部與西南部則沒有明顯的地勢變化。大陡崖包圍著這座高原，其東部及最高峰的延伸部分稱為德拉肯斯堡。
高原的南部與西南部（約海拔1,100米至1,800米）以及下面相鄰的平原（海拔700米至800米左右，見右圖）稱為大卡魯，由人口稀少的灌木叢組成。在大卡魯地區，北部的喀拉哈里沙漠為乾旱的叢林地帶。高原的中東部及最高部分稱為高地草原。豪登省氣候相對濕潤，是南非大部分商業農田與最大城市的所在地。在高地草原的南緯25度30分向北前進，就是灌木叢草原，最終到達位於林波波省的低地及其草原。
位於大陡崖下的海岸帶由林波波省低地草原組成，並從東北部往順時針方向延伸，該海域與普馬蘭加省德拉肯斯堡（即大陡崖東部）之下的低地草原匯合。低地草原比斷崖上方的高地草原更熱、更乾燥，不適合植物生存。位於南非東北部的林波波省與普馬蘭加省的克留格爾國家公園佔據了低地草原的大部分，面積達19,633平方公里（7,580平方英里）。在低地草原南部，年降水量隨著進到達夸祖魯-納塔爾省而增加，尤其是在亞熱帶的濕熱海岸附近。夸祖魯-納塔爾省與萊索托之間的邊界由大陡崖的最高部分和德拉肯斯堡組成，達到海拔3,000米（9,800英尺）。德拉肯斯堡山脈的山腳氣候溫和。
位於大陡崖南部和西南部延伸部分下方的海岸帶包含幾個與海岸平行的開普褶皺山脈，將大陡崖和海洋分隔開（這些平行的褶皺山脈顯示在地圖左上方，注意這些山脈北部的大陡崖走向）。這兩個山脈之間的陸地（海拔約400米至500米），南部的褶皺山脈（即南部的奧特尼夸與蘭格伯格山脈及北部的斯瓦特山脈之間）稱為小卡魯，它由半沙漠的灌木叢地帶組成，類似於大卡魯，它在斯瓦特山脈山腳下的北部地帶的降雨量較高，因此比大卡魯更適合人工栽培。小卡魯在歷史上以養殖奧茨胡恩鎮周圍的鴕鳥而聞名。由斯瓦特山脈北部到達大陡崖山脈以北的低地地區（海拔700米至800米）是大卡魯的低地部分（見右上圖），氣候和植物學幾乎無法區分在大陡崖上方的卡魯。向海部分的開普褶皺山脈（即蘭格伯格－奧茨胡恩山脈），特別是在稱為花園大道的喬治－克尼斯納－普利登堡灣地區，其與海洋之間的狹窄沿海地帶的全年降雨量適量地高。其作為南非最多原住民的森林地區而聞名。
在南非西南部的開普半島是南非沿海地帶與大西洋接壤的最南端，最終在奧蘭治河的南非－納米比亞邊界上結束。開普半島屬地中海氣候，使該半島及其周圍地區成為撒哈拉以南非洲冬季降雨量最大的一個地區。根據2011年人口普查，位於開普半島的開普敦大都會區為南非的立法首都，擁有370萬人口。
開普半島以北的沿海地帶西面是大西洋，而東面是一排南北向的山脈。開普褶皺山脈位於南緯32度附近，大陡崖則圍繞著沿海平原。該海岸帶最南端的部分稱為斯瓦特蘭及馬姆斯伯里平原，是南非一個重要的小麥種植區域，依靠冬季降雨。更北的地區則稱為納馬夸蘭，隨著接近奧蘭治河而越來越乾旱。小雨通常在冬季降下，草原在春季（8月至9月）的花卉為世界上最壯觀的花卉景色之一。
在印度洋，南非有一個與加拿大愛德華王子島省同名的小型群島，稱為愛德華王子群島。該群島由馬里恩島（290平方公里或110平方英里）及愛德華王子島（45平方公里或17平方英里）組成。

### 氣候

南非的柯本氣候類型

南非以熱帶草原氣候為主。大西洋與印度洋分別從東、南、西三個方向包圍南非、地勢北高南低，以及緯度跨度較廣造成內部氣候分異。氣候帶的範圍從最西北的納米比沙漠南部的極端熱帶乾旱半乾旱氣候，到東部沿莫桑比克邊界及印度洋的茂密亞熱帶氣候。南非的冬季在每年的6月至8月。
南非西南部屬典型的地中海氣候，冬季潮濕、夏季炎熱乾燥。南非的灌木叢與叢林擁有著名的生物群系——凡波斯，也是大部分葡萄酒的產地。此外，該地區還因其幾乎全年間歇性出現的風而聞名。這風的嚴重性對於繞過好望角的人（特別是水手）來說是危險的，亦造成許多沉船殘骸。在南海岸以東的花園大道，全年降雨量分佈更均勻，並形成綠色景觀。
自由邦省位於高原中央，地形特別平坦。在法爾河以北，由於不會遇到亞熱帶的極端高溫，高地草原的土地變得更濕潤。約翰內斯堡位於高地草原中心，海拔1,740米（5,709英尺），每年平均降雨量為760毫米（29.9英寸）。雖然積雪很少，但該地區冬季時十分寒冷。
德拉肯斯堡山脈形成高地草原的東南陡崖，位於該山脈南側的蒂芬德爾滑雪場在冬季時可以提供有限的滑雪機會，更是南非唯一可以體驗滑雪的地方。非洲南部最寒冷的地方是位於羅赫費爾德山西部的薩瑟蘭，其冬季時氣溫可低至-15°C（5°F）。雖然愛德華王子島的每年平均氣溫較低，而薩瑟蘭的極端溫度則較低。非洲南部內陸深處的氣溫最高：1948年，在北開普省烏平通附近的喀拉哈里的氣溫為51.7°C（125.06°F），但這溫度並非用官方的標準設備所記錄的。1993年1月，維歐爾斯德里夫的官方最高氣溫為48.8°C（119.84°F）。

### 生物多樣性
南非於1994年6月4日簽署了《生物多樣性公約》，並在1995年11月2日成為該公約的締約國。隨後，南非制定了合乎該公約的國家生物多樣性戰略與行動計劃，亦於2006年6月7日正式承認《生物多樣性公約》。在全球17個超級生物多樣性國家同盟的國家中，南非排名第六位。

#### 動物

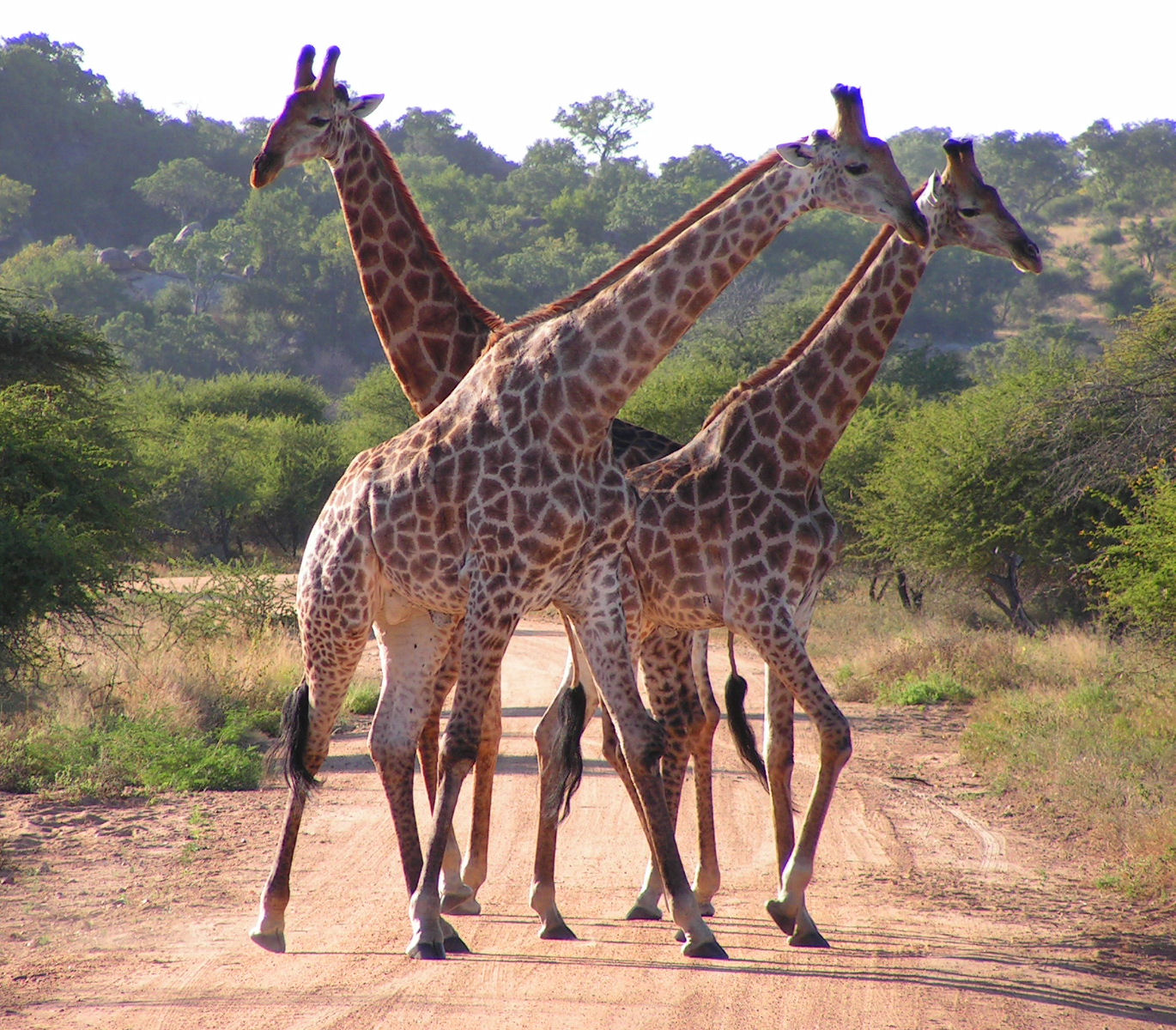
在克留格爾國家公園的南非長頸鹿

包括德蘭士瓦獅、非洲豹、南非獵豹、南部白犀牛、藍角馬、捻角羚、黑斑羚、鬣狗、河馬以及南非長頸鹿在內的許多哺乳動物都能夠在灌木叢草原中發現。包括克留格爾國家公園與薩比沙禁獵區在內的東北部地區，以及在瓦特貝格生物圈的北部地區都有很大的灌木叢。南非擁有許多特有種，當中包括在卡魯地區嚴重瀕危的南非山兔。

#### 菌類
截至1945年，南非已記錄超過4,900種真菌（包括形成地衣的物種）。2006年時，南非估計有大約20萬種真菌（不包括寄生於昆蟲者）；根據該記錄，南非的真菌數量比其植物還要多。

#### 植物

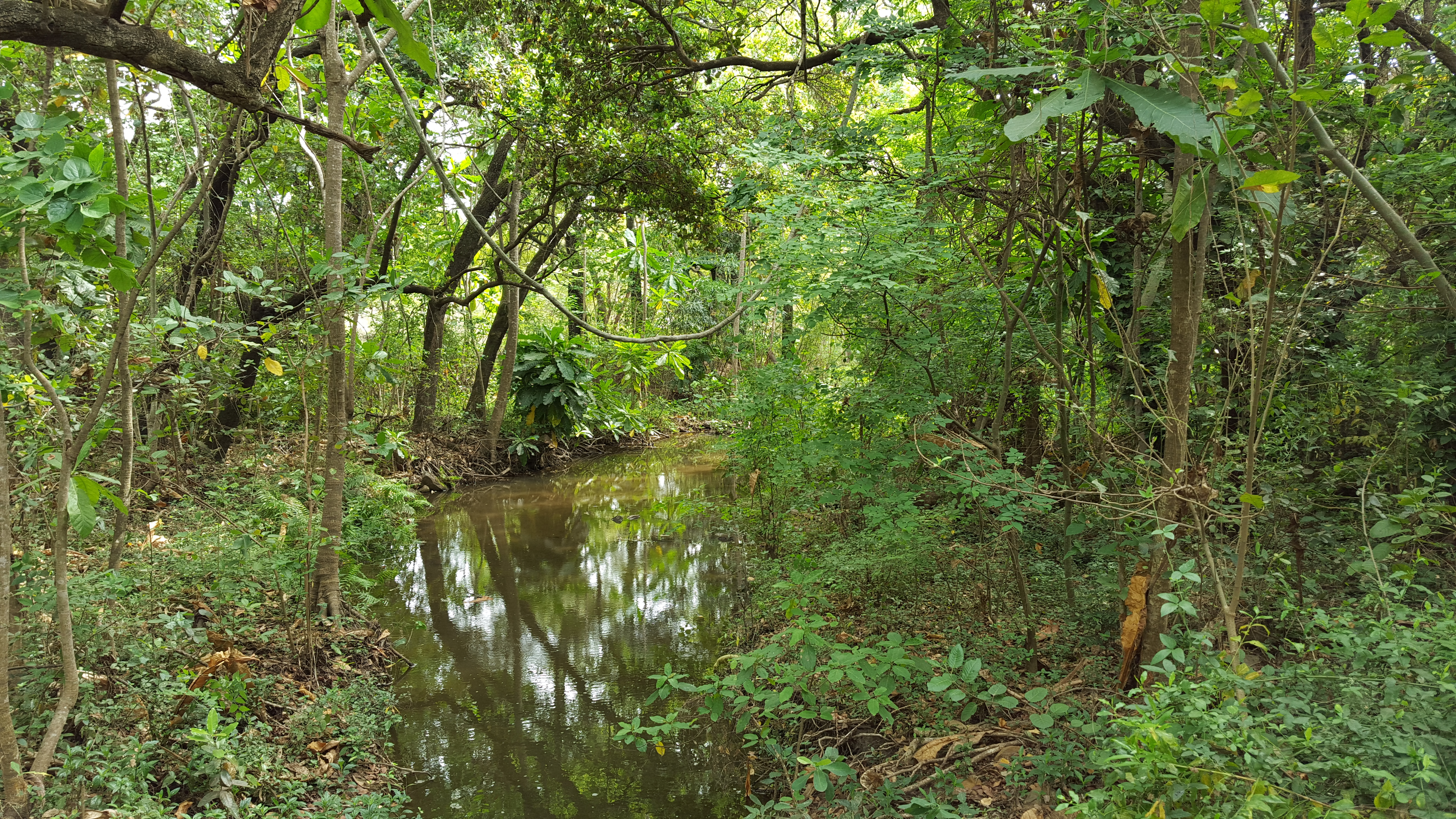
德班附近的亞熱帶森林

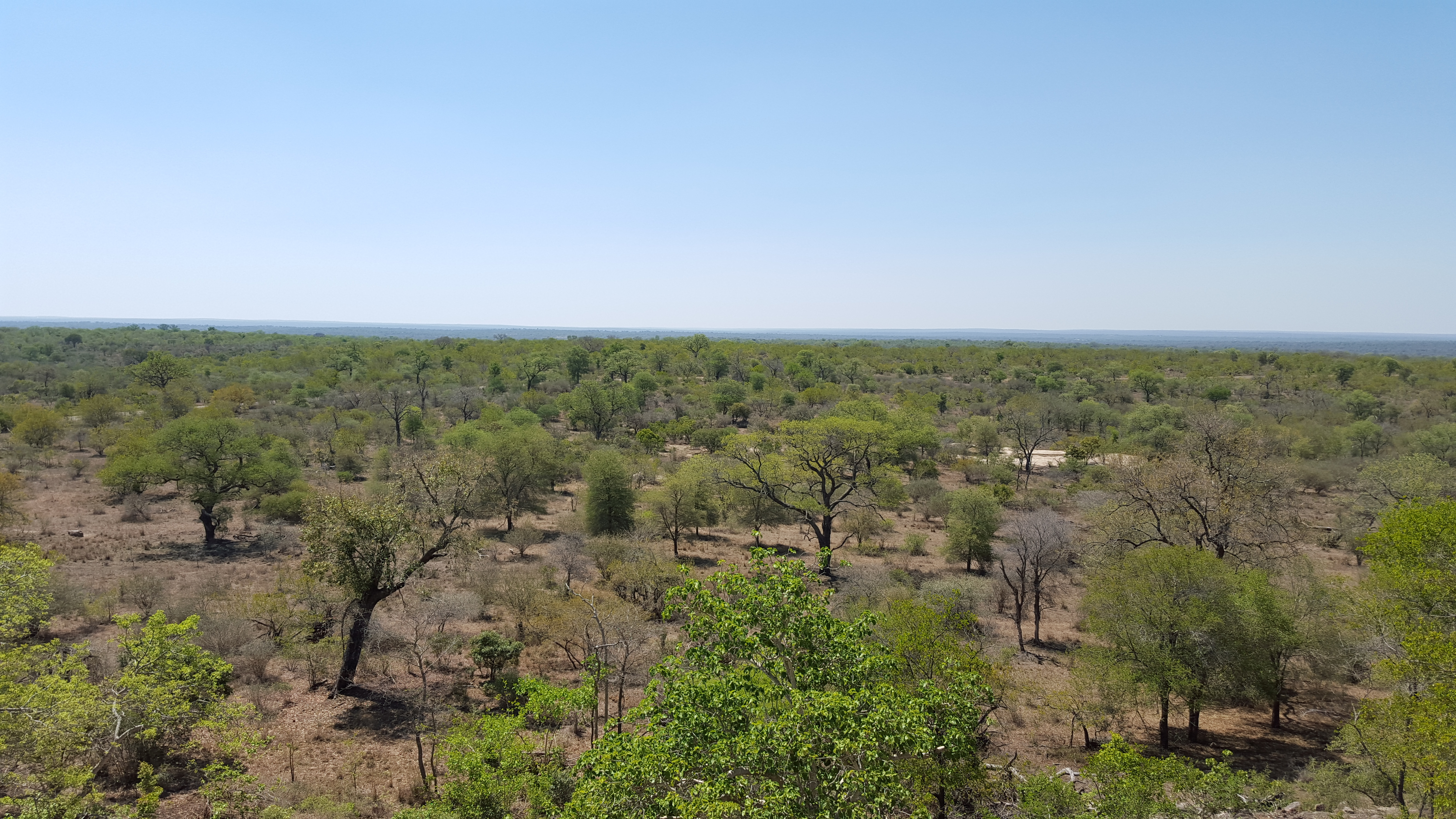
克留格爾國家公園的低地草原植被

南非的植物多樣性特別豐富，擁有超過22,000種不同的高等植物，佔地球上所有已知植物種類約9%。南非最普遍的生物群落是草原，特別是高地草原，當地由不同的禾草、低灌木以及金合歡樹等植物所組成，其中主要有耳莢金合歡及白刺樹。往西北方向前進，由於降雨量少，植被變得更稀疏；在炎熱乾燥的納馬夸蘭地區，有幾種儲水多肉植物，例如蘆薈與大戟屬植物。往東北方向前進，稀樹草原上的植被由禾草及樹木漸漸轉為茂密的灌木叢，克留格爾國家公園北端附近有大量的猴麵包樹。
好望角植物區系位於西開普省的一個小區域，隸屬南非植物界。其面積僅佔全世界0.04%，是六大植物區系中最小的。不過，該植物區系卻包含9,000多種植物，佔世界的4%。好望角植物區系的大部分地域與植物生命均由凡波斯生物群落所構成，是地球上植物多樣性方面最豐富的地區之一。大多數植物為常綠植物及硬葉植物，具有精細的針狀葉。另一個獨特的開花植物群是海神花屬，南非有約130種不同的海神花屬品種。
雖然南非擁有大量開花植物，但只有1%土地屬於森林，且幾乎全都位於夸祖魯-納塔爾省沿海的潮濕平原。在河口處，可以見到非洲南部罕有的紅樹林，甚至小型的森林保護區，這些森林不受火災影響，稱為山地森林。種植園主要養殖進口樹種，特別是非本地桉樹及松樹。

### 保育問題

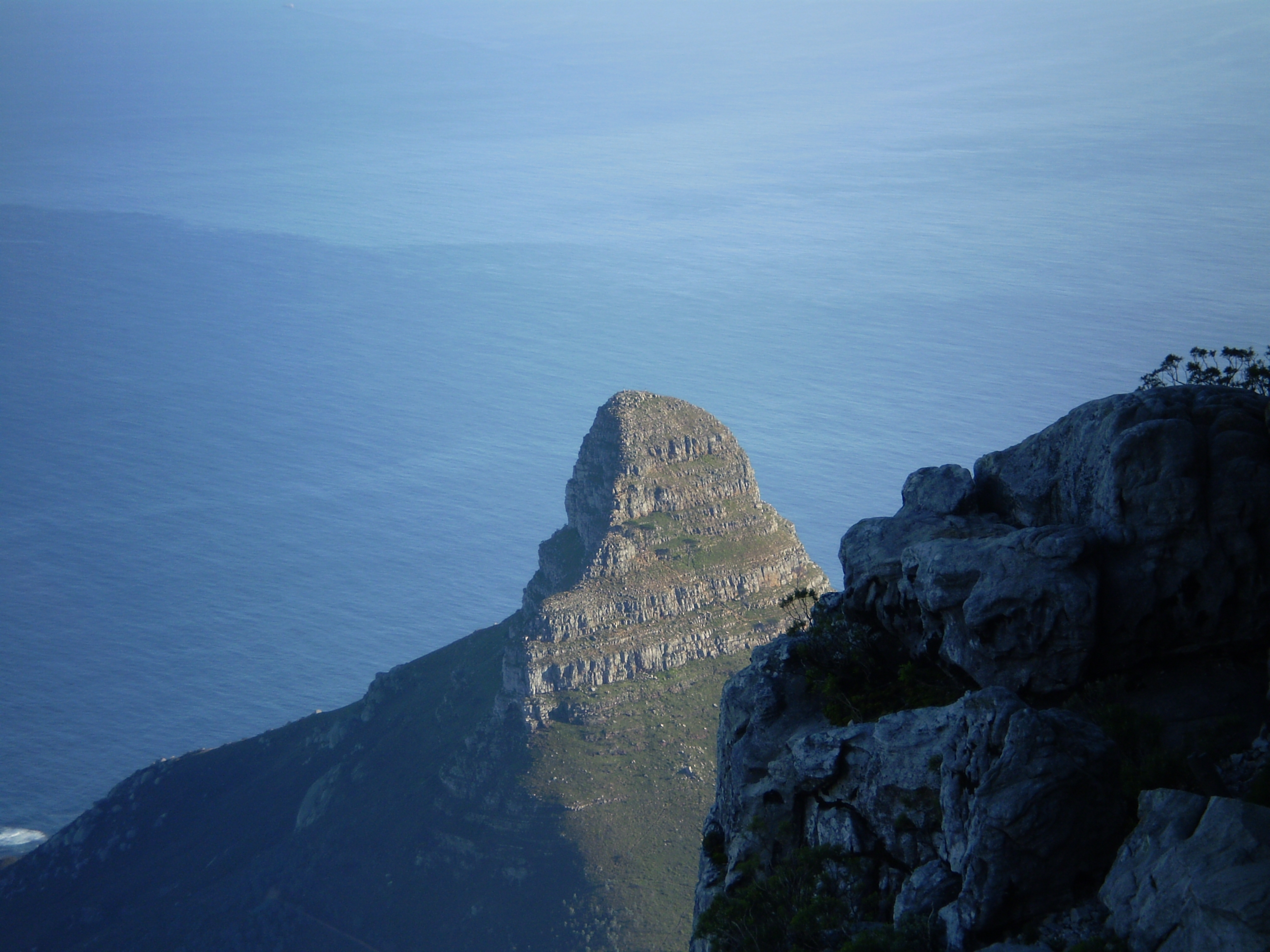
弗洛勒爾角

在過去40年來，南非已經失去了大面積的自然棲息地，主要原因是19世紀時人口過剩、城市蔓延及森林砍伐。南非是世界上受上述問題影響最嚴重的國家之一，涉及許多外來物種（如黑荊樹、傑克遜港楊柳、哈克、馬纓丹以及藍花楹等），並對當地生物多樣性與本已稀缺的水源等資源構成重大威脅。歐洲殖民者把首批發現的原始溫帶森林不斷砍伐，直到只剩下小片森林。目前南非的硬木樹，包括黃木、臭木及南非黑鐵木等都受到政府保護。犀牛是南非其中一種經常受襲擊的動物，來自環境事務部的統計數據顯示，2014年南非有1,215頭犀牛死亡。
氣候變化預計將使這個屬半乾旱氣候的大部分地區變得更乾燥與暖和，其中極端天氣事件如熱浪、洪水及乾旱的發生頻率與強度將增加。根據南非國家生物信息學研究所製作的計算機生成的氣候模型，到了2050年時，非洲南部的某些沿岸地區的溫度預測將上升約1°C，至於在北開普省等的炎熱腹地，在春末及夏季的溫度更將上升超過4°C。弗洛勒爾角為全球生物多樣性熱點地區之一，但當地卻可能因氣候變化而受到嚴重打擊。預計乾旱、火災強度與頻率的增加，以及全球暖化將令許多稀有物種面臨滅絕。

## 政治與政府

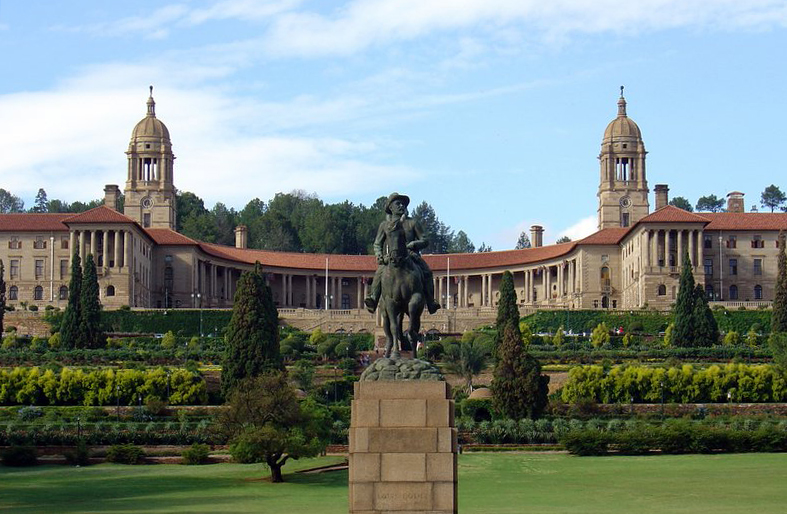
位於比勒陀利亞的聯合大廈——行政所在地

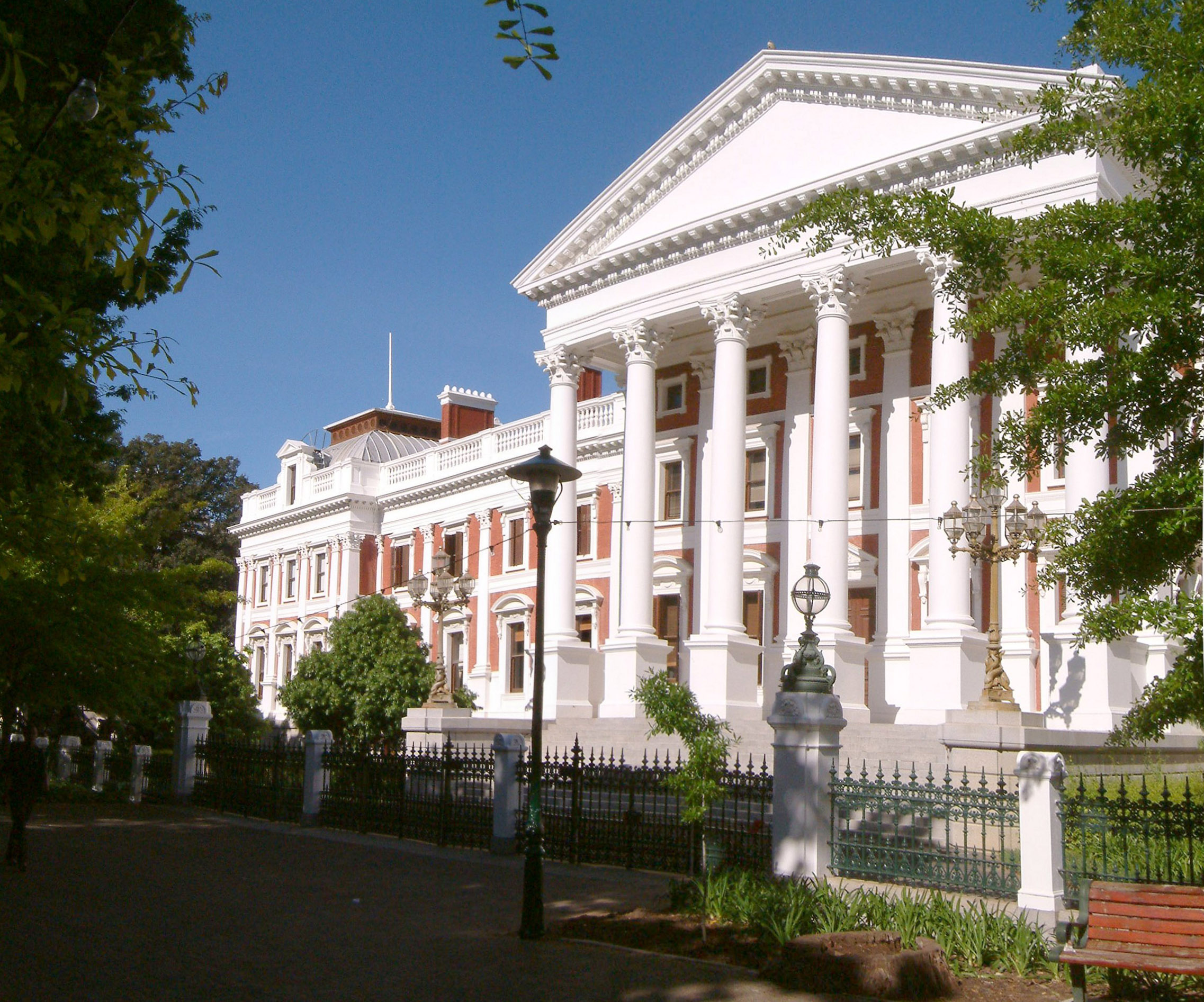
位於開普敦的議會大廈——立法所在地

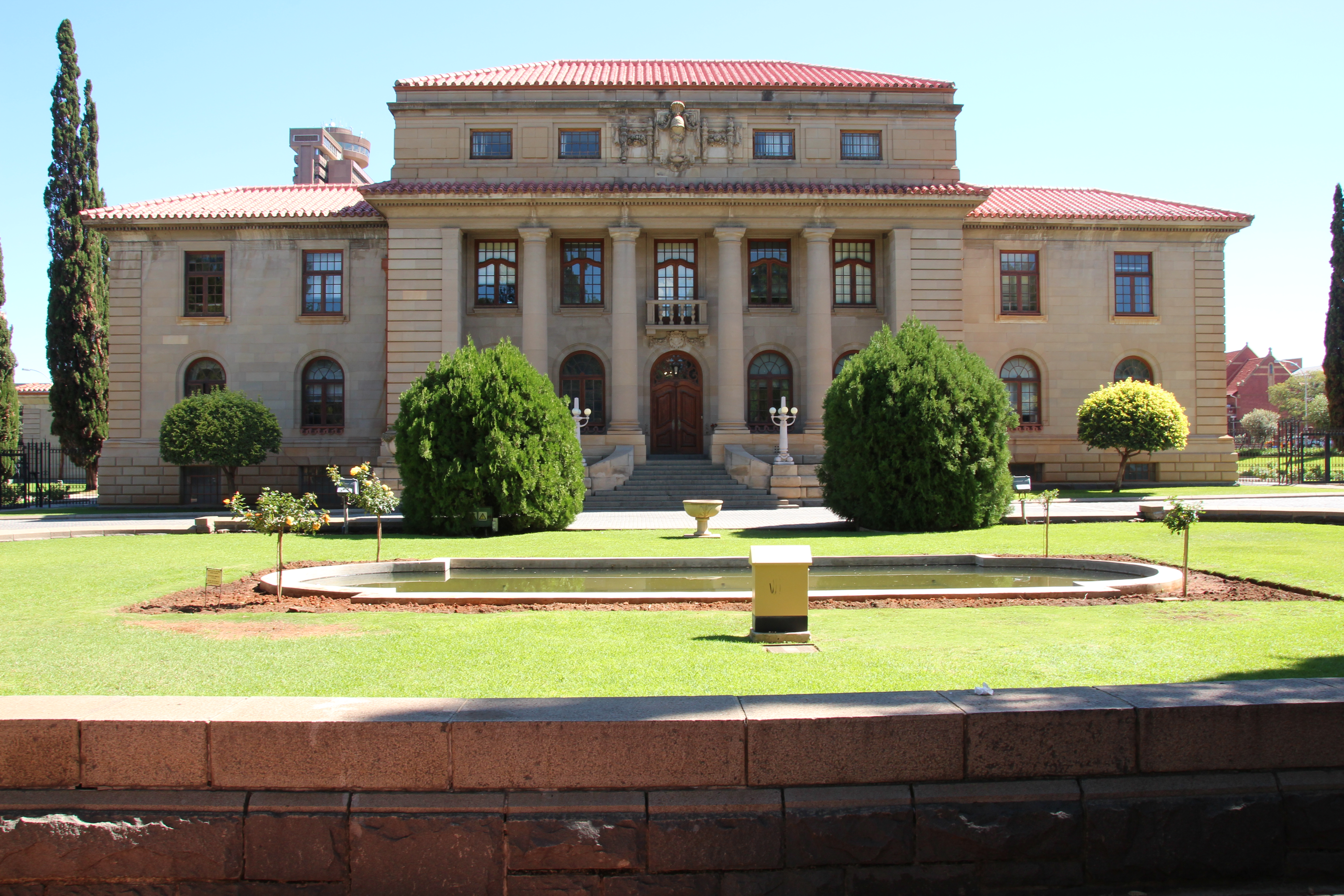
位於布隆方丹的最高上訴法院——司法所在地

### 政府結構
南非是議會共和國，但與大多數此類共和國不同，總統既是國家元首也是政府首腦，其任期則取決於議會的信任。行政、立法及司法都受到憲法至上的約束，如果違憲，上級法院有權制止行政機關與議會的行為。
國民議會是南非議會的下議院，共設400個議席，每五年由政黨派名單並以比例代表制選出新一屆的議會。全國省務會是南非議會的上議院，共設90個議席，由南非9個省的立法機關各自推選10席構成。在每次大選後，國民議會將會推選一人成為南非總統。由於總統同時身兼國民議會議員，所以總統任期一般為五年，與議會任期相同。同一人擔任南非總統不得超過兩屆。總統可以委任副總統與各部部長們，而這些部長及其領導的各個部門則構成內閣。國民議會可以通過不信任動議來彈劾總統與內閣。
在2019年5月8日舉行的大選中，執政黨非洲人國民大會贏得57.50%選票與230個席位，而最大反對黨民主聯盟則贏得20.77%選票與84個席位。至於由脫離非洲人國民大會青年聯盟的前主席朱利葉斯·馬勒馬創立的經濟自由戰士則贏得10.79%選票與44個席位。自1994年種族隔離結束以來，非國大一直掌握南非全國政權並執政至今，更是南非目前最大的政黨。2018年2月14日晚上，在面臨不信任動議下，時任南非總統雅各布·祖瑪發表電視講話宣布辭職，由時任副總統西里爾·拉馬福薩接任成為第五任南非總統。
南非並沒有法定的首都。《南非憲法》第4章規定：“議會所在地為開普敦，但根據第76節第（1）及（5）條頒布的《議會法》可以確定議會所在地位於其他地方”。代表南非政府的三項權力分佈在三座城市：比勒陀利亞作為總統與內閣的所在地，是行政首都；開普敦作為議會的所在地，是立法首都；而布隆方丹作為最高上訴法院所在地，是司法首都；至於憲法法院則坐落在約翰內斯堡。大多數外國大使館均位於比勒陀利亞，但不少國家亦會在南非其他城市設立領事館。
自2004年以來，南非有數千次民眾抗議活動，但當中有些屬於暴力事件。據一位學者稱，南非是“世界上最富抗議力的國家”。有一些政治鎮壓事件以及違反憲法的威脅鎮壓，令某些分析家與公民社會組織得出結論，認為南非存在或者可能存在新的政治壓制氣氛或政治容忍度下降。
2006年11月30日，南非成為首個將同性婚姻合法化的非洲國家，是南非乃至整個非洲的一大進步。2008年，南非在易卜拉欣非洲治理指數排名48個撒哈拉以南非洲國家中的第五位。南非在法治、透明度與腐敗，以及參與和人權等方面取得優異成績，但在安全與保安方面的表現則相對較差。2018年9月18日，南非憲法法院宣佈南非的私人使用與種植大麻合法，是首個將娛樂用大麻合法化的非洲國家，亦是第三個將醫用大麻合法化的非洲國家。

### 法律

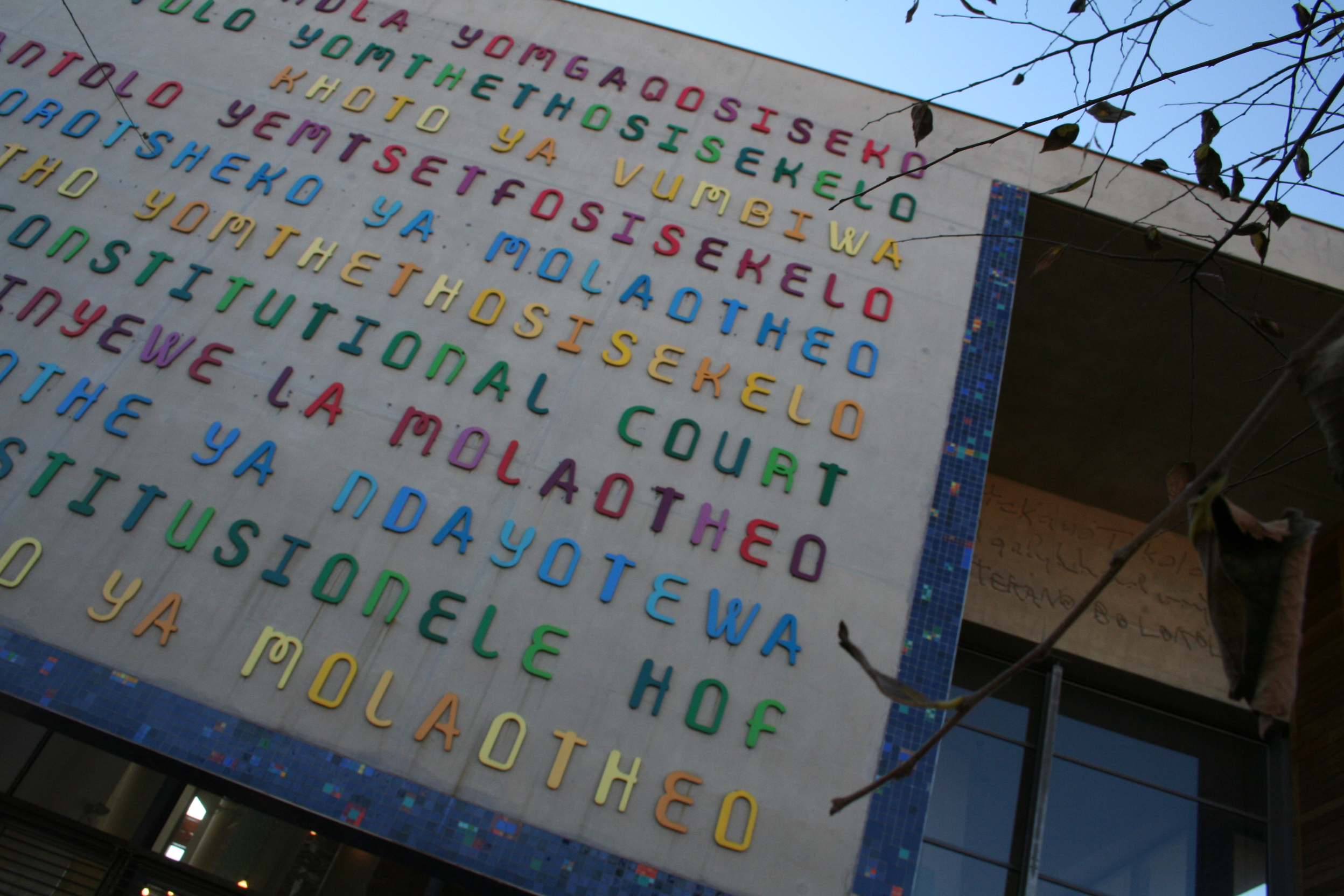
位於約翰內斯堡的憲法法院

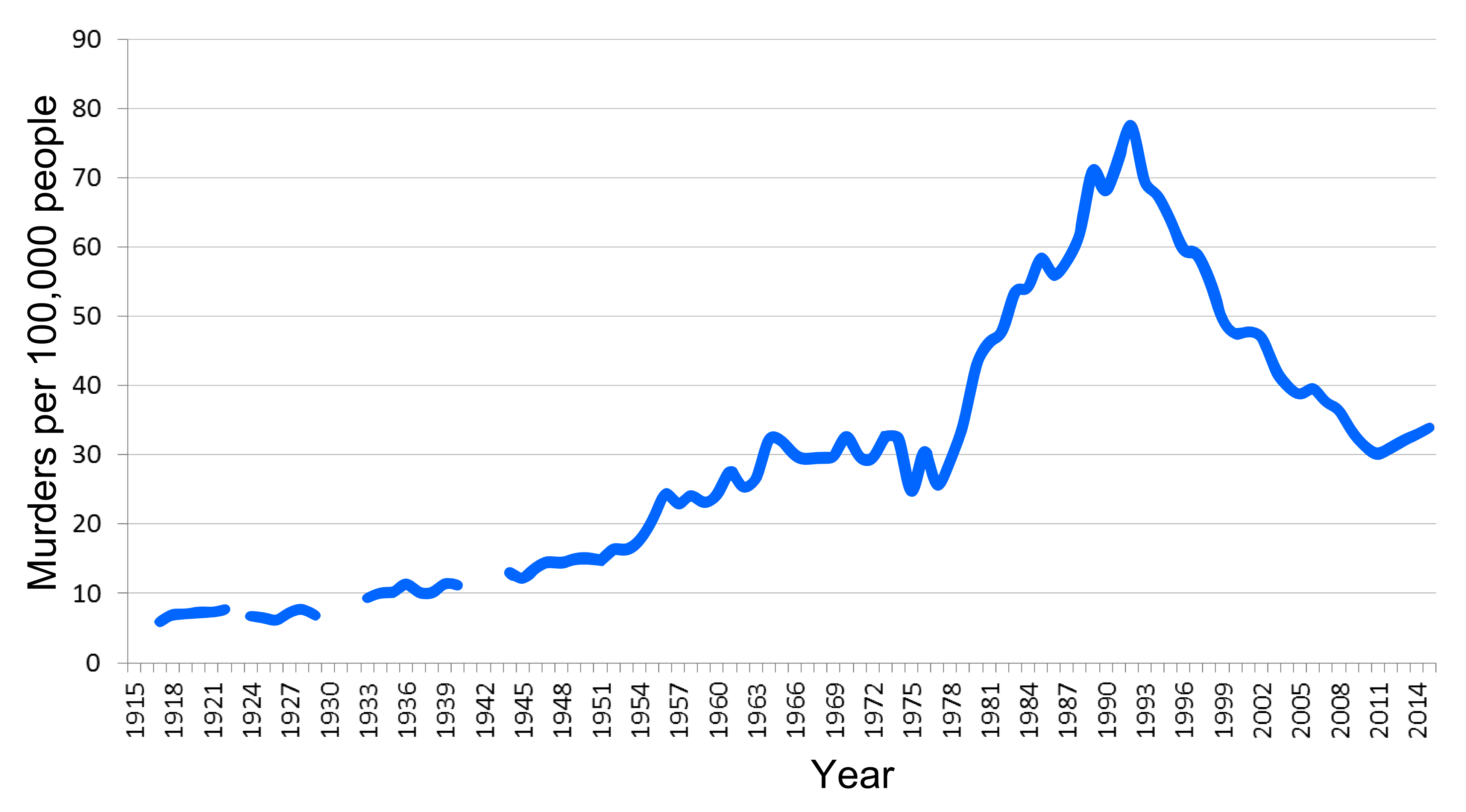
南非歷年每10萬人中的謀殺數變化圖表

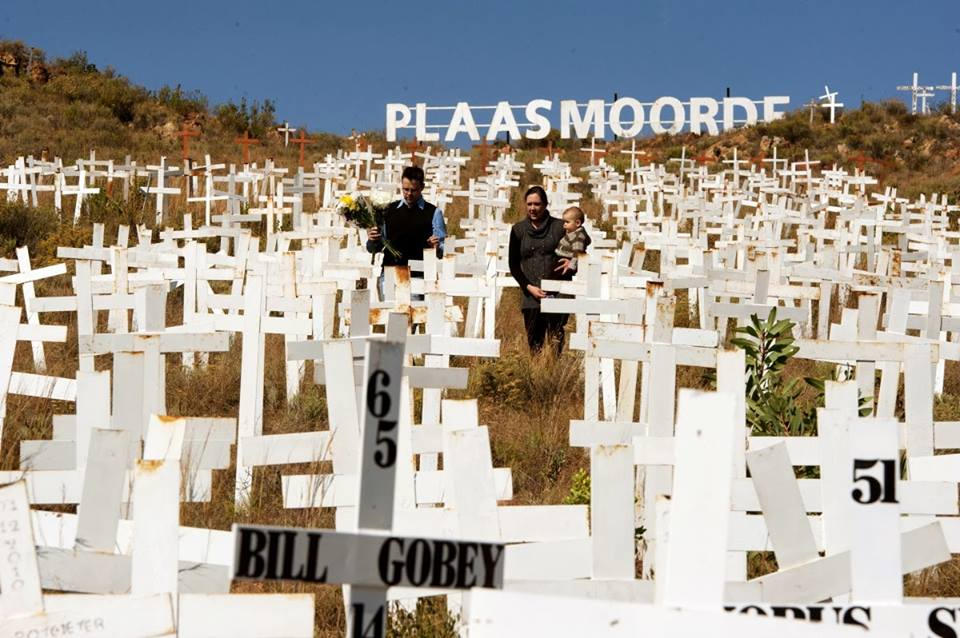
南非農場襲擊受害者的墳墓上的十字架

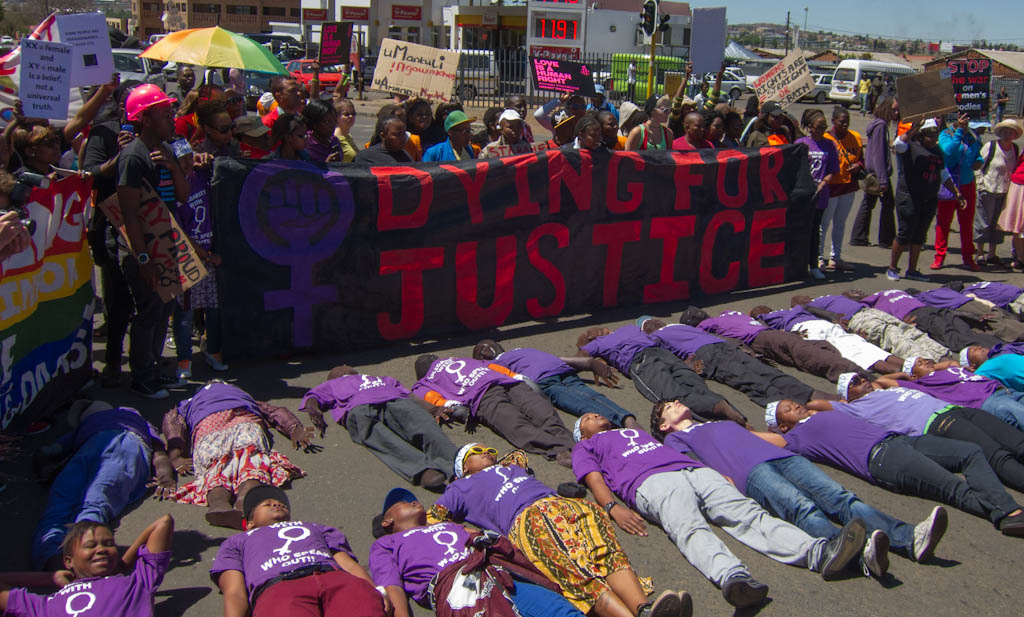
南非同志遊行的參與者抗議針對女同性戀者的暴力行為。南非擁有堅實人權保護的人權法，但仍有一些群體受到歧視。南非是非洲首個承認同性婚姻的國家

《南非憲法》是南非的最高法律，該法為共和國的存在提供了法律基礎、規定了公民的權利與義務，以及界定了政府的結構。作為荷蘭人的定居點及受到大英帝國影響的南非，南非法律的主要來源是《羅馬－荷蘭法》及英國的《普通法》。南非的首部歐洲法律是由荷蘭東印度公司提出的《羅馬－荷蘭法》，這部法律是於《拿破崙法典》在歐洲法律中法典化前輸入南非的，在許多方面都與蘇格蘭法律制度有相似之處，亦都遵循了19世紀英國法律中《普通法》以及《成文法》的特點。1910年，四個英國殖民地合併成為南非聯邦，南非因此擁有自己的議會。其後，該議會以個別殖民地成員的法律制度為基礎，制定了有關聯邦的法律。
南非司法制度由四種法院組成：裁判法院負責聽證較小型的民事與刑事案件；高等法院是管轄一般具體領域的法院；而最高上訴法院是除憲政事務外的最高法院；至於憲法法院則只管轄憲法問題。
除了愛滋病的流行外，南非亦將犯罪率长期居高不下視為國家危機之一。根據對德裔司機及其家屬所作的調查，他們認為犯罪問題是個人威脅之一。在平均約18個月的時間內，他們自身或其親屬都成為犯罪的受害者。此外，在進行該調查前兩年，有20%的公司已經因犯罪問題而失去員工，且47%的企業、經理或高素質人員因犯罪問題而離開南非。
南非每日平均有近57人遭謀殺。在2017年4月至2018年3月的財政年度中，南非共發生了20,336宗謀殺案，是取消種族隔離制度後24年來的最高數字。南非謀殺率為每10萬人有32.2人被殺，比全球平均的每10萬人有6人被殺的比例高出約五倍。中產階級的南非人在尋求封閉式社區安全。南非的私營安保行業是世界上最大的，擁有近9,000家註冊公司及400,000名註冊的私人保安人員，比南非警察與軍隊的總和還要多。許多來自南非的移民表示，犯罪是他們決定離開的主要因素。對農業社區的犯罪仍然是一個主要問題。
某些政治人物為了實現其政治理想而製造暴力犯罪。當中，農場謀殺等暴力犯罪的目標大多是白人農場主（尤其是阿非利卡人）及其家人，因而引起了南非國內與國際媒體的注意。部分農場謀殺的受害者是兒童，至於有些則是老年人，這是因為犯罪分子將他們視為手無寸鐵的人，認為他們不能對其構成威脅。每當提到農場謀殺時，許多阿非利卡人都將謀殺事件形容為種族滅絕，並希望列作一般犯罪統計。不過，執政黨非國大的政治家們否認存在這種現象。有一些私人實體與個人試圖統計謀殺數字，但都沒有具體的統計數據。在城市地區，基於種族原因而犯下的謀殺案比實際數字更加多。
南非是世界上性侵犯案件發生率最高的國家之一，平均每日有110人遭到性侵犯。據估計，南非每年有500,000名女性遭到強姦，中學生比起成年女性更容易被強姦。2009年的一項調查發現，四分之一的南非男性承認強姦某人。另一項調查發現，在4,000名受調查的女性中，有三分之一的女性表示在過去一年內遭到強姦。有些強姦案更是侵犯年僅10歲的兒童。在世界範圍內，南非的兒童與嬰兒強姦事件發生率是最高的，這主要由於受到處女愛滋清除說的謠言所影響，有些案例的受害者更只有8個月大，這些高調的案例已經玷污了這個國家的聲譽。

### 外交關係

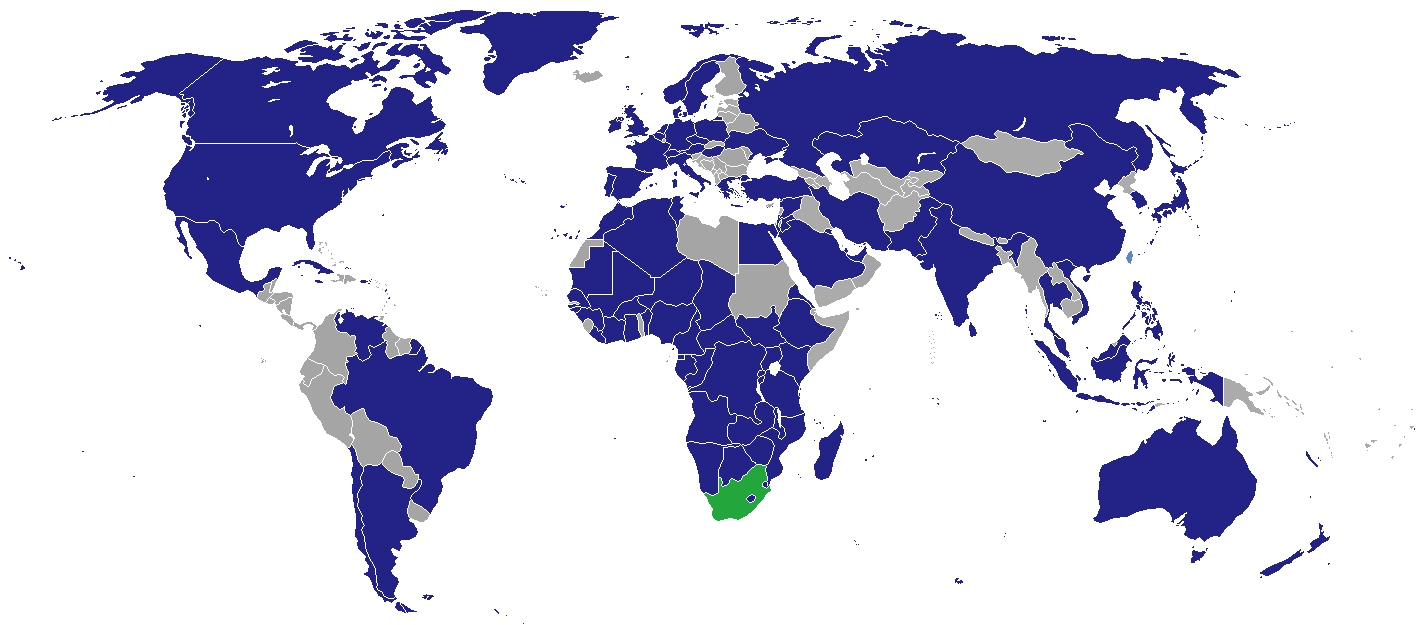
南非
駐有南非外交使團的國家
未駐有南非外交使團的國家

1948年至1990年代初，南非白人政府採行種族隔離政策，因此遭受國際社會普遍抵制與排斥。當時，南非的國際地位極為孤立，僅有一些國土北方的白人政權為盟。這些政權都支持南非有爭議的種族政策，但他們自身大多亦面對著獨立戰爭、黑人暴動、疾病等國內外威脅，而支援白人政權的軍事花費更一度拖垮了南非經濟。1991年6月，南非實現轉型正義並廢除種族隔離政策後，世界各國相繼解除對南非的經濟制裁，並紛紛提昇、恢復或建立與南非的外交關係。1998年1月1日，南非斷絕與中華民國的外交關係，並正式與中華人民共和國建立外交關係，是最後一個與中華民國斷交的主要邦交國。儘管如此，南非仍在台灣設立代表處，是少數與中華民國維持非官方外交關係的非洲國家之一。
1994年，南非結束種族隔離，時任總統曼德拉的外交政策以南非重返並與國際社會整合為目標。而在1999年塔博·姆貝基出任總統後，南非的外交政策則以解決貧困人民遭逢的困境、以非洲為中心，以及結合南半球發展中國家關切的議題為主，這三大支柱形成了南非與國際社會往來的基礎。
作為南非聯邦的繼承國，南非共和國是聯合國的創始國之一。時任總理揚·史末資撰寫了《聯合國憲章》的序言。南非是非洲聯盟的創始成員國之一，而且是所有成員國中第二大經濟體。除此之外，南非亦是非盟的非洲發展新夥伴關係的創始成員國之一。
在過去十年中，南非在布隆迪、剛果民主共和國、科摩羅及津巴布韋等非洲國家的衝突中均扮演著調解人的角色。種族隔離結束後，南非重新加入英聯邦。南非亦是七十七國集團的成員，並曾分別於2006年與2015年擔任該組織的主席國。此外，南非更加是南部非洲發展共同體、南大西洋和平與合作區、南部非洲關稅同盟、南極條約體系、世界貿易組織、國際貨幣基金組織、二十國集團、八國集團同五國以及東部與南部非洲港口管理協會的成員國。
2010年8月24日，時任南非總統雅各布·祖瑪與時任中華人民共和國主席胡錦濤簽署《北京協定》，將與南非關係由早期的“戰略夥伴關係”提升到更高層次的“全面戰略夥伴關係”，包括加強各自執政黨及立法機構之間的交流。2011年4月，時任總統祖瑪確定南非正式加入由全國以至非洲最大貿易夥伴——巴西、俄羅斯、印度及中華人民共和國所組成的金磚國家組織。祖瑪聲稱，金磚國家成員國將會透過聯合國、二十國集團以及IBSA對話論壇相互合作。
自1994年非國大執政以來，南非對外政策一直以非洲集團領袖自居，並積極推動非洲合眾國與促成非洲團結組織。2001年，在主席國南非主持之下，非洲統一組織常會決議通過成立非洲發展新夥伴關係，並在2002年7月於南非德班成功改組成非洲聯盟。現今，南非為南共體及不結盟運動龍頭，亦以第三世界代言人自居。
2018年7月31日，南非總統西里爾·拉馬福薩宣布其領導的執政黨非國大支持修改憲法，力求無償徵收白人在種族隔離期間所奪取的土地。8月22日，美國總統當勞·特朗普在Twitter上發文稱，美國國務院將調查南非推動土地改革的過程中是否有強徵白人土地與大規模殺害白人的情況。在數小時後，南非政府回擊，斥責特朗普依據錯誤資訊發言，試圖干涉內政，撕裂南非族群之間的感情，並讓南非民眾回想起殖民時代的記憶。南非政府亦表示，將以謹慎行事、包容、透過多方考量以及不分裂國家的方式，在盡量加速推動土改步伐的同時，不讓國家分裂。然而，通訊部長諾維拉·莫庫亞尼表示，這事件不會影響南非與美國之間的關係。

### 軍事

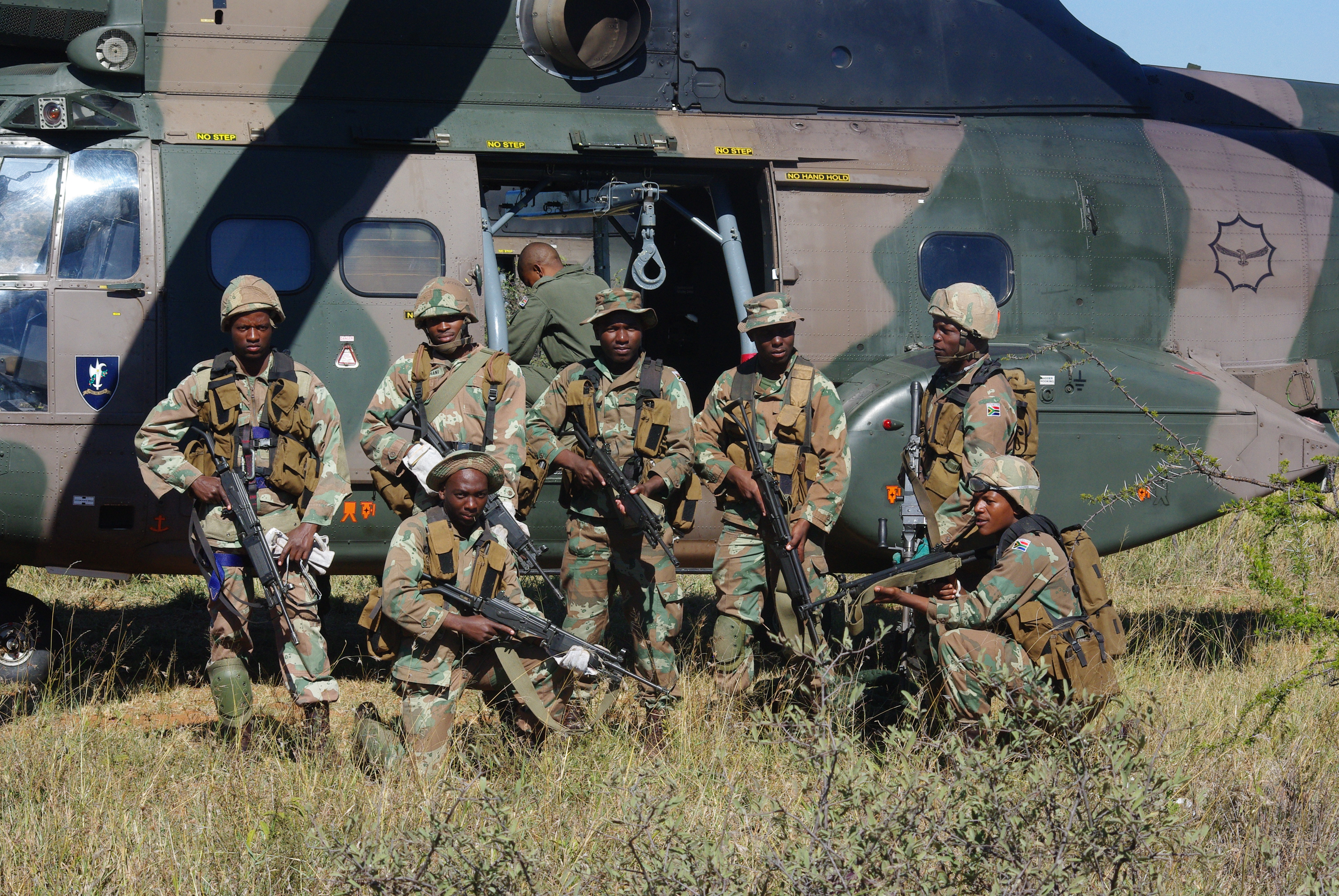
南非國防軍軍人

南非國防軍於1994年成立，是由南非防衛軍、泛非主義組織部隊（包括民族之矛與阿扎尼亞人民解放軍）以及前班圖斯坦的防衛部隊所整合而成。南非國防軍分為四個分支：南非陸軍、南非空軍、南非海軍及南非軍隊衛生服務。近年來，南非國防軍已成為非洲主要的維和部隊，並參與了萊索托、剛果民主共和國、布隆迪、中非共和國以及南蘇丹等地的行動。而南非國防軍軍人也曾在多國聯合國維和部隊中服役，例如聯合國部隊干預旅。
南非是非洲唯一成功開發核武器的國家。南非成為首個發展核武器後自願摧毀核武器的國家（緊隨其後的是烏克蘭），並在摧毀核武器的過程中於1991年簽署了《不擴散核武器條約》。南非在1970年代進行了一項核武器計劃。根據前國家總統德克勒克的說法，南非早在1974年於蘇聯擴張主義的威脅下就決定建立“核威懾”。據稱，南非於1979年在大西洋和印度洋交界處進行了核試驗，但官方已否認此事。德克勒克則認為，南非從未進行秘密核試驗。南非在1980年至1990年間完成了六個核裝置，但所有核裝置都在1991年南非簽署《不擴散核武器條約》之前拆除。

### 行政區劃
南非行政區劃以省、區及地方自治市三級架構為主，全國一共有9個省、由8個大都會自治市與44個區自治市所組成的52個區，以及226個地方自治市。1910年至1994年間，南非行政區劃分為4個省：分別為開普省、德蘭士瓦省、納塔爾省以及奧蘭治自由邦省。1993年11月18日，南非多黨談判會議通過《臨時憲法草案》，決定在1994年大選後將南非行政區劃改分為9個省：分別為北開普省、西開普省、東開普省、西北省、自由邦省、比勒陀利亞－威特沃特斯蘭德－弗里尼欣省（今豪登省）、夸祖魯-納塔爾省、東德蘭士瓦省（今普馬蘭加省）以及北部省（今林波波省）。
每個省都由一個一院制立法機關負責管理，每五年通過名單比例代表制選舉產生。省立法機關所選出的省長為政府首腦，而省長任命的執行委員會則為省級內閣。省級政府的權力僅限於《南非憲法》中列出的內容，包括健康、教育、公共住房及交通等領域。
地方自治市當局負責管理最大城市群的大都市，並履行地區及地方市政的職能。
|                |                 |        |              |                |                      |          |      |
| 傳統地域劃分   | 名稱            | 南非語 | 首府         | 人口（2016年） | 面積（平方公里/km2） | 二級政區 | 圖號 |
| 德蘭士瓦省     | 豪登省          |        | 約翰內斯堡   | 13,399,724     | 18,178               | 5區      | 7    |
| 德蘭士瓦省     | 林波波省        |        | 波羅克瓦尼   | 5,799,090      | 125,754              | 5區      | 9    |
| 德蘭士瓦省     | 普馬蘭加省      |        | 姆邦貝拉     | 4,335,964      | 76,495               | 3區      | 8    |
| 德蘭士瓦省     | 西北省          |        | 梅富根       | 3,748,435      | 104,882              | 4區      | 6    |
| 納塔爾省       | 夸祖魯-納塔爾省 |        | 彼得馬里茨堡 | 11,065,240     | 94,361               | 11區     | 4    |
| 開普省         | 東開普省        |        | 比紹         | 6,996,976      | 168,966              | 8區      | 3    |
| 開普省         | 西開普省        |        | 開普敦       | 6,279,730      | 129,462              | 6區      | 1    |
| 開普省         | 北開普省        |        | 金伯利       | 1,193,780      | 372,889              | 5區      | 2    |
| 奧蘭治自由邦省 | 自由邦省        |        | 布隆方丹     | 2,834,714      | 129,825              | 5區      | 5    |

## 經濟

南非各種族群體的年均個人收入，相對於白人的水平

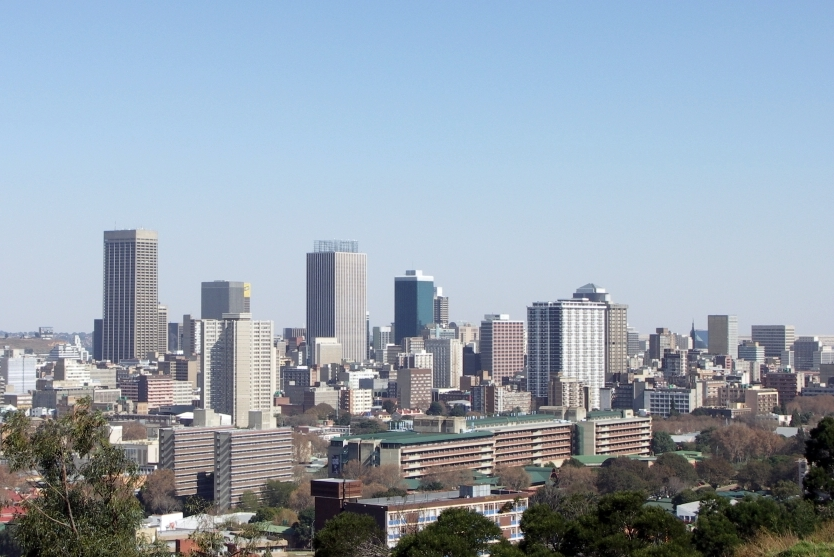
約翰內斯堡是南非以至非洲的經濟及文化中心。圖為約翰內斯堡中心商業區

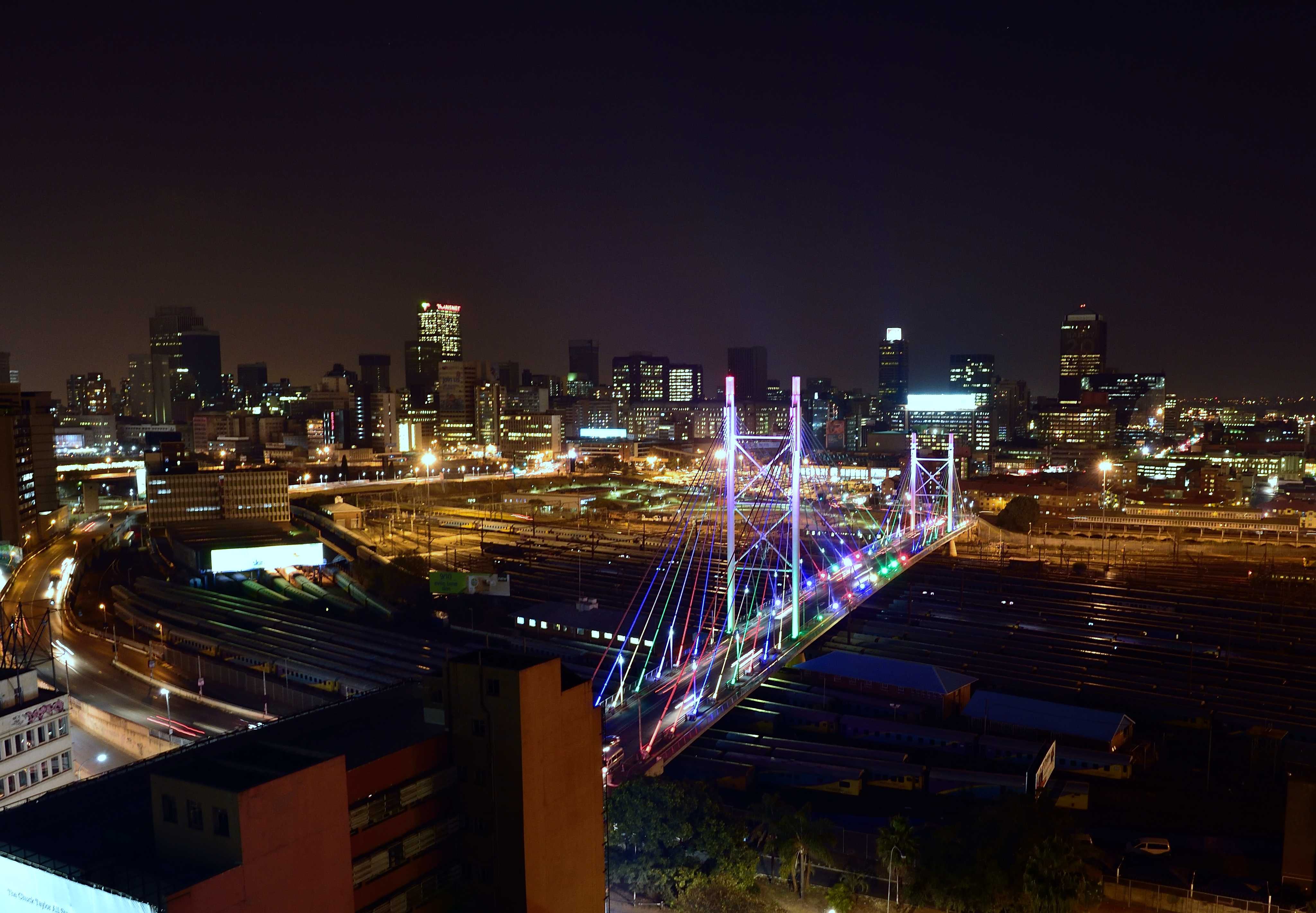
納爾遜·曼德拉大橋連接約翰內斯堡的兩個主要商業區——布拉姆方丹與新城 (約翰內斯堡)，並在一定程度上實現了內城的現代化

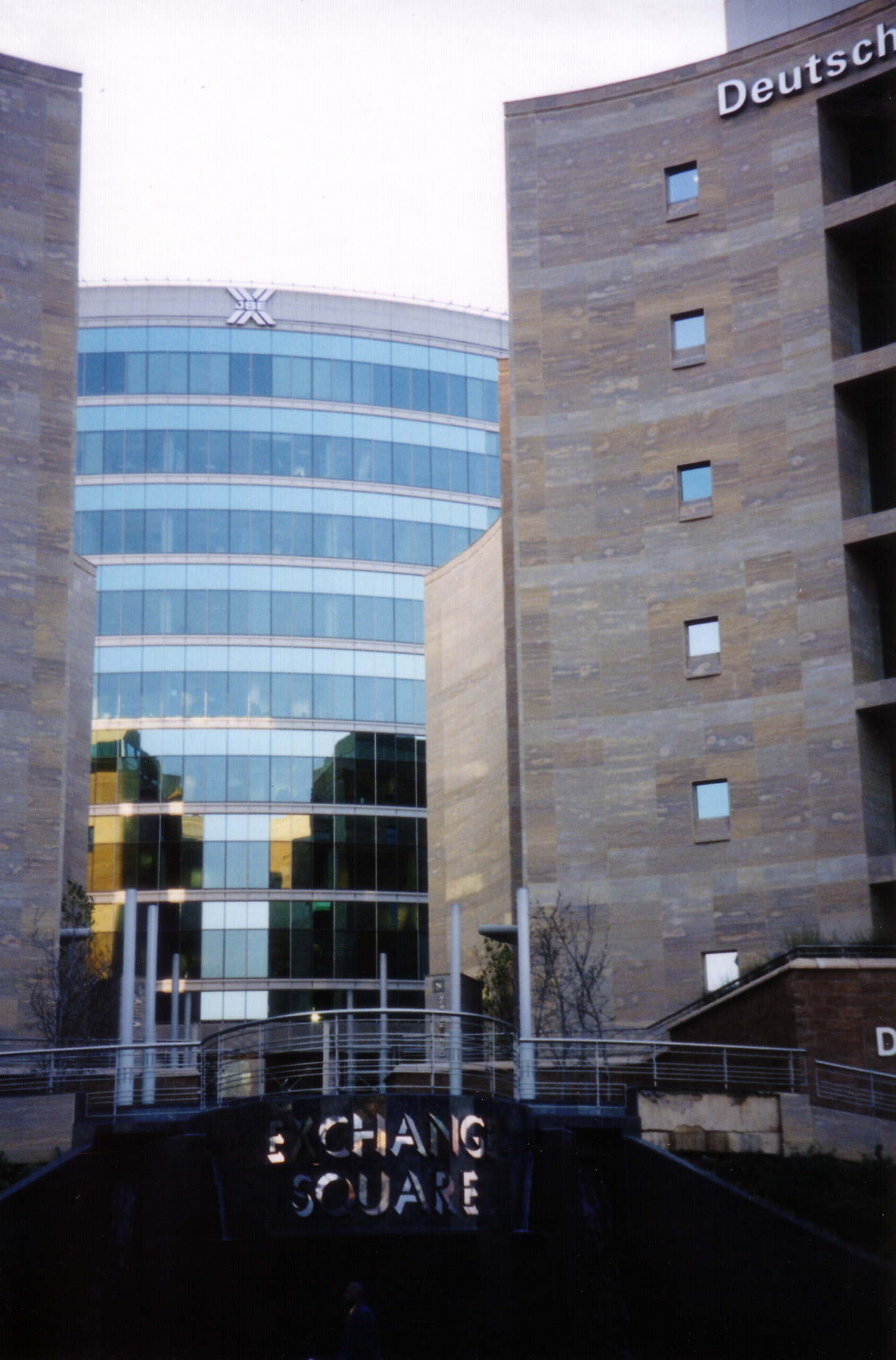
約翰內斯堡證券交易所是非洲最大的證券交易所

南非實施混合經濟，是僅次於尼日利亞的非洲第二大經濟體，但事實上南非的基礎建設發展得更好。與撒哈拉以南非洲其他國家相比，南非的人均國內生產總值亦相對較高（截至2012年，南非購買力平價為11,750美元），但貧富差距也極大。1983年，亞裔（主要指印度人）人均可支配收入只有白人的37%、有色人是26%、在城鎮內的黑人是22%，至於鄉村內的黑人更只有白人人均可支配收入的6%。在班圖斯坦中，三分之二的黑人處於赤貧狀態。這使得種族隔離時期的南非成為世界上貧富差距最大的國家。儘管種族隔離已經結束，但現今的南非仍然面臨著相對較高的貧困率與失業率，而且在基尼係數衡量的收入不平等方面亦位居世界前10位國家之列。

### 經濟結構
與世界其他開發中國家及大多數非洲國家不同，南非的非正式經濟並不蓬勃。南非的就業機會中只有15%屬於非正式部門，而巴西與印度則有一半左右，至於印度尼西亞更加有近四分之三。經合組織將這差異歸因於南非廣泛的社會福利制度。世界銀行的研究表明，南非是人均國民生產總值與其人類發展指數排名之間最大差距的國家之一，當中只有博茨瓦納有著比南非更大的差距。
1994年，新南非政府致力降低通貨膨脹率、穩定公共財政，並吸引了一些外資，但經濟增長仍然不佳。從2004年起，南非經濟增長顯著回升，就業與資本構成均有所增加。2005年，南非的GDP增長率為5.1%，至於2006年則為5.0%。在祖瑪擔任總統期間，政府已經開始增加國有企業的作用。主要國有企業包括電力公司埃斯康姆、南非航空以及鐵路與港口壟斷公司德蘭斯尼特等。其中，如南非航空等的一些國有公司尚未有盈利，該公司在20年內需要政府援助的總額達300億南非蘭特（相當於23億美元）。
南非是一個受歡迎的旅遊景點，而且有大量的收入都是來自旅遊業。非法移民參與非正式交易。自1994年種族隔離結束以來，移民政策的限制性越來越大，許多來到南非的移民繼續生活在惡劣的環境中。
除其他非洲國家外，南非的主要國際貿易夥伴包括德國、美國、中華人民共和國、日本、英國以及西班牙。
南非農業佔正規就業的10%左右，相對其他非洲國家而言則較低，臨時工為南非提供勞動力，並為南非貢獻了約2.6%的國內生產總值。由於土地乾燥，只有13.5%可用於作物生產，當中更只有3%屬於高潛力的土地。
2013年8月，《fDi雜誌》根據南非的經濟潛力、勞工環境、成本效益、基礎設施、業務友好度及外商直接投資，將南非評為非洲最佳國家。金融保密指數將南非列為全球第50個最安全的避稅天堂，位於波蘭之前，但落後於毛里裘斯。
南非屬於中高等收入的發展中國家，也是非洲經濟最發達的國家之一。南非資源豐富，財經、法律、通訊、能源及交通業發達，完善的硬體建設與股票交易市場使南非居全球前20名。2007年，南非的國民生產總值排在全球第20位。標準銀行是南非的四大銀行之一，亦是非洲最大的銀行。南非發展程度最高的區域包括開普敦、約翰內斯堡、德班及伊莉莎白港，但在這些區域外的其他地區發展程度卻非常有限，因而形成國內嚴重的貧富懸殊問題。
此外，南非國內不同種族的收入懸殊，白人仍對經濟擁有重要影響力。不少企業的管理層依舊為白人，且掌握大量土地資源，造成收入較低的黑人普遍有排外傾向，而犯罪率與貪污問題亦嚴重；再加上鄰近國家難民持續湧入南非，以及愛滋病感染率上升，這也令南非經濟發展受到一定程度的限制。所以，雖然南非是人均國內生產總值第四高的非洲國家，但卻依然是一個發展中國家。至於在非洲國家之中，南非則為最發達的國家。
南非的法定貨幣是南非蘭特。經歷2001年的大貶值後，南非蘭特在隨後的2002年至2005年間曾是世界上兌美元升值最快的貨幣。但在2005年之後，南非蘭特又隨著南非經濟增長放慢而走軟，此情況持續至2006年下半年起才有所好轉。
在2007年至2008年、2014年至2015年及2019年，南非因國家內部電力設施不足而發生了能源危機，政府需要間歇性在不同地區停止供電。供電問題嚴重影響南非國內大部分工商業的運作，但由於南非國內利率高企及社會不穩，私人資金不願大規模投資能源行業，加上政府在基建審批上過度嚴苛，因此該問題短期內未有解決跡象。

#### 第一產業

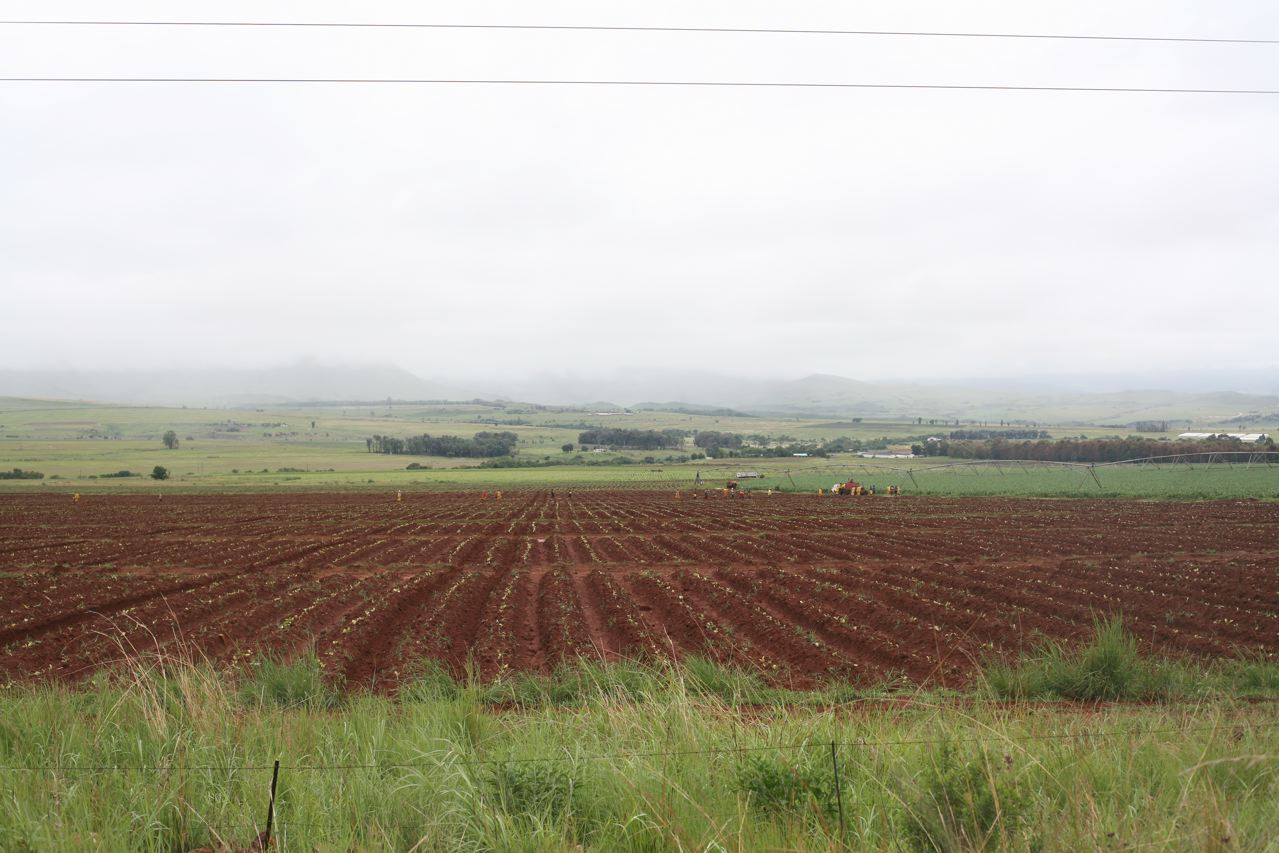
工人在普馬蘭加省中部地區的一個農場種植

由於南非降雨量較少，再加上地大但多為乾旱，故全國耕地僅佔總面積12.1%（2005年），農業生產總值亦只佔全國GDP的3%（2009年）。在18世紀時，南非引進米里諾種的多毛綿羊，並開始大量生產羊毛。20世紀之前，南非經濟曾經一度以畜牧業為主，尤其以牧羊為最重要。南非羊毛佔其出口值第二位，僅次於金礦。由於有嗤嗤蠅的干擾，牧牛者的數量比較少，但出於白人生活上的需要，南非各大城市附近依然有相當的乳牛業。南非是世界上僅次於美國及中華人民共和國的葡萄柚與柚子第三大生產國。此外，南非亦是酪梨的主要產地之一。踏入20世紀以來，南非農業結構逐漸改變，包括開發水利、實施農業機械化以及改良土壤與種子等。1937年，南非全國僅有6,000具拖拉機，但到了1958年就已增至120,000具拖拉機。
南非是世界礦產最豐富的國家之一，更位列世界五大礦產資源國。目前南非的採礦業已開發70多種礦產，礦產額佔整個非洲約一半。南非的主要礦產包括黃金、鉻、鑽石、鉑等，當中蘊藏的鉑族金屬、氟石、鉻的存量居世界第一位，黃金、釩、錳、鋯居第二位，鈦居第四位，磷酸鹽、鈾、鉛、銻居第五位，而煤、鋅居第八位，銅則居第九位。至於鑽石產量則佔世界蘊藏量約9%。此外，南非估計至少擁有10億桶原油儲量。

#### 第二產業

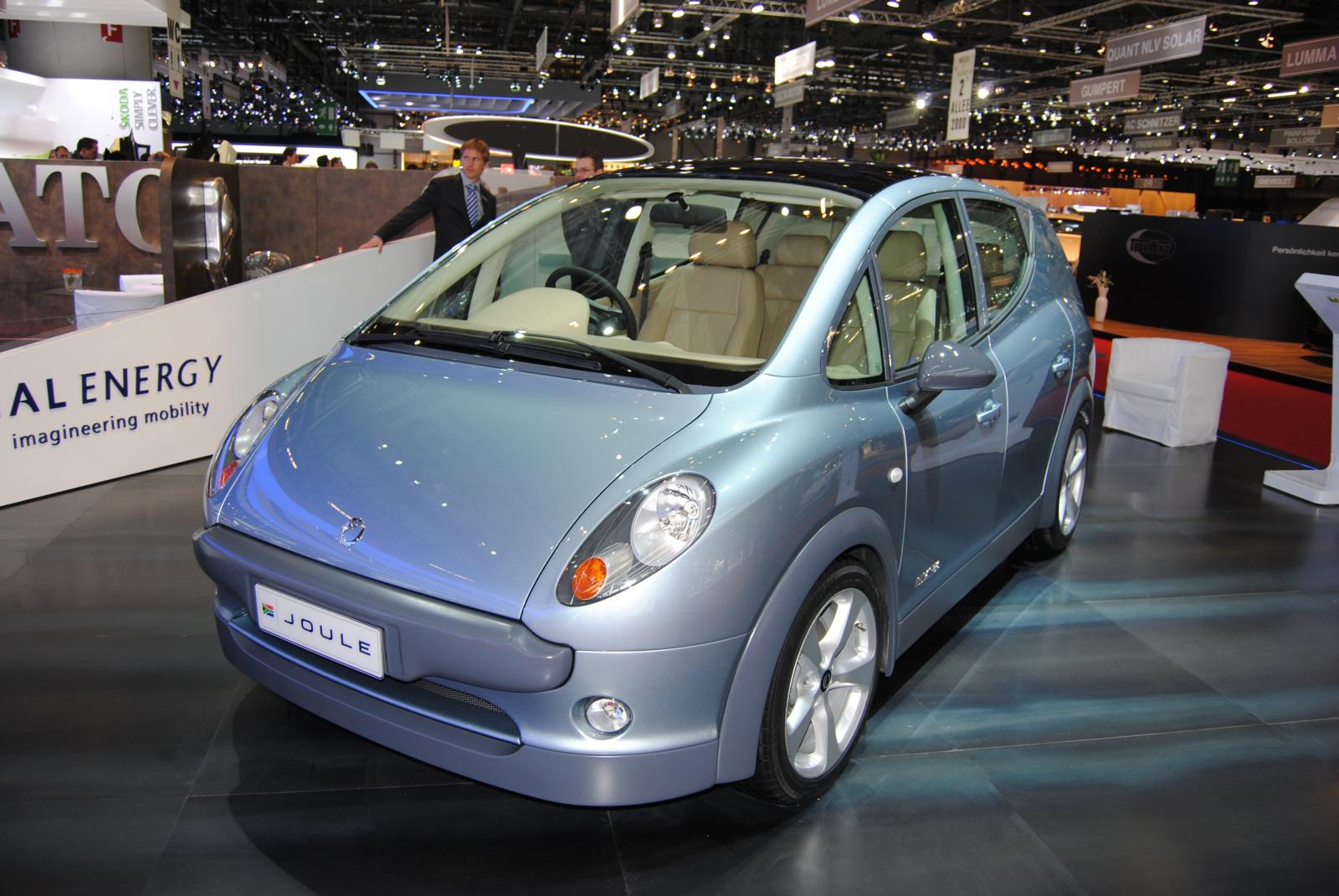
焦耳 (最佳能源公司)是開普敦最佳能源公司開發的一款電動汽車，但已於2012年4月停產

鋼鐵工業為汽車、機械等重工業的基本。因南非境內煤、鐵俱全，其發展鋼鐵工業的先天條件優越；南非鋼鐵業主要集中在下列三區：
- 比勒陀利亞區始於1934年，鐵砂來自柯洛可迪河谷的塔巴津比，為高級赤鐵礦，而焦炭則源於夸祖魯-納塔爾省，至於石灰岩可就地生產。
- 弗里尼欣區始於1943年，本區建有一貫新式作業的煉鋼廠，生鐵源於夸祖魯-納塔爾省，至於焦煤則與比勒陀利亞區為同一來源。本區用水較比勒陀利亞區便利，而且電力亦可以就近供應。
- 新堡區生產生鐵，其鐵砂（英语：Ironsand）則來自上述的塔巴津比與鄰近波斯特馬斯堡的曼加諾本區所生產的生鐵，主要供應弗里尼欣煉鋼廠與威特沃特斯蘭德礦區內的鋼鐵廠。

南非的重工業以生產機械、火車頭、農業機械、船舶修造以及汽車裝配為主，化學工業主要分佈在約翰內斯堡東北部的莫德方丹等地，以肥料與人造橡膠為主。其他如紡織及食品加工業在南非建立已有近百年的歷史，屬於輕工業。南非可分為四個工業區，除了維瓦特斯蘭工業區是因為當地礦業興起應需要而建立的工業區外，其他三區均為海灣，是利用海港運輸上的便利，輔以當地較廉價的勞工與市場而興起的工業區。歸納言之，南非的工業主要集中在下列四區：
- 維瓦特斯蘭工業區為南非最大的工業區，其產品約佔全國工業成品的40%，其範圍西起蘭德方丹，東至斯普林斯（英语：Springs, Gauteng），長約100公里，乃應當地礦業需要所建立的工業區，主要有機械工業（以製造礦用機械為主）、服裝工業、鑽石工業以及日用品工業等。
- 好望角工業區為利用港口輸入原料便利而興起的工業區，有紡織工業、服裝工業、汽車裝配業以及煉油工業。本區工業產品約佔全國的15.5%。
- 德班工業區以造船工業、化學工業、煉油工業為主，佔全國產品的15%。
- 伊莉莎白港工業區有輪胎工業、製鞋工業及汽車裝配業。

南非的能源工業也相當先進，國營電力公司埃斯康姆是世界上排名第10位的電力生產企業以及第11大電力營銷企業，並擁有全球最大的乾冷發電站，供電量分別佔南非95%及全非洲60%。南非是非洲唯一有依靠核能產電的國家，在開普敦建有非洲大陸唯一的核電站。

#### 第三產業

萊利銀行是南非四間大型銀行之一

在產業結構方面，自1990年代初以來，南非的經濟增長主要受第三產業推動，顯示出發達國家的特徵。南非第三產業對其經濟發展的貢獻率最高，特別是銀行業、金融業、旅遊業及航空業對GDP貢獻最大，佔全國GDP逾67%。其中，服務業為南非第三產業核心，佔南非GDP逾67%。
南非有著監管良好、高度發達的銀行業，設零售銀行業務，亦有投資銀行業務。南非的四大零售銀行分別為南非聯合銀行、第一國家銀行、標準銀行及萊利銀行。該四間銀行控制著南非的零售銀行市場，也在非洲處於領導地位。過去10年來，南非吸引了許多外國銀行與投資機構來開展業務。同時，南非在電子銀行系統、預付系統、稅收管理及防欺詐系統等方面亦處於世界領先地位。
旅遊業是當前南非發展最快的行業之一，產值約佔國內生產總值9%，從業人員達140萬人。南非旅游資源豐富、設施完善。全國合共有700多家飯店、2,800多家賓館與旅館，以及10,000多家餐館。旅遊點主要集中於東北部及沿海地區。生態旅遊與文化觀光是南非旅遊業兩大最主要增長點。2015年，前往南非旅遊的外國遊客達890萬人次。
南非的航空運輸業發展潛力巨大，南非航空是非洲最大的商業航空公司，約翰內斯堡的奧利弗·坦博國際機場在貨物處理量上位列非洲第一。此外，南非是世界第三大微型飛機出口國，其出口額佔全球微型飛機出口額的11%。

### 基建與交通

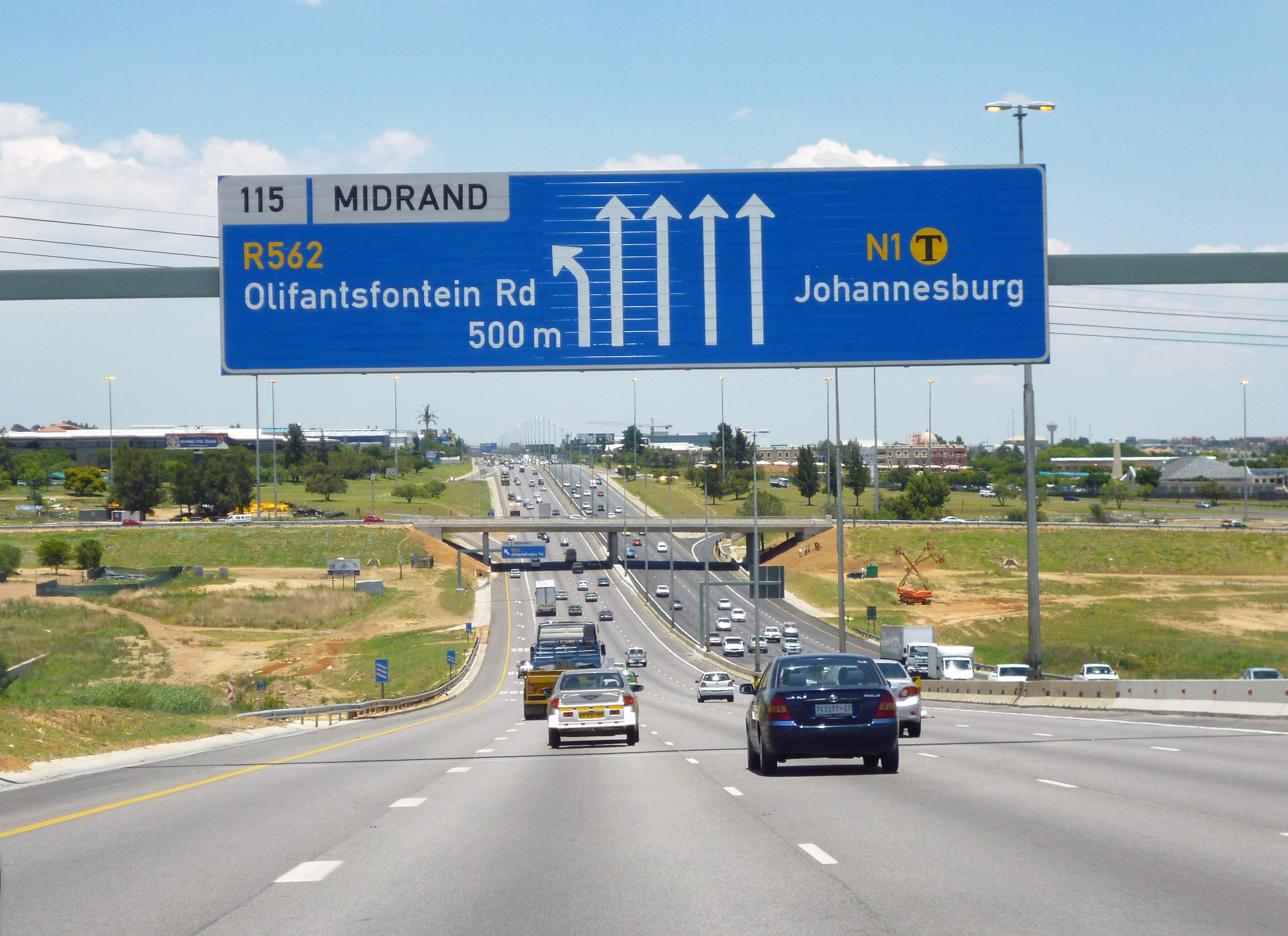
約翰內斯堡與比勒陀利亞之間的1號國道是本·舒曼高速公路的一部分

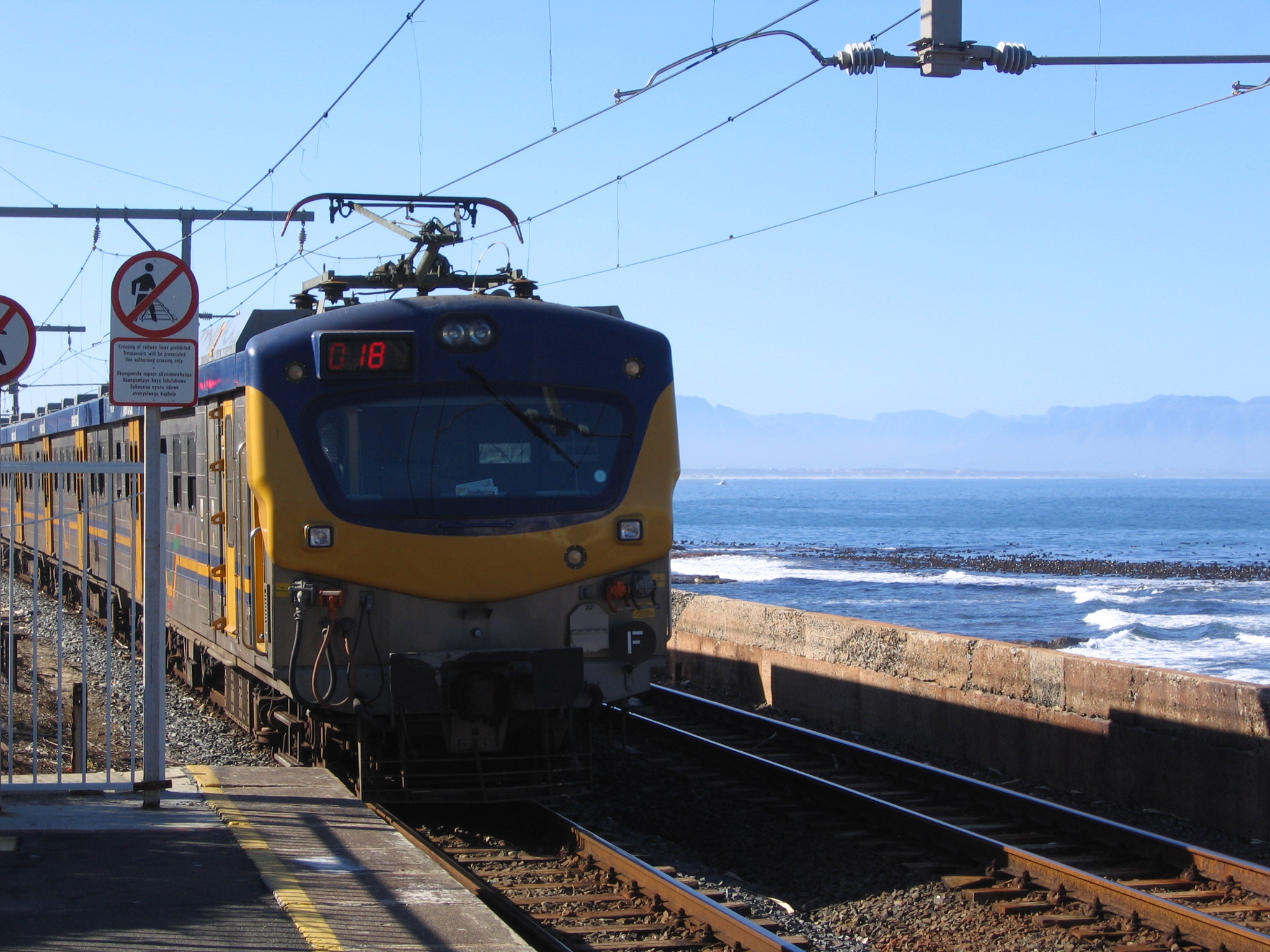
都市鐵路 (南非)的列車正駛離卡爾克灣前往開普敦

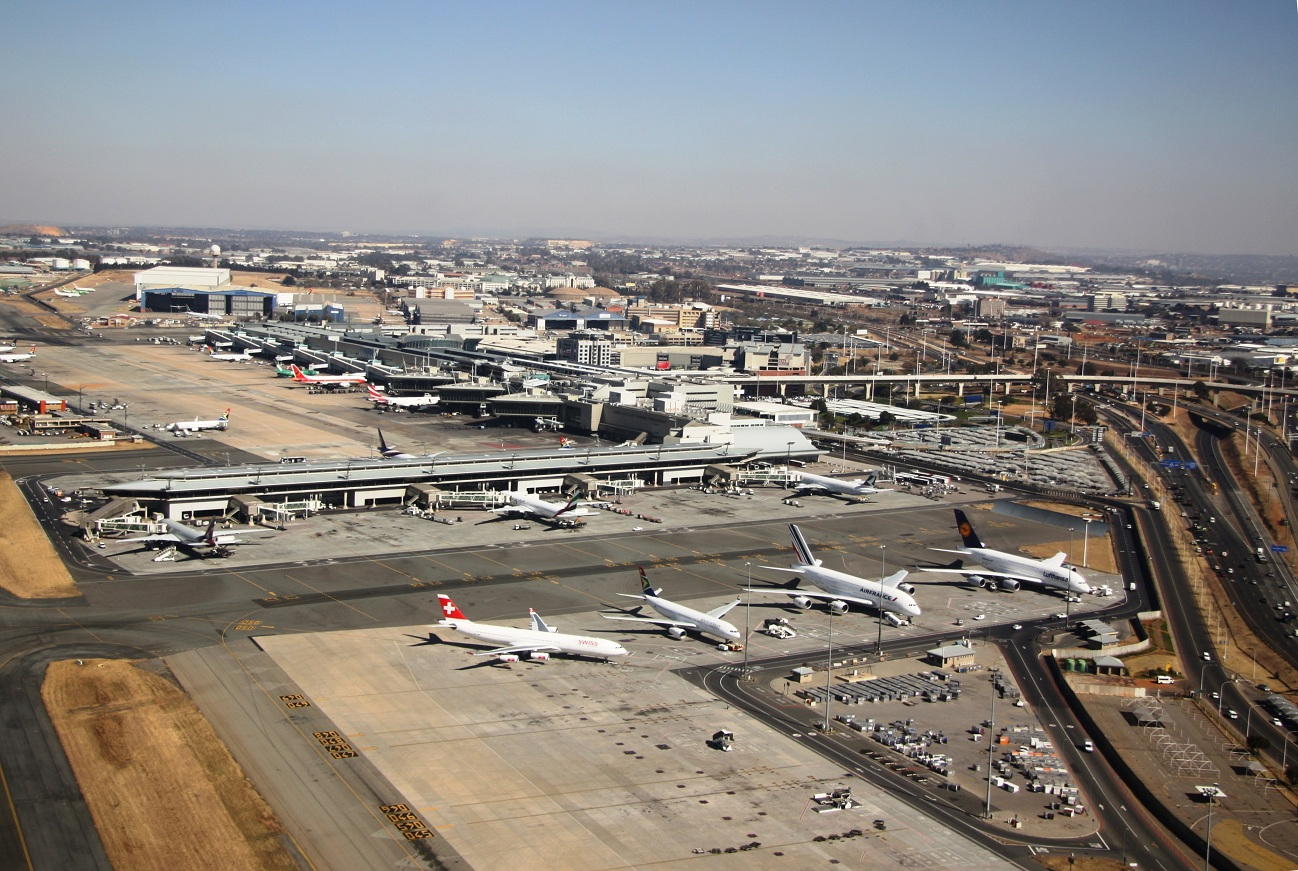
奧利弗·坦博國際機場是非洲最繁忙的機場

南非擁有包括道路、鐵路、空中運輸、水路運輸以及石油管道等不同的運輸方式。與大多數國家相比，南非的高速公路在管制方面較為嚴格，例如駕駛部分電單車、機動三輪車及使用手勢信號等都是禁止事項。在南非，公共交通屬於獲優先發展的事情，這亦是發展MyCiTi的原因。MyCiTi是一個巴士快速交通系統，透過允許及開放更便捷的交通系統來幫助舒緩開普敦的交通問題。南非擁有包括開普敦、德班及伊莉莎白港等許多主要港口，這些港口均允許運載乘客的船隻與攜帶石油的油輪通過。
1980年代，南非的高速公路里程曾一度居世界第三位，只僅次於美國及西德。在2002年，南非有362,099公里的公路，其中有73,506公里（17%）鋪設了柏油（包括239公里的高速公路）。截至2017年，南非有747,014公里的公路，是世界上第10大的公路系統。現今，南非道路上的車輛比1994年時多了600多萬輛。
在2008年，南非已有20,872公里的鐵路，全部均為3呎半（42吋）的窄軌。其中20,070公里是1,067毫米（3英尺6英寸）量規（即電氣化的9,090公里），而剩下的314公里則以610毫米（2英尺）計。截至2017年，南非有22,000公里的鐵路，是世界上第10大的鐵路系統。南非各港口間可利用海運連接起來，但由於缺乏內河航運，因此城市間未必會有鐵路串連，例如德班與東倫敦之間就缺乏直接的陸運聯絡線。2010年6月7日，連接奧利弗·坦博國際機場與桑頓之間的豪登列車開放，其為一條連接約翰內斯堡、比勒陀利亞、艾古萊尼及奧利弗·坦博國際機場的高速鐵路旅客列車系統。
在2014年，南非全國各地機場的旅客超過3,500萬人次。南非最繁忙機場依序為奧利弗·坦博國際機場、開普敦國際機場、沙卡國王國際機場、伊莉莎白港機場及東倫敦機場。南非航空是南非的國營航空公司，提供往返約翰內斯堡與開普敦的航班。而其他的主要國際航空公司如英國航空、荷蘭皇家航空、漢莎航空／瑞士航空、西班牙航空以及法國航空亦有提供每日往返該兩個國際機場的航班。此外，有幾家航空公司如南非連接航空、康姆航空、庫魯拉航空、芒果航空、納米比亞航空、薩法航空以及南非快運航空則提供往返南非國內或飛往鄰國的航班。至於南非較小的機場則包括布隆方丹的布拉姆菲舍國際機場、德班的沙卡國王國際機場、克留格爾普馬蘭加國際機場、東倫敦機場、波羅克瓦尼國際機場及伊莉莎白港機場。
雖然南非缺乏內河航運，但海運卻十分發達，96%以上的進出口都是通過海運來實現的。南非主要港口有開普敦、德班、伊莉莎白港、東倫敦、莫塞爾灣、理查茲灣以及薩爾達尼亞灣，可與世界各大港口通航。2009年，位於伊莉莎白港東北20公里處科加的新港口尼奎拉港開放。南非港口設施管理與營運由德蘭斯尼特的兩家子公司——德蘭斯尼特國家港口管理局及南非港口營運部門負責。

### 勞動力市場

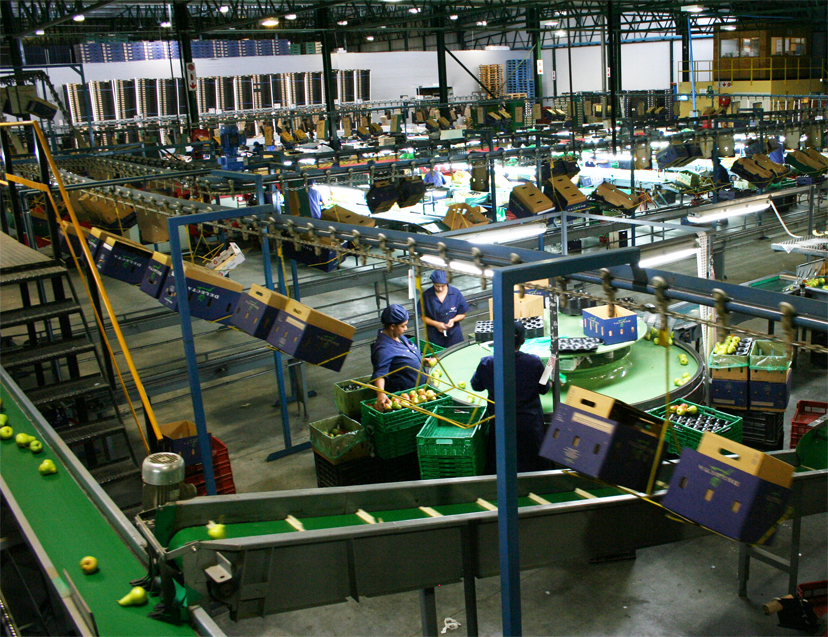
南非水果產業的工人在塞雷斯山谷包裝出口的梨

在1995年至2003年期間，南非正式工作崗位數量減少，非正規就業人數增加，總體失業率惡化。2009年，南非全國失業率達到24%。當中，黑人失業率高達約29%、有色人約21%、白人僅約5%。
南非政府的救助黑人政策引起南非開發銀行研究與信息首席經濟學家涅瓦·馬基特拉的批評，他認為其重點“幾乎完全是為了促進黑人的個人所有權（這對於解決更廣泛的經濟差異），雖然富人構成可能變得更多元化”。官方的肯定性行動政策令黑人經濟財富有所增加，並出現新興的黑人中產階級。其他問題包括國家所有權及干涉，這對進入許多地區構成了很高的障礙。具限制性的勞工法規使南非的失業問題更為嚴重。
與許多非洲國家一樣，南非在過去20年中一直經歷人才外流。這對區域經濟具有潛在破壞性，且幾乎肯定不利於依賴醫療基礎設施的人的福祉。鑑於南非技能分佈遺留的問題，南非的技能流失往往是由於逆向歧視，導致白人離開南非所致的。然而，聲稱南非出現人才流失的統計數據存在爭議，該數據並未統計因外國工作合同到期的遣返。根據幾項調查，在2008年–2009年全球金融危機及工作合同到期後，人才流失出現逆轉。在2011年第一季度的PPS調查顯示，南非研究生專業人員的信心水平為84%。

### 創新科研

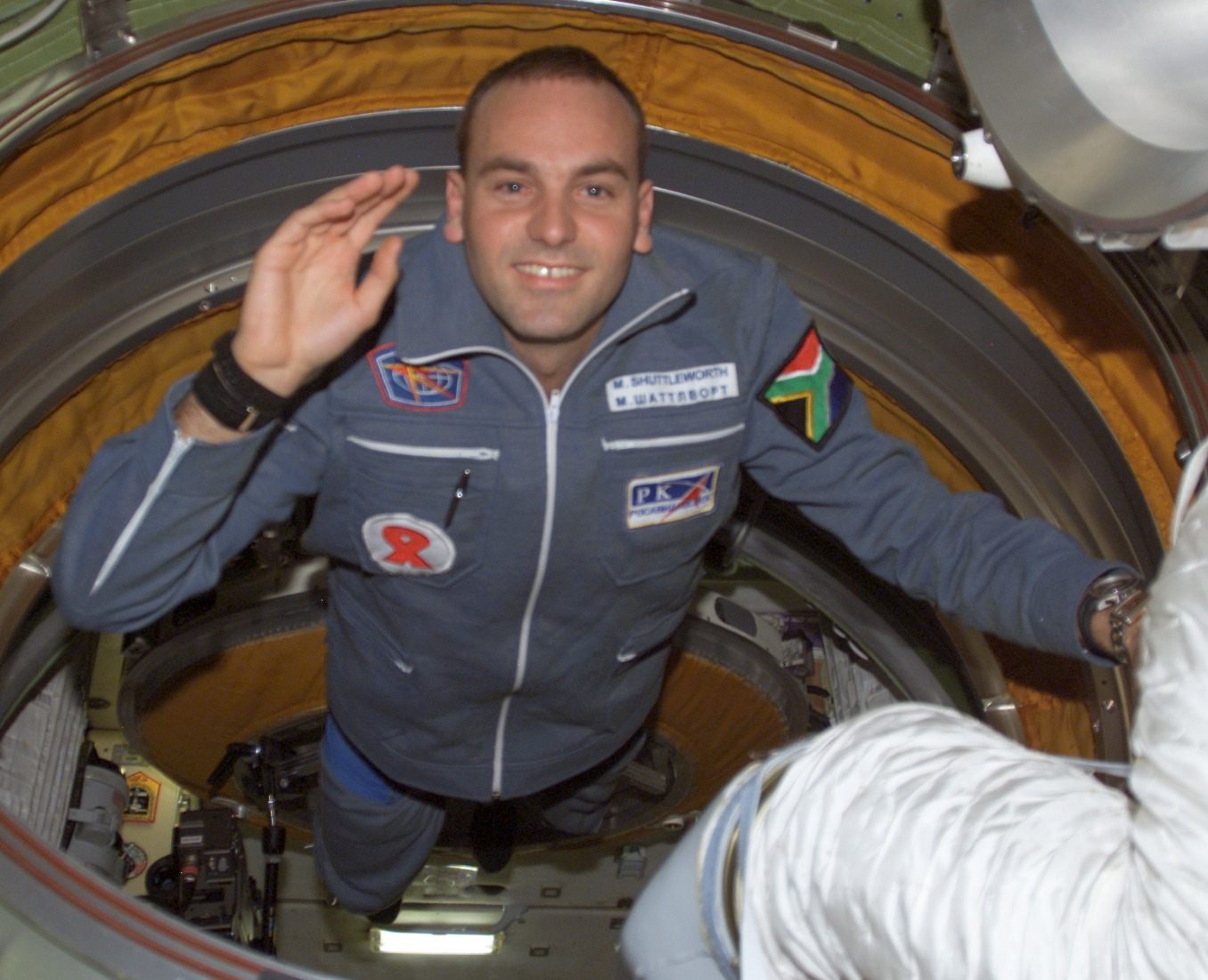
馬克·沙特爾沃思在國際太空站

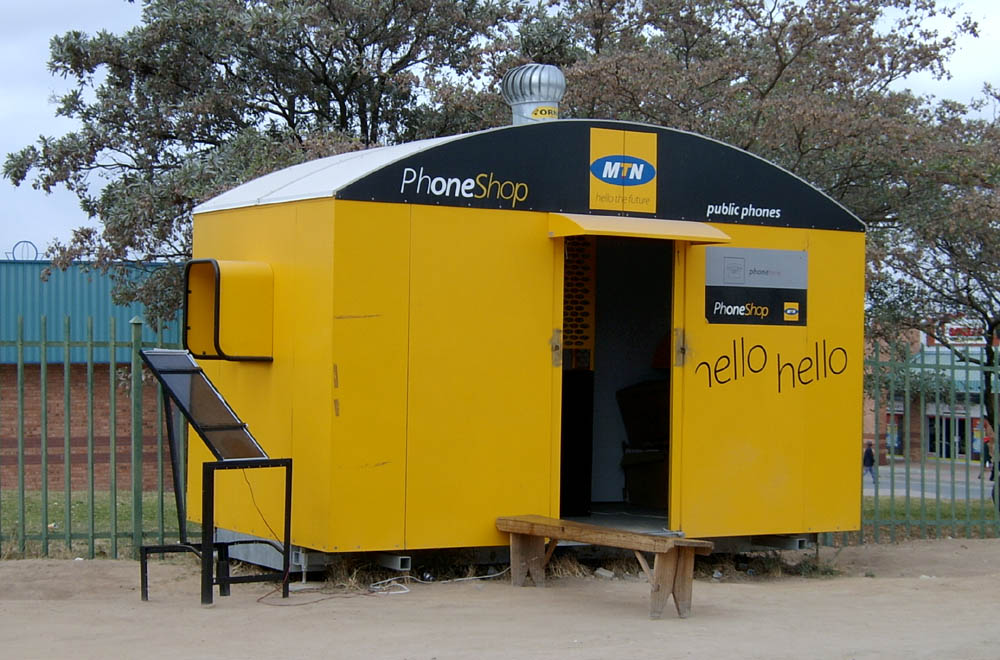
南非的太陽能的行動電話使用站

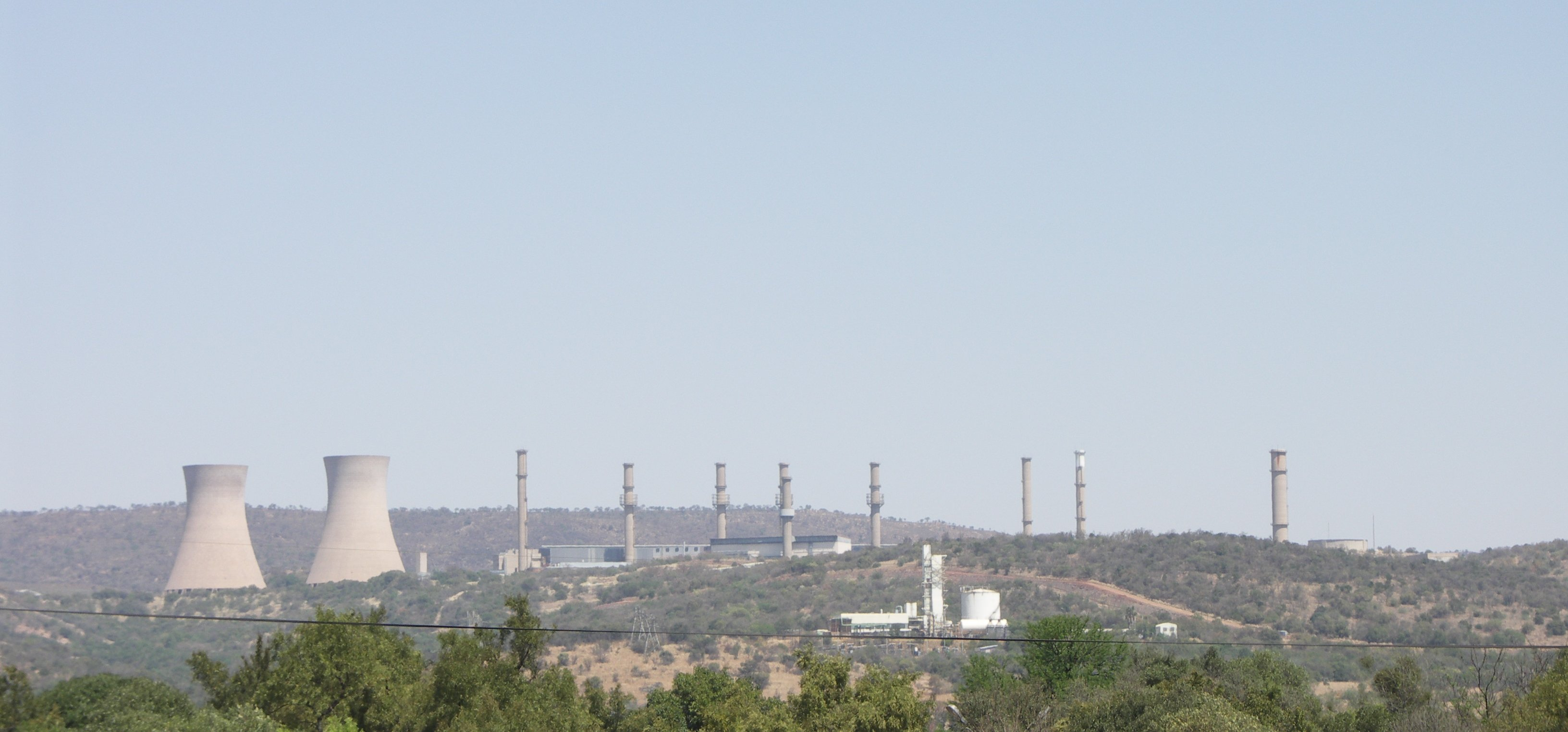
在佩林達巴的核电站

一些重要的科學與技術發展都是起源於南非：1967年12月3日，由格羅特·舒爾醫院的心臟外科醫生克里斯蒂安·巴納德成功進行世界上首次人類心臟移植手術；馬克斯·泰累爾開發了一種抗黃熱病疫苗；阿蘭·麥克萊德·科馬克開創了X射線計算機斷層掃描；阿龍·克盧格開發了晶體學電子顯微鏡技術。除了巴納德醫生外，上述所有人都曾獲得諾貝爾獎，更使南非成為諾貝爾獎得獎人數最多的非洲國家。2002年，西德尼·布倫納因其在分子生物學方面的開創性工作而獲得諾貝爾獎。
馬克·沙特爾沃思成立了一家早期的互聯網安全公司Thawte，後來被世界領先的威瑞信收購。儘管政府努力鼓勵生物技術、信息技術以及其他高科技領域等的初創企業，但南非還未出現其他值得注意的突破性公司。南非政府認識到，南非在製造業方面不能與遠東經濟體競爭，而共和國亦不能永久依賴其礦產資源。因此，政府的目標是使南非經濟轉型，以高科技作為經濟增長的主力。
南非擁有一個新興的天文學界，亦是南半球最大的光學望遠鏡——南非大望遠鏡的所在地。目前，南非正在建造卡魯陣列望遠鏡，作為高達15億歐元的平方千米陣項目的探路者。2012年5月25日，計劃團隊宣布將分別於南非及澳大利亞站點建造平方千米陣列望遠鏡，預計在2019年開始建設。建成之後，該望遠鏡的靈敏度將比目前世界最強的無線電望遠鏡還要高50倍，至於掃描天空速度則提高10,000倍，圖像解析度更遠超過哈伯太空望遠鏡。2018年7月13日，歷經10年設計與建造的MeerKAT在南非卡那封正式運行。MeerKAT是南半球最大、最靈敏的電波望遠鏡，而且更拍下了有史以來最清晰的銀河系中心照片。

### 供水與衛生

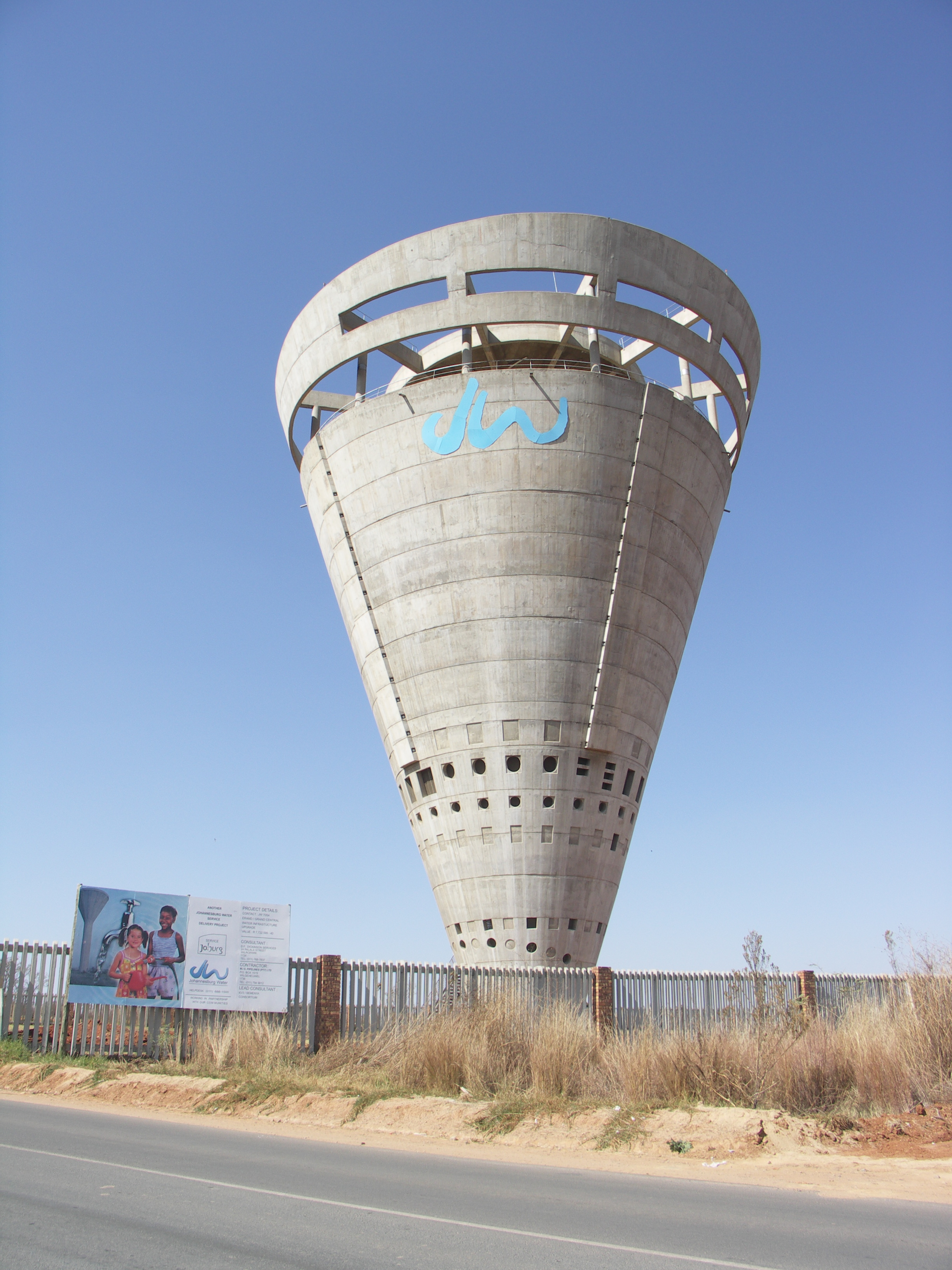
在約翰內斯堡米德蘭 (豪登省)的水塔

南非水務部門的兩個顯著特點是自由基本用水政策及水務委員會的存在，水務委員會是運營管道並從水庫向自治市出售水的大型供水機構。這些特點使服務提供商在財務方面出現可持續性的問題，且缺乏對維護的關注。儘管如此，2014年5月，德班的水與環境衛生部門因其“變革性及包容性方法”而贏得了斯德哥爾摩工業水獎，並稱該部門為“世界上最先進的公用事業之一”。德班是南非首個向貧困人口提供免費基本用水的自治市，將130萬新增人口連接到自來水，並於14年內為70萬人提供廁所。德班還推廣了雨水收集及小型水力發電。在種族隔離結束後，南非的水資源獲取水平有所提高，由1990年到2010年間，獲取水的人數從66%增至79%。在同一時期，衛生設施的使用率從71%增至79%。儘管政府承諾改善服務標準，並向水行業提供投資補貼，但近年來南非的供水與衛生設施均面臨越來越大的壓力。
南非東部地區遭受與厄爾尼諾現象有關的定期乾旱。2018年2月13日，南非政府宣佈在開普敦發生全國性災難，因為開普敦的供水預計將在6月底之前枯竭。由於其水壩僅滿24.9%，實施的節水措施要求每個公民從過往平均每日最多使用200公升至250公升巨幅下調至不多於50公升（其後放寬至每日不多於87公升），市長會親自造訪浪費水的家庭，市長辦公室亦會公佈前100大水資源浪費者的名單。南非官員在先前預計停水的“大限之日”可能在4月或5月來臨，後來延至6月4日。幸運的是，到了2月底，由於農夫協會慷慨將私用蓄水庫釋出100億公升用水，以及民間節約用水有成，令“大限之日”可以延至7月9日。但南非政府在3月宣佈，如果開普敦再不下雨，無水的“大限之日”最終將可能落在8月27日，屆時開普敦恐怕成為全球首個無自來水可用的城市。有專家建議將南極冰山拖來開普敦以解決供水問題，方法是用布料包裹冰山以保護冰山並減少融化，然後利用大型油輪引導冰山進入沿著非洲南部西海岸流動的本格拉寒流，把冰山拖到開普敦後，再用一台銑床把冰切塊、融化，製成數百萬公升的飲用水。根據聯合國認可的預測，開普敦是世界上11個預計將耗盡水的主要城市之一。

## 人口

### 數量與結構
| 南非種族組成（2022年） | 南非種族組成（2022年） | 南非種族組成（2022年） | 南非種族組成（2022年） | 南非種族組成（2022年） |
| ---------------------- | ---------------------- | ---------------------- | ---------------------- | ---------------------- |
| 種族                   | 種族                   |                        | 百分率                 | 百分率                 |
| 班圖人（黑人）         | 班圖人（黑人）         |                        | 81.0%                  | 81.0%                  |
| 有色人                 | 有色人                 |                        | 8.8%                   | 8.8%                   |
| 白人                   | 白人                   |                        | 7.7%                   | 7.7%                   |
| 亞裔                   | 亞裔                   |                        | 2.6%                   | 2.6%                   |

| <1/km2 1–3/km2 3–10/km2 10–30/km2 30–100/km2 |  | 100–300/km2 300–1000/km2 1000–3000/km2 >3000/km2 |

| 白人 有色人 黑人 |  | 亞裔 無一種族佔優勢 |

南非的人口金字塔

南非人口密度圖

地圖顯示在南非佔優勢地位的南非族群的地區。

南非是一個擁有約6,060萬（2022年）來自不同來源、文化、語言以及宗教信仰的人口的國家。南非上一次人口普查在2011年舉行，至於最近一次調查則為在2016年進行的跨國籍人口調查。南非目前有大約500萬非法移民，其中包括約300萬至500萬的津巴布韋人。自2008年5月11日起，南非發生一系列反移民騷亂，困擾著這個國家。
南非統計局要求人們在人口普查的五個種族群體中描述自己的身份。統計局在2011年人口普查的數據是黑人佔79.2%、白人佔8.9%、有色人佔8.9%、亞裔佔2.5%、其他／未指定則佔0.5%。
自南非結束種族隔離政策後，一些白人陸續離開南非，當中原因各種各樣並不明確。總而言之，白人比例已從1911年的22%下跌至1970年的約17%，且不斷降至目前的7.8%。在1911年南非首次人口普查中，白人佔總人口22%，但到了1980年則下降至16%。除了部分白人離開南非的關係外，黑人出生率較白人及其他種族高亦是白人比例下降的原因之一。
南非擁有大量的難民與尋求庇護者。根據美國難民與移民委員會發布的《2008年世界難民調查》，2007年南非有大約144,700人為難民或尋求庇護者。他們分別來自津巴布韋（48,400人）、剛果民主共和國（24,800人）及索馬里（12,900人），合共超過100,000人。這些人口主要居住在約翰內斯堡、比勒陀利亞、德班、開普敦以及伊莉莎白港。現在，許多難民也開始在普馬蘭加省、夸祖魯-納塔爾省及東開普省等農村地區工作與生活。

### 語言

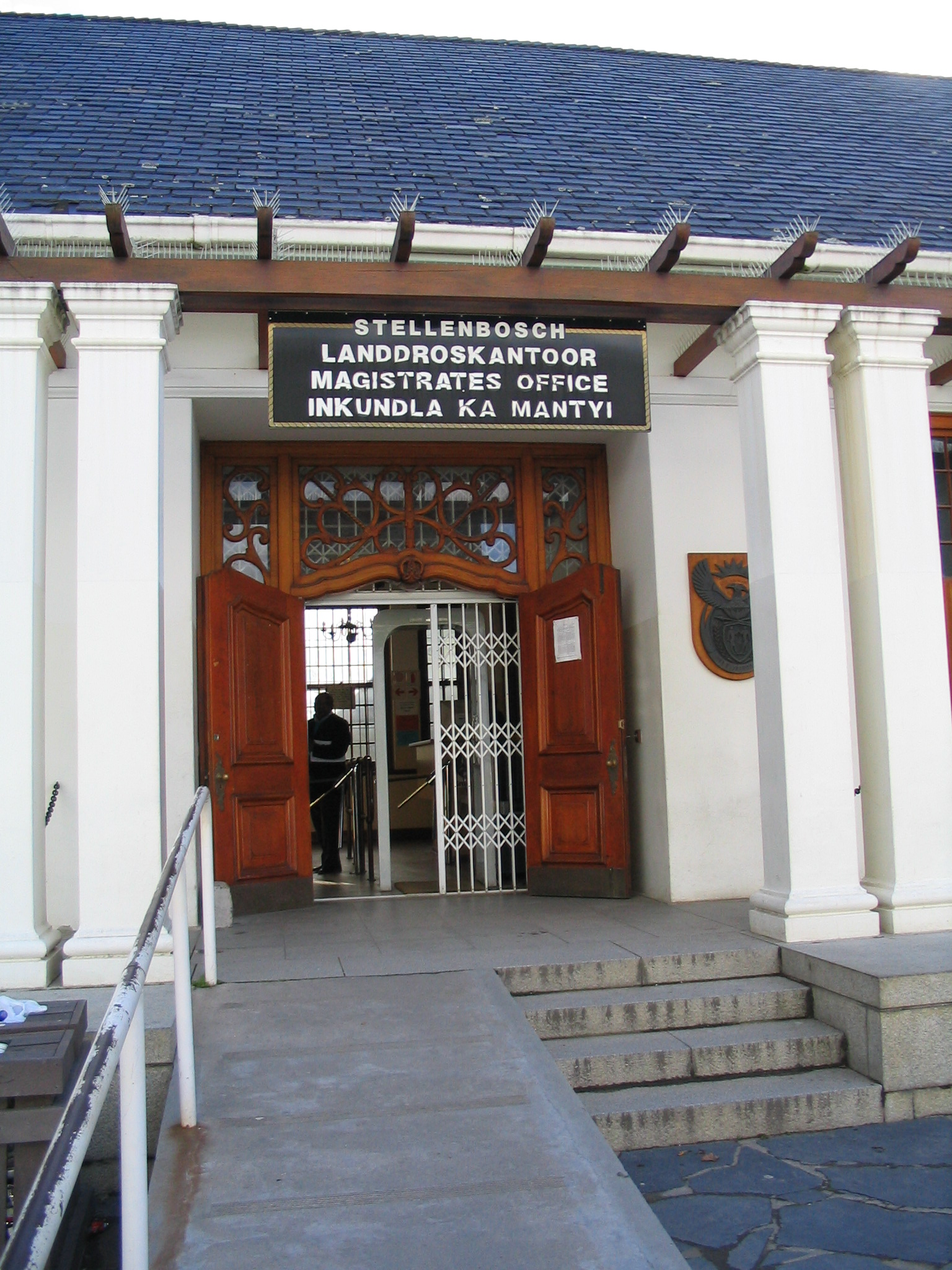
用南非語、英語及科薩語三種語言的文字寫的政府機構標牌

地圖顯示在南非佔優勢地位的語言的地區。
祖魯語（22.7%）
科薩語（16.0%）
南非語（13.5%）
英語（9.6%）
北索托語（9.1%）
茨瓦納語（8.0%）
南索托語（7.6%）
聰加語（4.5%）
斯威士語（2.5%）
文達語（2.4%）
南恩德貝萊語（2.1%）
無一語言佔優勢

南非有11種官方語言，分別為南非語、英語、南恩德貝萊語、北索托語、南索托語、斯威士語、聰加語、茨瓦納語、文達語、科薩語以及祖魯語。在這方面，南非的官方語言數量僅次於玻利維亞、印度與津巴布韋。儘管所有的官方語言的地位都是平等的，但當中有部分官方語言更常用。根據2011年人口普查，南非人四種最常說的第一語言分別為祖魯語（22.7%）、科薩語（16.0%）、南非語（13.5%）以及英語（9.6%）。雖然英語只位列第四，且在2011年時僅有9.6%南非人以其作為第一語言，但英語是南非政界、商界及傳媒的最主要語言。此外，英語依然為南非事實上的通用語言。
南非還承認幾種非官方語言，包括凡那伽羅、科爾語、羅必都語、納馬語、北恩德貝萊語、普地語以及南非手語。這些非官方語言可能會在主要使用的區域中當作官方語言使用。
桑人與科伊科伊人會說許多向北延伸至納米比亞、博茨瓦納等國家的非官方語言及方言。與其他非洲人不同，這些人是源自狩獵採集社會，因此他們有著自己的文化身份。桑人與科伊科伊人在很大程度上遭到邊緣化，且其語言亦瀕臨滅絕。
許多南非白人都會說歐洲語言，包括葡萄牙語（亦有來自安哥拉與莫桑比克的移民會說）、德語及希臘語，而部分亞裔南非人會說亞洲語言，例如古吉拉特語、印地語、泰米爾語、泰盧固語以及烏爾都語。至於在南非的非洲法語圈國家移民則說非洲法語。

### 城市
2000年，有95%白人與亞洲人、79%有色人以及41%黑人於城市內居住。2005年，居住在城市住區的人數佔總人口比例的59.5%，這比例到了2015年時增至64.8%。住房短缺與基礎設施不足是城市地區的主要問題之一。因此，城市周邊地區特點是非正規的住房結構，如寮屋、貧民窟等。目前，南非建築業無法滿足南非日益增長的住房需求，索維托等黑人城市面臨著人口過剩的問題。在該城市中，仍有300萬至400萬人居住在130平方公里的區域內。
在種族隔離結束後，中產階級及上層階級的傳統白人生活區受社會變化的影響較小。舊的黑人聚集區在很大程度上得以保留，因為只有少數黑人可以負擔白人生活區的房價與租金。而少數遷移到白人住宅區的非白人居民則可以很容易地融入白人中。
黑人人口的城市化進程在21世紀初期繼續，預計農村人口將縮減5%至10%。
| 約翰內斯堡 開普敦 | 1  | 約翰內斯堡   | 豪登省          | 9,167,045 | 德班 比勒陀利亞 |
| 約翰內斯堡 開普敦 | 2  | 開普敦       | 西開普省        | 4,004,793 | 德班 比勒陀利亞 |
| 約翰內斯堡 開普敦 | 3  | 德班         | 夸祖魯-納塔爾省 | 3,661,911 | 德班 比勒陀利亞 |
| 約翰內斯堡 開普敦 | 4  | 比勒陀利亞   | 豪登省          | 2,437,000 | 德班 比勒陀利亞 |
| 約翰內斯堡 開普敦 | 5  | 伊莉莎白港   | 東開普省        | 1,263,051 | 德班 比勒陀利亞 |
| 約翰內斯堡 開普敦 | 6  | 弗里尼欣     | 豪登省          | 957,528   | 德班 比勒陀利亞 |
| 約翰內斯堡 開普敦 | 7  | 索肖古維     | 豪登省          | 841,000   | 德班 比勒陀利亞 |
| 約翰內斯堡 開普敦 | 8  | 東倫敦       | 東開普省        | 810,528   | 德班 比勒陀利亞 |
| 約翰內斯堡 開普敦 | 9  | 布隆方丹     | 自由邦省        | 759,693   | 德班 比勒陀利亞 |
| 約翰內斯堡 開普敦 | 10 | 彼得馬里茨堡 | 林波波省        | 679,766   | 德班 比勒陀利亞 |

### 宗教
| 南非宗教分佈（2016年） | 南非宗教分佈（2016年） | 南非宗教分佈（2016年） | 南非宗教分佈（2016年） | 南非宗教分佈（2016年） |
| ---------------------- | ---------------------- | ---------------------- | ---------------------- | ---------------------- |
| 宗教                   | 宗教                   |                        | 百分率                 | 百分率                 |
| 基督宗教               | 基督宗教               |                        | 78.0%                  | 78.0%                  |
| 無宗教                 | 無宗教                 |                        | 10.9%                  | 10.9%                  |
| 非洲傳統宗教           | 非洲傳統宗教           |                        | 4.4%                   | 4.4%                   |
| 伊斯蘭教               | 伊斯蘭教               |                        | 1.6%                   | 1.6%                   |
| 印度教                 | 印度教                 |                        | 1.0%                   | 1.0%                   |
| 其他信仰               | 其他信仰               |                        | 2.7%                   | 2.7%                   |

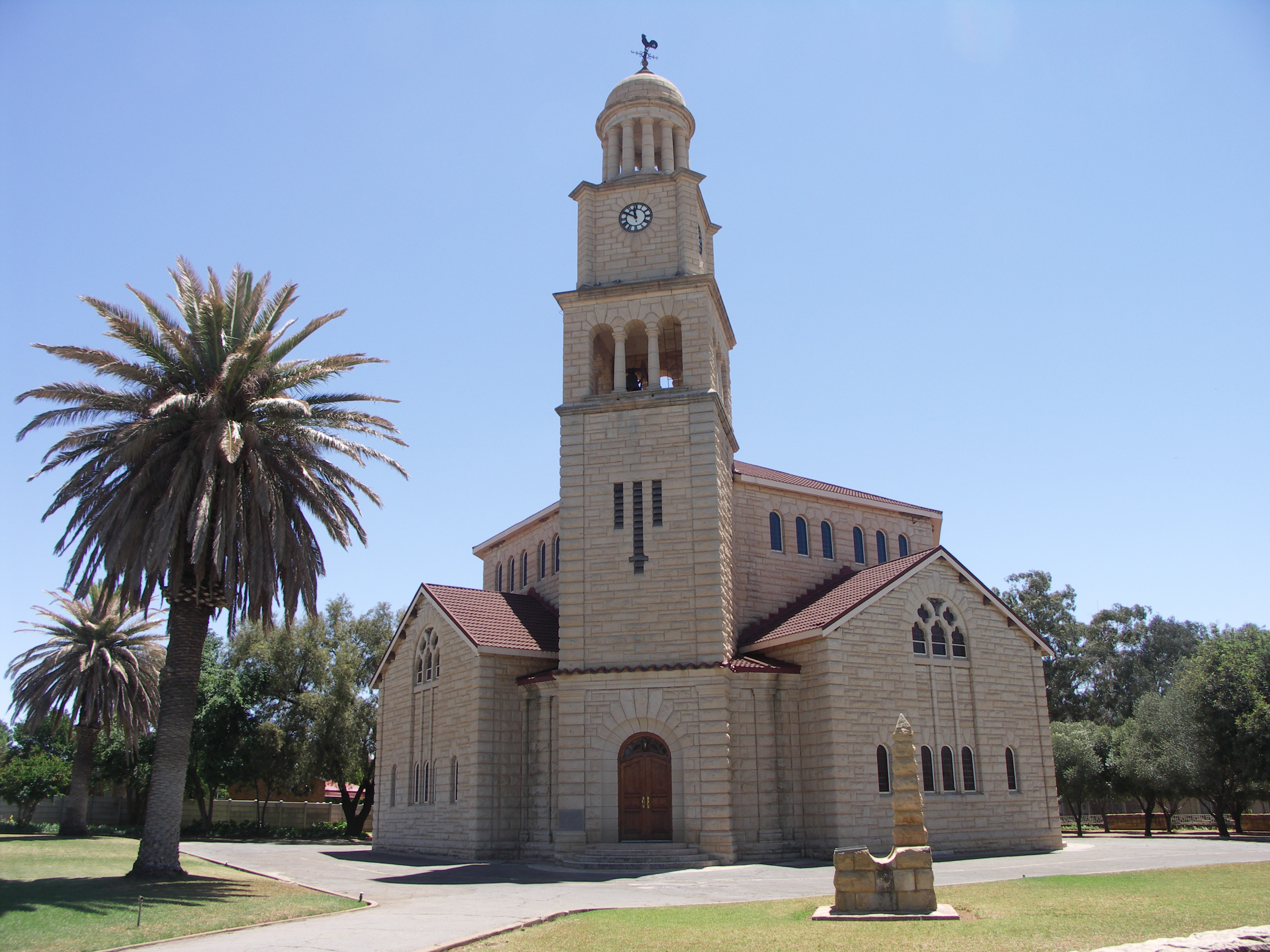
荷蘭歸正教位於沃爾馬朗斯塔德的教堂

根據2016年南非人口普查，基督宗教教徒佔南非人口的78.0%，當中大多數人信奉新教，少數則信奉天主教或者其他教派。除了新教之外，其他基督宗教教派有19.7%的人信奉。非洲傳統宗教佔4.4%、伊斯蘭教佔人口的1.6%、印度教佔1.0%。10.9%無宗教信仰、2.7%信奉其他宗教、1.4%沒有指定。
由非洲人發起的教會組成了最大的基督宗教團體，而許多聲稱與任何有組織宗教無關的人則仍堅持信奉非洲傳統宗教。南非估計有20萬原住民傳統治療師，高達60%的南非人會向這些治療師諮詢，他們通常稱為“桑格瑪斯”或者“伊尼揚加”。治療師們會結合祖先的精神信仰，以及對當地動植物的精神與藥用特性的信念來促進客戶康復，這種治療方法通常稱為“穆提”。不少民族均融合了基督教及原住民宗教的習俗。
南非的穆斯林主要包括有色人及印度人群體，他們從非洲其他地區加入南非的黑人或白人穆斯林群體。南非穆斯林聲稱，他們的信仰是南非增長速度最快的宗教。黑人穆斯林數量由1991年的12,000人升至2004年的74,700人，增長達六倍。
南非也是猶太人的家園之一，主要是來自歐洲的猶太人，他們是南非少數歐洲移民之中的少數派。南非猶太人在1970年代達到頂峰，但目前只剩下約67,000人，至於其餘的猶太人已經離開南非。即使如此，這些人口亦使南非成為世界第12大的猶太人社區。
印度教的教徒構成南非人口的另一重要部分。

## 文化

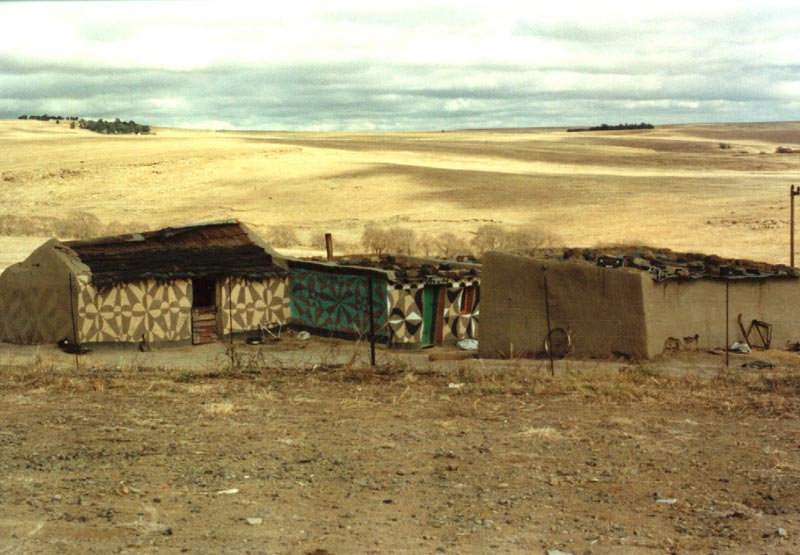
德拉肯斯堡的裝飾房屋

南非大多數黑人都是農民，且依舊在貧困的農村中掙扎，但該地區亦正是南非傳統文化保留得最完整的地方。不過，隨著越來越多黑人開始變得城市化與西方化，這些傳統文化正在漸漸消失。原本南非的中產階級幾乎全是白人，到了現在，不少黑人、有色人及印度人都躋身中產階級行列，他們的生活方式也與西歐、北美洲、澳大拉西亞等諸多地區的人們越來越相似。
南非童軍是南非首個向全國所有種族的青年與成年人開放的一個青年組織之一。1977年7月2日，該組織在一場名為“君往何處去”的會議上通過該決議。

### 藝術
南非的藝術品包含一些世界上最古老的藝術品，這些藝術品都是出土於南非的一些洞穴內，其歷史可追溯至75,000年之前，這些畫作與岩畫可以在南非全國3,000多個地方找到。幾個世紀以來，木雕、珍珠、工藝品以及陶器一直是南非藝術品的特色，這些藝術品至今仍可以在南非許多地方找到。目前，南非藝術品經常使用如人造纖維等的現代材料來製作。在大約公元前10000年，遷到南非的科伊桑人的分散部落開始擁有他們自己的文化與藝術風格，也就是現今眾多出土的洞穴壁畫。然而，班圖人及恩古尼人的文化與藝術形式其後取代了這些洞穴壁畫。在礦井與城市裡，新的艺术形式逐渐进化及演變：使用从塑料條到自行車條等各种东西的动态艺术。從1850年代開始，受到荷蘭文化所影響的民間藝術家、游牧布爾人以及不斷跟隨變化中的歐洲傳統文化的白人藝術家至今為止也依舊給這個在進化中文化混合體作出貢獻。

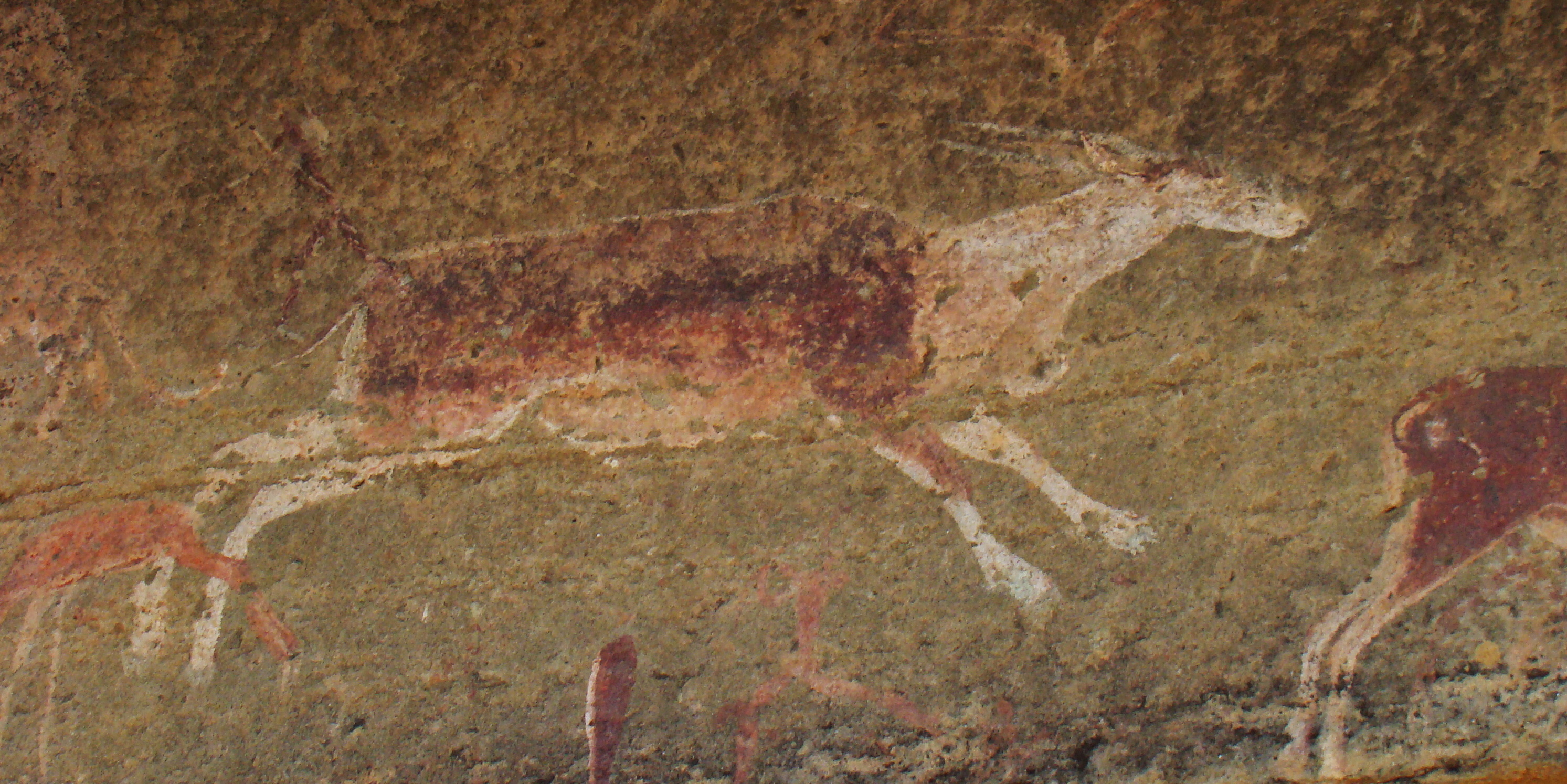
在德拉肯斯堡山脈中描繪伊蘭羚羊的石洞壁畫

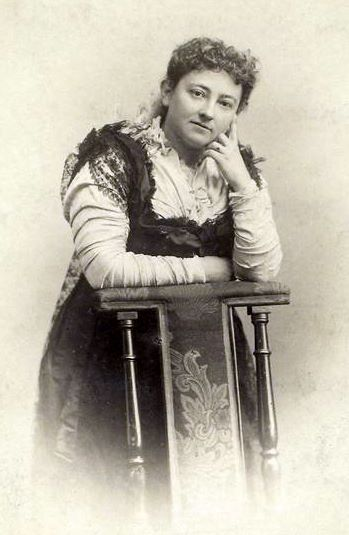
奧利維·施賴納

南非文學發源於其獨特的政治、社會及歷史等各方面。由黑人作家索爾·普拉奇於1930年寫的《姆胡迪》是首部以非洲語言創作的著名小說之一。在1950年代，《鼓聲》雜誌成為政治諷刺、小說及散文的發源地，並為城市黑人發聲的一種文化。
值得注意的白人作家包括艾倫·帕頓，他於1948年出版著名小說《哭吧，我心愛的祖國》。1991年，納丁·戈迪默獲得諾貝爾文學獎，成為首位獲得諾貝爾文學獎的南非人，她的著名小說《七月的人民》於1981年發表。約翰·馬克斯維爾·庫切獲得諾貝爾文學獎，在頒獎時，瑞典學院表示庫切“以無數的偽裝描繪了局外人的驚人參與”。
阿瑟爾·富加德的劇目定期在南非、倫敦（皇家宮廷劇院）及紐約三地的邊緣劇院首演。奧利維·施賴納的《非洲農場的故事》（1883年）是維多利亞文學的一個啟示：許多人認為將女性主義引入了小說形式。
布雷滕·布雷特巴克因參與反對種族隔離的游擊運動而入獄。1979年，安德烈·布林克在出版《血染的季節》後受到當時白人政府的打壓，是南非首位出版小說後遭打壓的作家。

### 媒體與流行文化

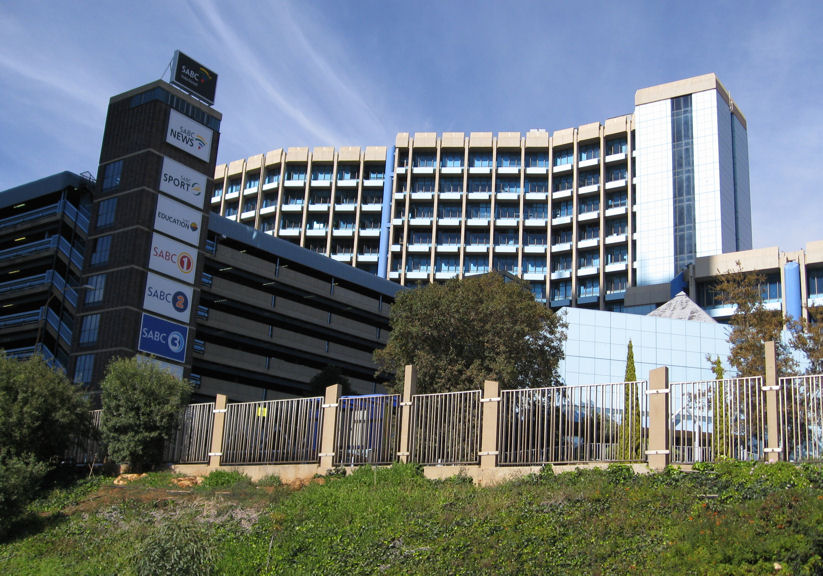
位於約翰內斯堡的南非廣播公司總部

南非擁有龐大的傳媒事業，是非洲主要的傳媒中心之一。南非許多廣播公司與報刊表現出國內人口多元的性質，主要使用的語言是英語。不過，其他十種官方語言都有在不同程度上使用。
南非音樂有很多種。黑人音樂家創造了一種名為庫威多的獨特風格，並對廣播、電視、雜誌等媒體產生影響。值得注意的是布蘭達·法西，她的歌曲《特別週末》以英語演唱而名聲大噪。更多著名的傳統音樂家包括萊迪史密斯·布萊克·馬巴索，而索維托弦樂四重奏則演奏非洲風味的經典音樂。南非產生了世界著名的爵士音樂家，特別是休·馬西克拉、霍納斯·格汪瓦、阿卜杜拉·易卜拉欣、米瑞安·馬卡貝、喬納森·巴特勒、克里斯·麥格雷戈以及薩馬·貝亞·本傑明。南非語音樂涵蓋多種類型，如當代的史蒂夫·霍夫梅爾、龐克搖滾樂隊Fokofpolisiekar及創作歌手傑里米·羅波斯。
雖然在南非以外製作的南非電影為數不多，但不少外國電影製作的內容都是關於南非。近年來，描繪得南非最引人注目的電影可以說是《第九禁區》。其他值得注意的電影有《黑幫暴徒》，該電影在2005年的第78屆奧斯卡頒獎典禮上獲得奧斯卡最佳外語片獎，至於《卡雅利沙的卡門》亦在2005年柏林國際電影節上獲得金熊獎。2015年，奧利維·赫曼努斯的電影《無盡河》成為首部入選威尼斯電影節的南非電影。

### 飲食
南非飲食相當多樣化。所有人都喜歡來自不同文化的食物，尤其是那些希望品嚐各種南非美食的遊客。

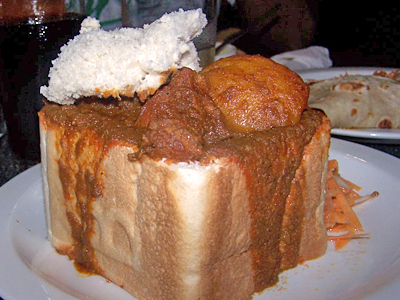
德班的特色菜餚——南非三明治，這道菜起源於當地的印度裔社區

南非的菜餚與飲食文化大多以肉類為基礎，並形成了南非特色的社交聚會形式，當地人稱之為“布萊”（Braai，意為烤肉或燒烤）。現時，南非已經發展為主要的葡萄酒生產國之一，於葡萄酒製造業上亦頗具名氣；在斯泰倫博斯、弗朗斯胡克、帕阿爾以及巴里代爾的山谷中，諸多上好的葡萄園馳名世界。

### 體育

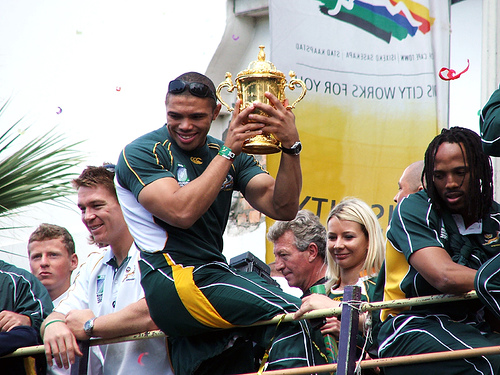
在贏得2007年世界盃橄欖球賽後，跳羚隊參加巴士巡遊

南非最受歡迎與流行的體育運動為足球、橄欖球及板球。其他有顯著關注與支持度的運動包括游泳、田徑、高爾夫、拳擊、網球、無板球以及籃網球。雖然足球在青少年中最受歡迎，但籃球、衝浪、滑板等其他運動的支持度亦持續上升，並越來越受歡迎。
曾為國外主要足球俱樂部效力的南非足球運動員包括史蒂文·皮納爾、盧卡斯·拉迪比、菲爾·馬辛加、本尼·麦卡锡、阿隆·莫科納以及德爾羅·巴克利。南非曾舉辦2010年國際足協世界盃，國際足聯主席塞普·布拉特因南非成功舉辦世界盃而將其評為9分（滿分10分）。
南非著名的拳擊選手包括“小傑克”雅各布·馬特拉、武亞尼·邦古、韋爾科姆·西塔、迪加恩·托貝拉、格里·科策以及布賴恩·米切爾。2010年，德班衝浪選手喬迪·史密斯贏得傑弗里斯貝灣公開賽，成為世界排名第一的衝浪選手。此外，南非是1979年一級方程式賽車世界冠軍朱迪·謝科特的誕生地。南非當前著名的板球運動員包括亞伯拉罕·本傑明·德·維里埃、哈希姆·阿姆拉、戴爾·斯泰恩、弗農·菲蘭德、法·杜·普萊西斯等，他們大多也參加了印度超級板球聯賽。
除此以外，南非還是許多世界級橄欖球運動員的誕生地，例如弗朗索瓦·皮納爾、喬斯特·凡·德·韋斯特岑、丹尼·克雷文、弗里克·杜·布里茲、納斯·博塔以及布萊恩·哈巴那。南非曾主辦並贏得1995年世界盃橄欖球賽冠軍，並於法國贏得2007年世界盃橄欖球賽。在1995年世界盃橄欖球賽後，南非還主辦了1996年非洲國家盃，而國家隊亦再次勝出。南非還舉辦了2003年世界盃板球賽與2007年世界T20板球錦標賽。在1998年國際板球協會淘汰盃決賽中，南非擊敗了西印度群島，贏得首屆比賽的冠軍。1998年的首屆世界盃盲人板球賽中，南非隊亦贏得冠軍。
2004年，羅蘭·斯庫曼、林登·弗恩斯、達里安·湯森以及里克·内特林的游泳隊贏得2004年雅典奧運會的金牌，同時打破了4×100自由式接力賽的世界紀錄。彭妮·海恩斯在1996年亞特蘭大奧運會上贏得金牌。2012年，奧斯卡·皮斯托利斯成為首位參加2012年倫敦奧運會的雙截肢短跑運動員。在高爾夫球方面，蓋瑞·普萊爾贏得多次職業大滿貫賽事，是有史以來最偉大的高爾夫球手之一，亦是南非五位著名高爾夫球手之一。其他贏得重大比賽的南非高爾夫球手包括鮑比·洛克、厄尼·艾爾斯、雷蒂夫·古森、提姆·克拉克、特雷弗·伊梅爾曼、路易斯·烏修仁以及查爾·舒瓦特澤爾。
南非在大型國際運動會的成績：
- 夏季奧運會：26金 31銀 29銅 86枚獎牌（非洲第2，世界第32）
- 冬季奧運會：0金 0銀 0銅 0枚獎牌（沒有名次）
- 世界運動會：6金 11銀 18銅 35枚獎牌（非洲第2，世界第35）
- 夏季大運會：27金 21銀 28銅 76枚獎牌（非洲第1，世界第27）
- 冬季大運會：0金 0銀 0銅 0枚獎牌（沒有名次）
- 世界武搏運動會：2金 1銀 8銅 11枚獎牌（非洲第2，世界第26）
- 夏季青年奧運會：6金 5銀 4銅 15枚獎牌（非洲第4，世界第27）
- 冬季青年奧運會：0金 0銀 0銅 0枚獎牌（沒有名次）

### 節日
最新的南非全國年節及紀念日假期如下：
| 日期     | 年節及紀念日名稱 | 制定年份 | 註釋                           |
| -------- | ---------------- | -------- | ------------------------------ |
| 1月1日   | 元旦             | 1910年   | 一年的第一日。                 |
| 3月21日  | 國際人權日       | 1990年   |                                |
| －       | 耶穌受難節       | 1910年   | 復活節前的星期五。             |
| －       | 家庭日           | 1980年   | 復活節後的星期一。             |
| 4月27日  | 自由日           | 1994年   | 紀念南非1994年首次民主選舉。   |
| 5月1日   | 國際勞動節       | 1995年   |                                |
| 6月16日  | 青年節           | 1995年   | 1976年索維托起義的日子。       |
| 8月9日   | 全國婦女節       | 1995年   |                                |
| 9月24日  | 遺產日           | 1995年   |                                |
| 12月16日 | 和解日           | 1995年   | 旨在促進南非的種族和解與團結。 |
| 12月25日 | 聖誕節           | 1910年   | 耶穌誕生日。                   |
| 12月26日 | 聖斯德望日       | 1910年   | 聖誕節後的第二日。             |

## 教育

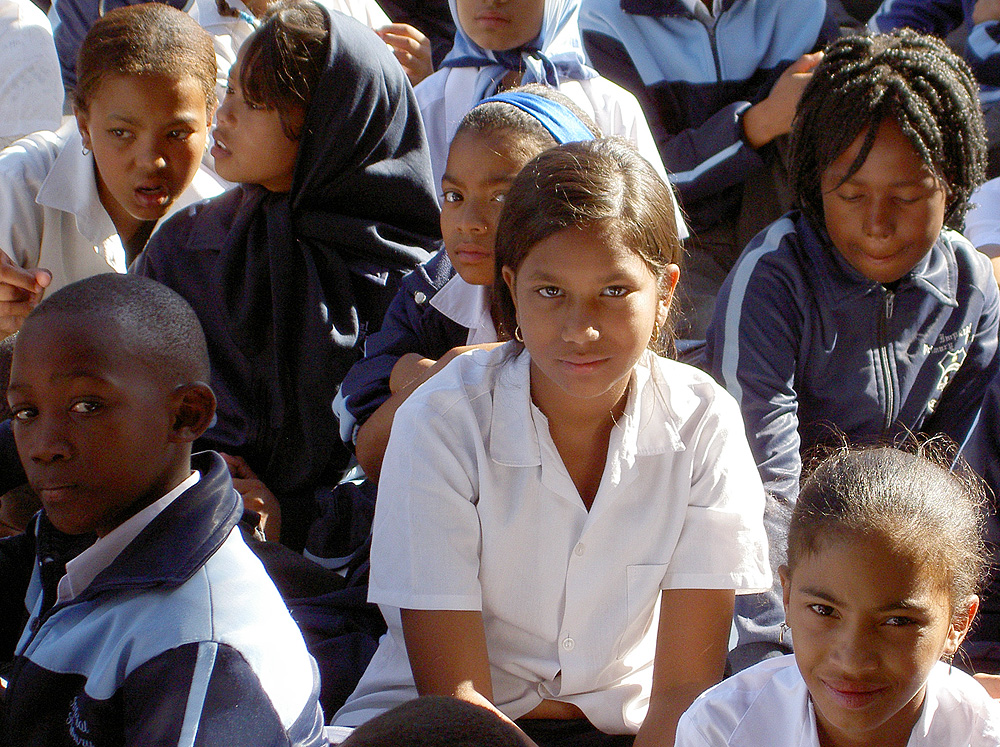
米切爾平原的學童

2007年，南非15歲以上人口的識字率為88.7%，而到了2015年則上升至94.3%，基本達到發達國家的識字率水平。南非從小學開始實行三級教育，之後是高中以及屬高等教育的學術大學與技術大學。學習者須從1年級起就讀至12年級，接受為期12年的正規學校教育。R級是學前教育的基礎年。小學跨越了學校教育的前七年，至於後五年則為高中教育。在12年級結束時，學生會應考國家高級證書考試，以決定能否升讀各大學。
南非的公立大學分為三種：分別是提供理論導向大學學位的傳統大學、提供職業導向文憑與學位，前稱為理工大學的技術大學以及綜合性大學，並分別提供兩種類型的專業認證。截至2017年，南非有26所公立大學：11所為傳統大學、6所為技術大學、9所為綜合性大學。
在種族隔離時期，南非黑人早期幾乎沒有受教育的權力，更甭談享受高等教育。當時，南非的大學幾乎全都是為白人開設的學校，黑人學校則受到資金不足與單獨的班圖教育課程的歧視，該課程的教學大綱只是為了給予他們足夠的技能來作為一個勞動者。直至廢除種族隔離制度後，黑人才擁有平等受教育的權利。在這之後，南非還建立了一些專門為黑人而設的大學，例如夸祖魯-納塔爾大學等。2004年，南非開始改革其高等教育體系：將小型大學合併並納入更大的機構；並將所有高等教育機構改名為“大學”，以糾正這些不平衡。到了2015年，有140萬高等教育學生受益於1999年頒布的財政援助計劃。
教育是南非最重要的關注領域之一，公共教育支出佔2002年至2005年南非國內生產總值的5.4%。

## 醫療衛生
根據南非種族關係研究所的數據，2009年白人的預期壽命為71歲，而黑人則為48歲。南非的醫療保健支出約佔GDP的9%。
只有16%南非人受到醫療計劃保障，約20%的人使用私人醫療保健。至於其餘的人則需要自付費用或通過醫院現金計劃來支付。三個主要的醫院集團Mediclinic、生命醫療及尼特衛生合共控制著75%市場份額。大約84%人口依賴公共醫療系統，這系統受到長期人力資源短缺與資源有限所困擾。
南非是世界第三大醫院克里斯·哈尼·巴拉瓦納特醫院的所在地。

### 人類免疫缺乏病毒／愛滋病
南非是全球感染愛滋病人口最多的國家。根據2015年聯合國愛滋病聯合規劃署的報告，南非估計有700萬愛滋病毒感染者。南非的愛滋病問題很嚴重，在2013年約有560萬人（超過南非總人口的10%）感染了愛滋病毒。2008年的一項研究顯示，南非不同種族在感染愛滋病毒方面有明顯差異：有13.6%的黑人對愛滋病毒呈陽性，但只有0.3%的白人患有愛滋病。南非每年平均出現約30萬宗愛滋病新增病例，而因愛滋病相關原因喪命的人亦達到27萬。在2005年，南非估計分別有高達31%的孕婦以及20%以上的成年人感染了愛滋病毒。南非國民的愛滋病感染率為21.5%，至於軍隊中感染愛滋病病毒及愛滋病患者的比例更高達23%。
前總統姆貝基及時任衛生部長曼托·沙巴拉拉-姆希曼長期否認南非愛滋病問題，他們都堅持認為，許多南非人的死亡是由於營養不良與貧困問題，而不是愛滋病所致的。2007年起，為了應對國際壓力，政府開始努力著手抗擊愛滋病。
在2009年大選之後，時任總統祖瑪任命艾倫·莫茨爾萊迪博士為新的衛生部長，並承諾他的政府將會增加資金以擴大愛滋病治療的範圍。直至2015年，南非已在愛滋病治療方面取得重大進展，政府提供廉價有效的藥物，使預期壽命從52.1歲大幅增加到62.5歲。

## 延伸閱讀

愛滋病影響壽命下降

- A History of South Africa, Third Edition. Leonard Thompson. Yale University Press. 2001年3月1日. 384頁. ISBN 0-300-08776-4.
- Economic Analysis and Policy Formulation for Post-Apartheid South Africa: Mission Report, 1991年8月. International Development Research Centre. IDRC Canada, 1991年. vi, 46 p. Without ISBN
- Emerging Johannesburg: Perspectives on the Postapartheid City. Richard Tomlinson, et al. 2003年1月1日. 336頁. ISBN 0-415-93559-8.
- Making of Modern South Africa: Conquest, Segregation and Apartheid. Nigel Worden. 2000年7月1日. 194頁. ISBN 0-631-21661-8.
- South Africa: A Narrative History. Frank Welsh. Kodansha America. 1999年2月1日. 606頁. ISBN 1-56836-258-7.
- South Africa in Contemporary Times. Godfrey Mwakikagile. New Africa Press. 2008年2月. 260頁. ISBN 978-0-9802587-3-8.
- The Atlas of Changing South Africa. A. J. Christopher. 2000年10月1日. 216頁. ISBN 0-415-21178-6.
- The Politics of the New South Africa. Heather Deegan. 2000年12月28日. 256頁. ISBN 0-582-38227-0.
- Twentieth-Century South Africa. William Beinart Oxford University Press 2001年, 414頁, ISBN 0-19-289318-1

## 外部連結
- 南非政府官方網站（页面存档备份，存于）
- 總統府網站（页面存档备份，存于）
- 國會網站（页面存档备份，存于）
- 外交部網站（页面存档备份，存于）